# Barokarchitectuur in het prinsbisdom Luik

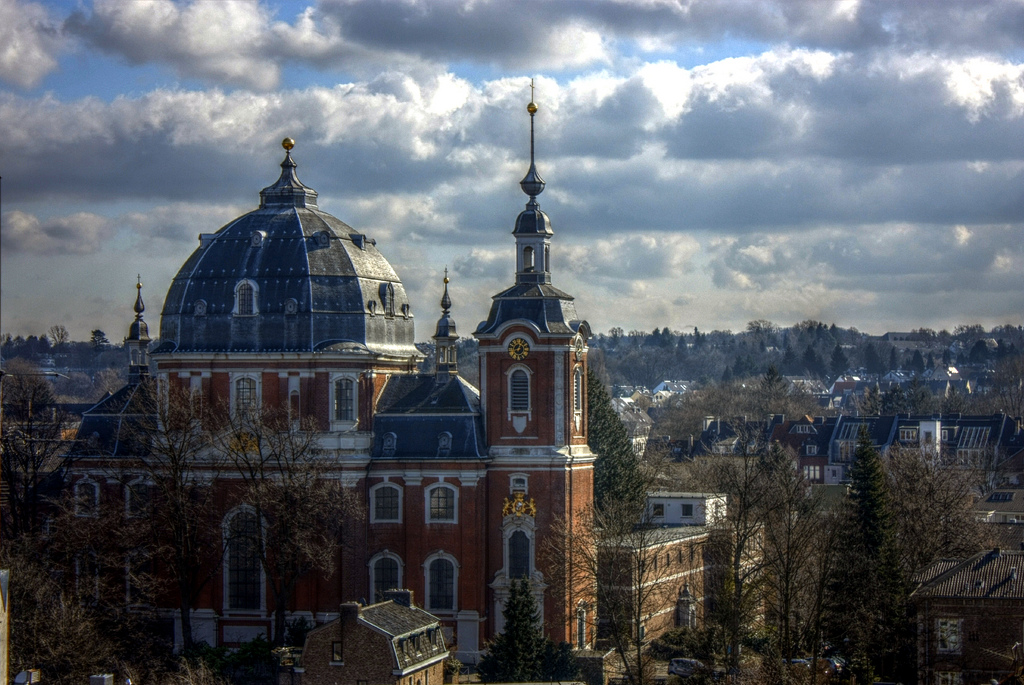
Abdijkerk Burtscheid (Johann Joseph Couven, 1730, 1748)

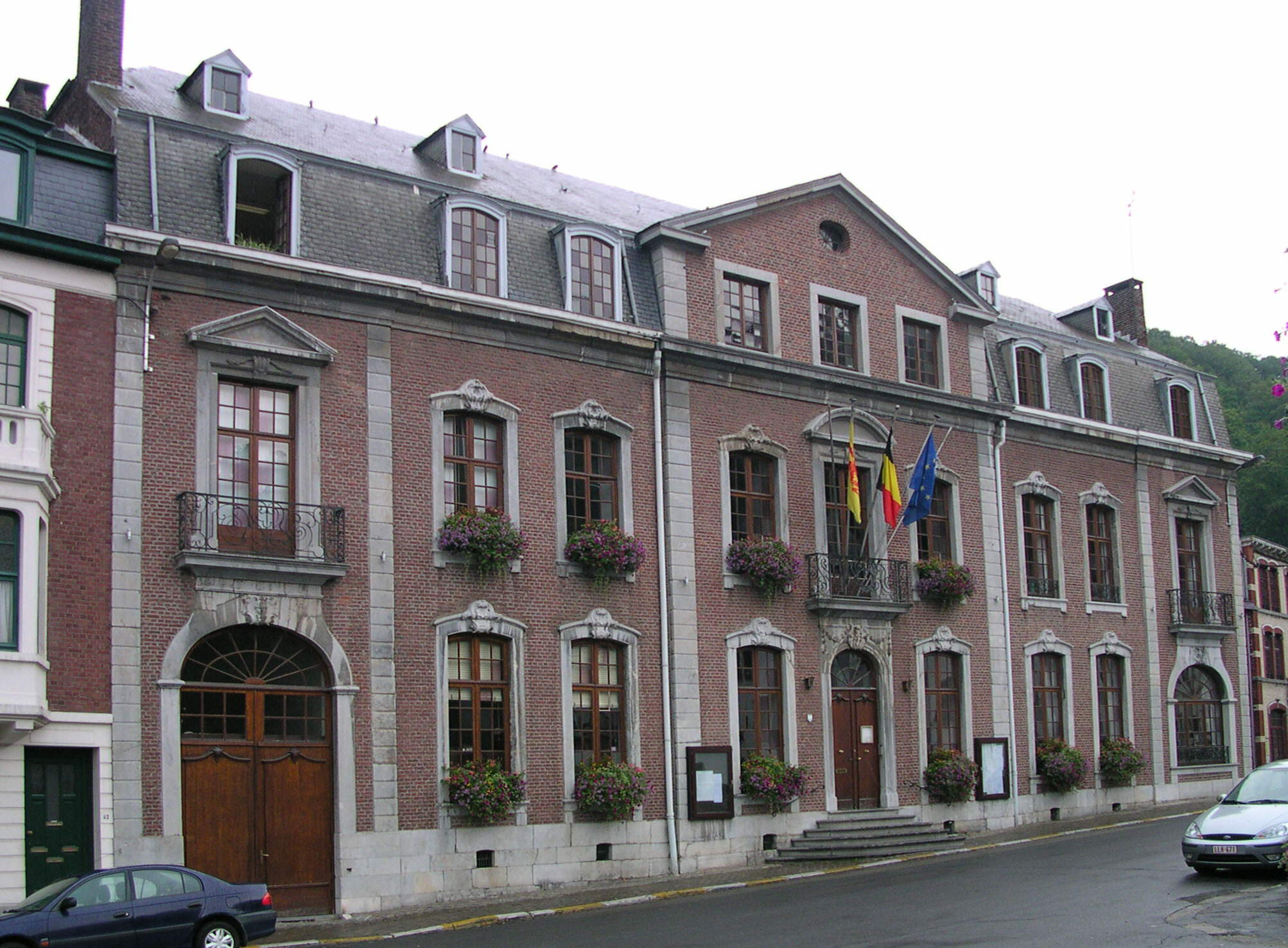
Stadhuis van Spa (Barthélemy Digneffe, 1762)

De barokarchitectuur in het prinsbisdom Luik, ook wel Maaslandse barok of Luiks-Akense barok, is de barokke bouwkunst zoals die zich in de 17e en 18e eeuw ontwikkelde in het prinsbisdom Luik en het gebied rondom de vrije rijksstad Aken en de tweeherige stad Maastricht, een streek die meestal wordt aangeduid als het Maasland. De barokarchitectuur in het prinsbisdom Luik is verwant aan de barokarchitectuur in de Zuidelijke Nederlanden en neemt daarmee een tussenpositie in tussen het strengere Hollands classicisme en de meer uitbundige Franse barok, waarbij met name in de regio Aken ook de invloed van de Duitse barok zichtbaar is. De barokarchitectuur in het prinsbisdom Luik is een aspect van het grotere geheel van de barok in het prinsbisdom Luik, die naast een grote bouwproductie ook een bloeiperiode van de toegepaste kunsten bracht (zoals de Luiks-Akense meubelkunst).

## Vroege en late barok in het Maasland

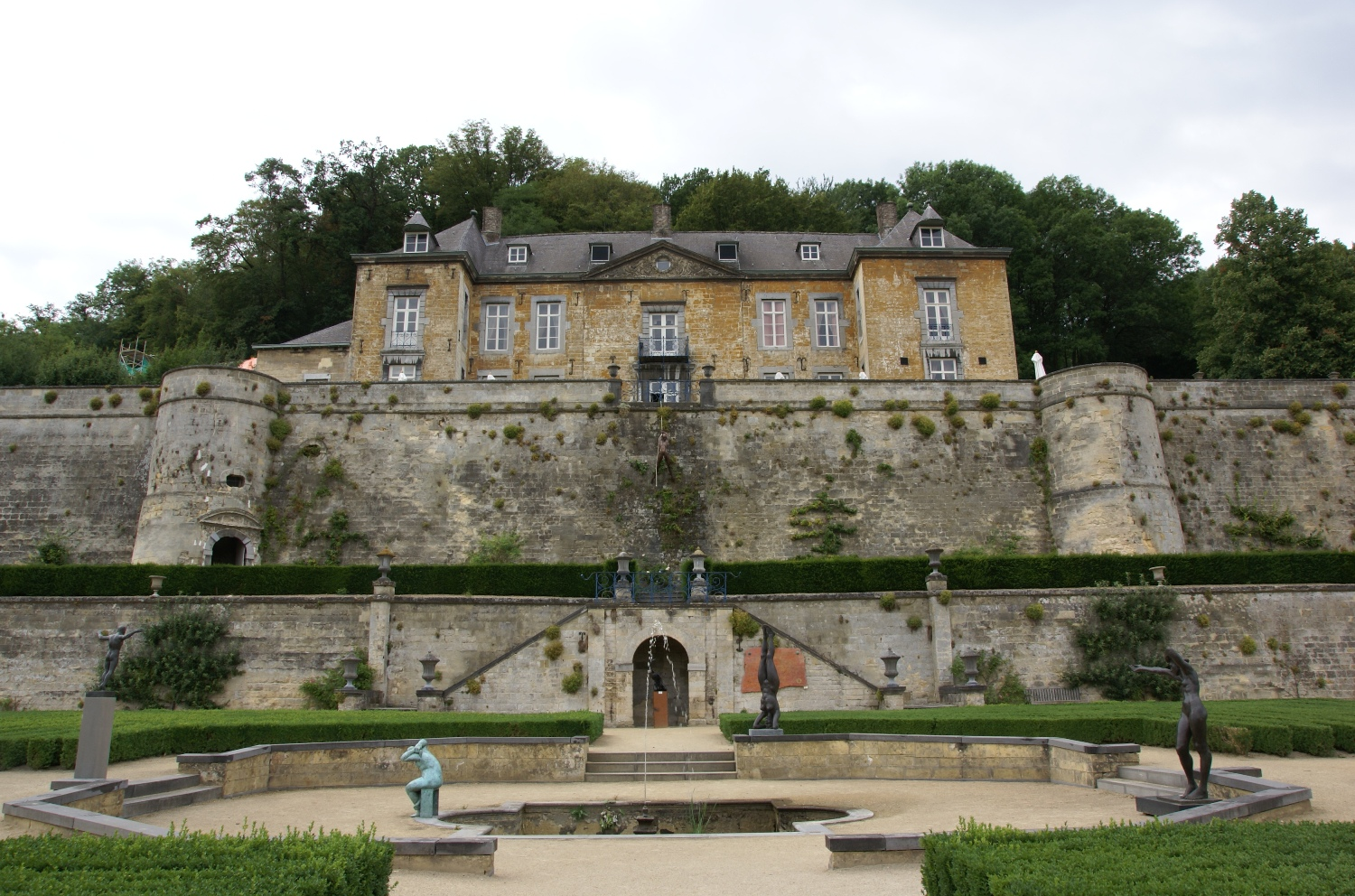
Kasteel Neercanne bij Maastricht (Van Dopff, 1698)

### Zeventiende eeuw: aarzelend begin
In de 17e eeuw werd in het prinsbisdom Luik en omgeving veelal traditioneel gebouwd, vaak nog volgens de lokale bouwtrant van de Maaslandse renaissance. Namen van bouwmeesters zijn in de meeste gevallen niet overgeleverd. De stadhuizen van Peer (1637), Borgloon (1660) en Bilzen (1685) zijn nog traditioneel Maaslands. Het stadhuis van Maastricht (ca. 1660) daarentegen, is een voorbeeld van Hollands classicisme, de dominante bouwstijl in de Hollandse republiek, een stijl die verder weinig navolging vond in het Maasland. Het kasteel van Modave (ca. 1667) is een zeldzaam voorbeeld van een 17e-eeuws Maaslands kasteel dat geïnspireerd is door Franse voorbeelden. Kasteel Neercanne bij Maastricht (1698) combineert de eenvoud en symmetrie van de Hollandse stijl met Frans aandoende, barokke terrastuinen.
Een uitzondering op dit vrij traditionele beeld vormden de vele kerken en kloosters, die in deze periode gebouwd werden. Met name de jezuïeten ontpopten zich als belangrijke propagandisten van de Italiaanse barok, een stijl die het herwonnen zelfvertrouwen van de Rooms-Katholieke Kerk na de contrareformatie weerspiegelde. In vrijwel alle steden in het Maasland verrezen in de loop der 17e eeuw kerken van jezuïeten, augustijnen, recollecten en redemptoristen met uitbundige façades en rijkversierde interieurs. Terwijl de Jezuïetenkerk (1628) van Aken stilistisch nog tot het Rijnlands Maniërisme wordt gerekend, zijn de Jezuïetenkerk (1606) en de Augustijnenkerk (1610-60) in Maastricht, de kerk van Foy-Notre-Dame in Dinant (1623), de slotkerk (ca. 1635) van Alden Biesen, de Capucijnenkerk (1635) in Maaseik, de Recollectenkerk (1650) in Verviers, de Karmelietessenkerk (1654) in Luik en de Sint-Michielskerk (1660) in Sittard echte barokkerken.

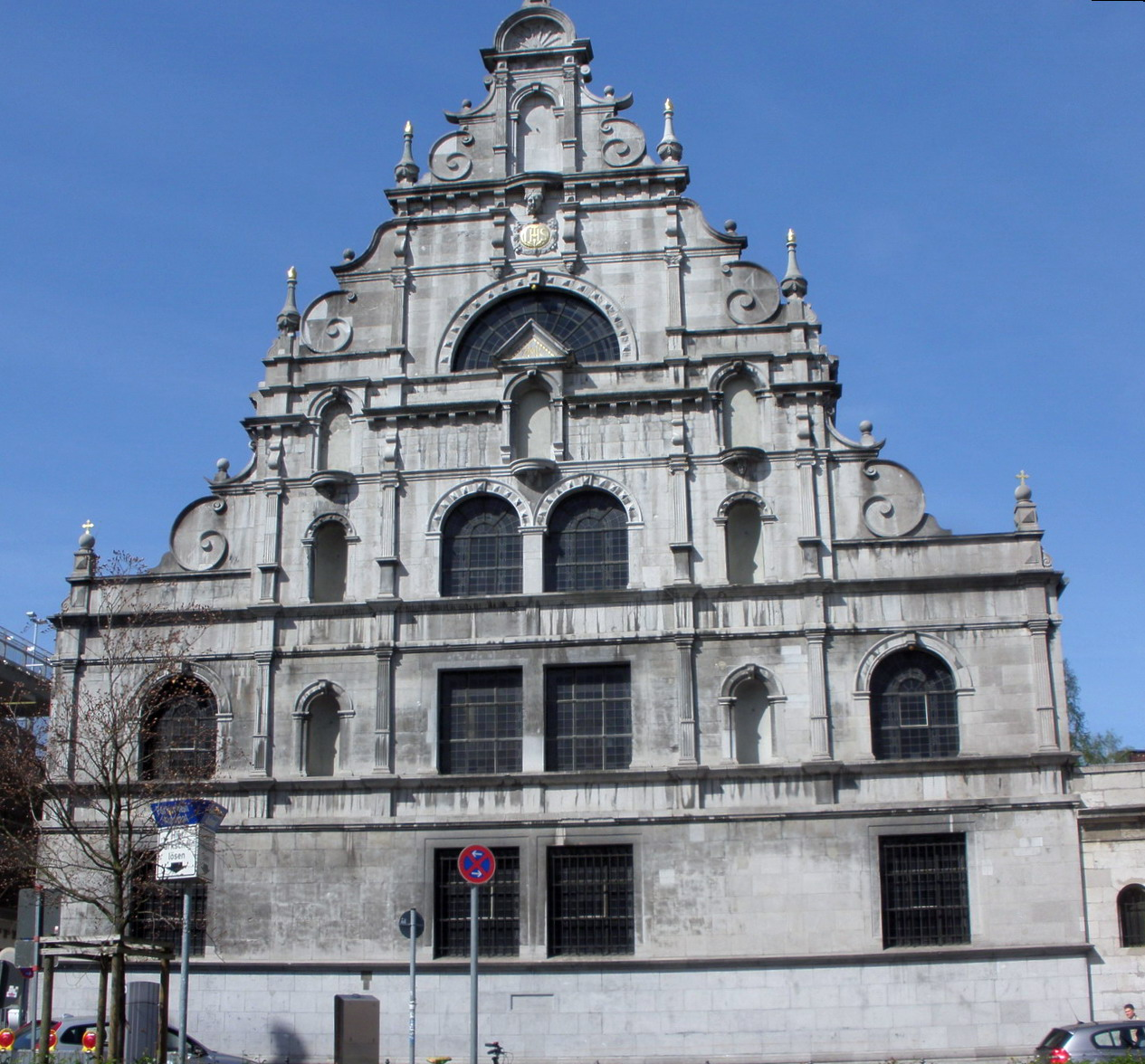
Jezuïetenkerk, Aken, 1628
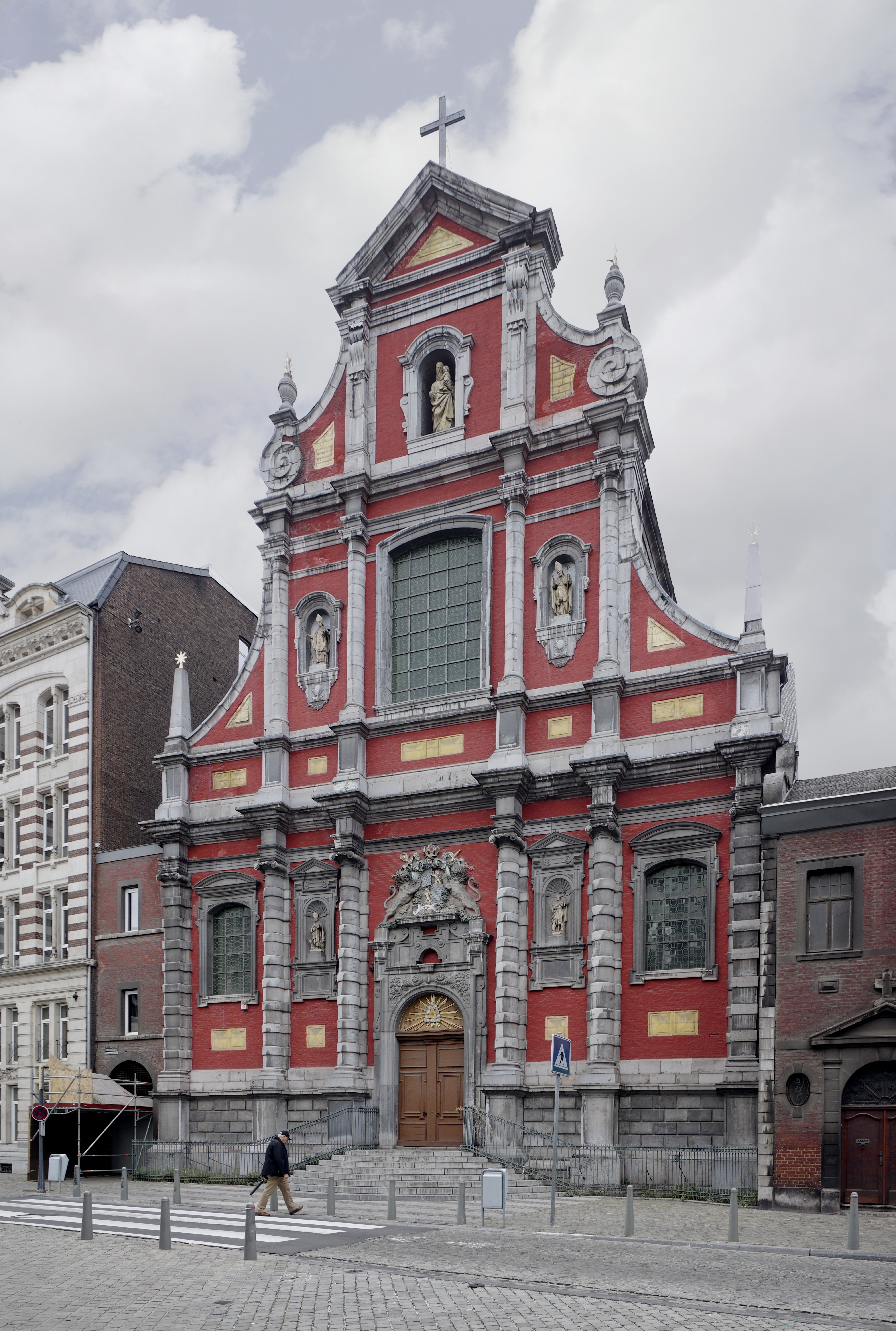
Karmelietessenkerk, Luik, 1654
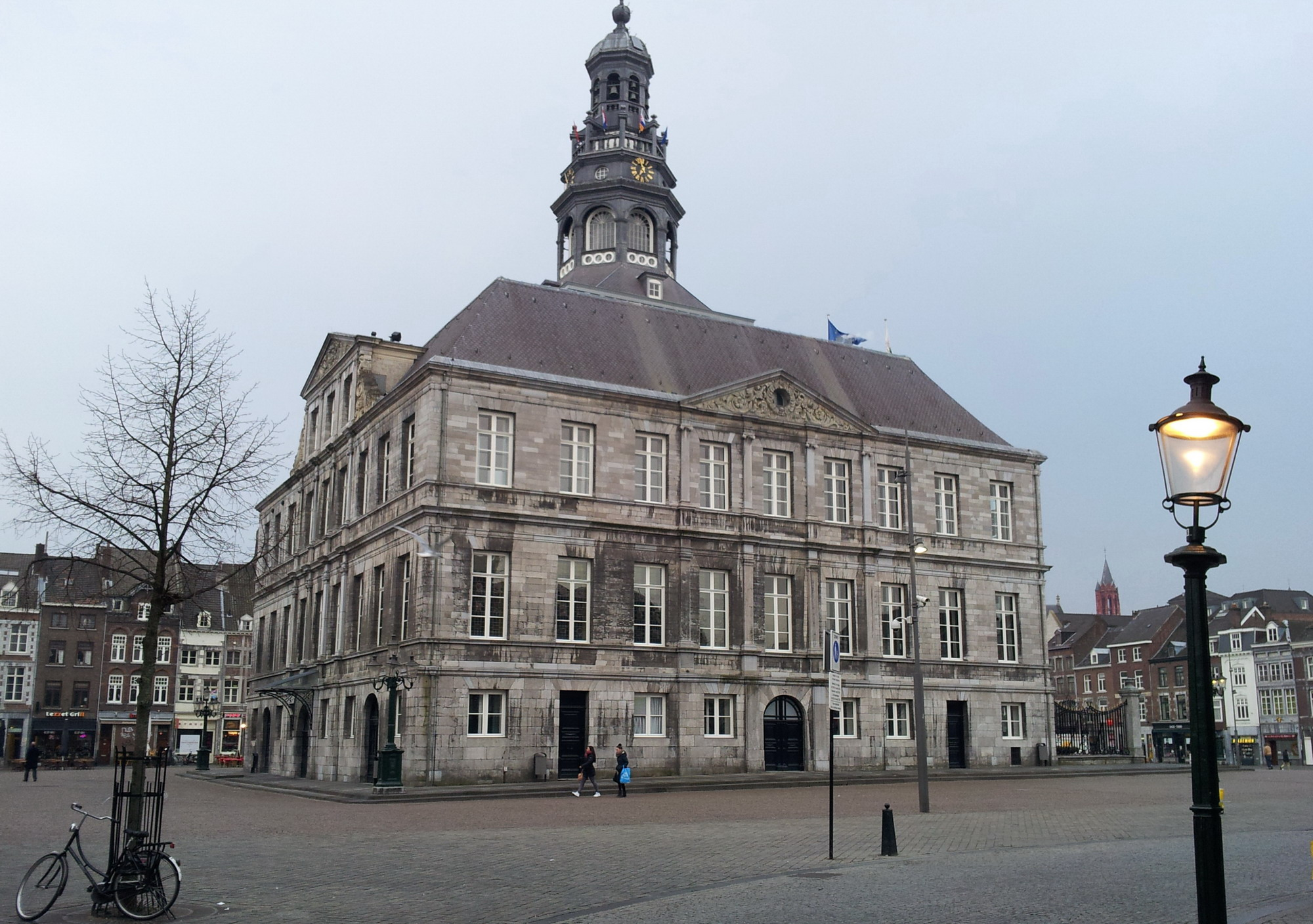
Stadhuis van Maastricht, 1664
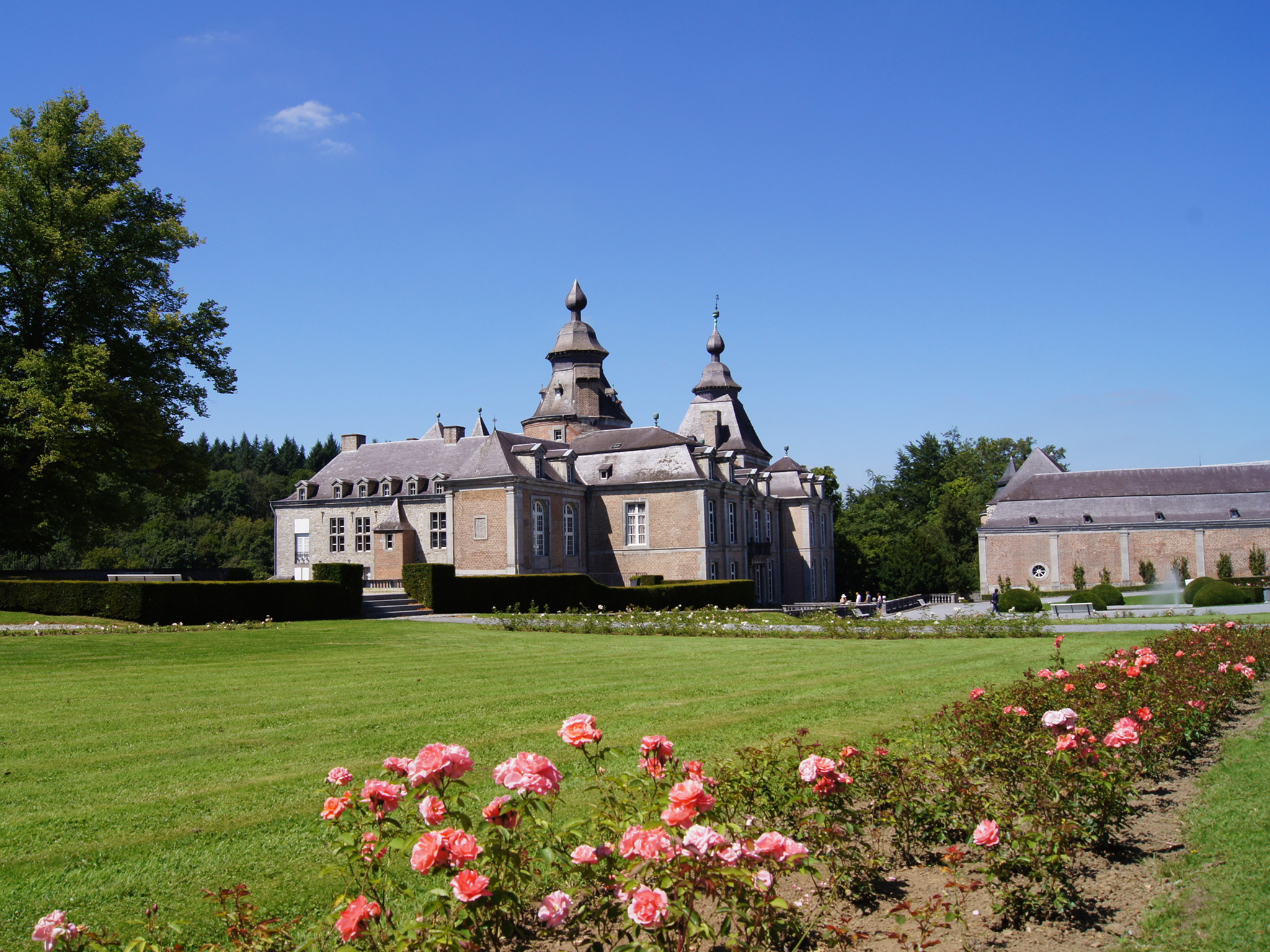
Kasteel van Modave, ca. 1667

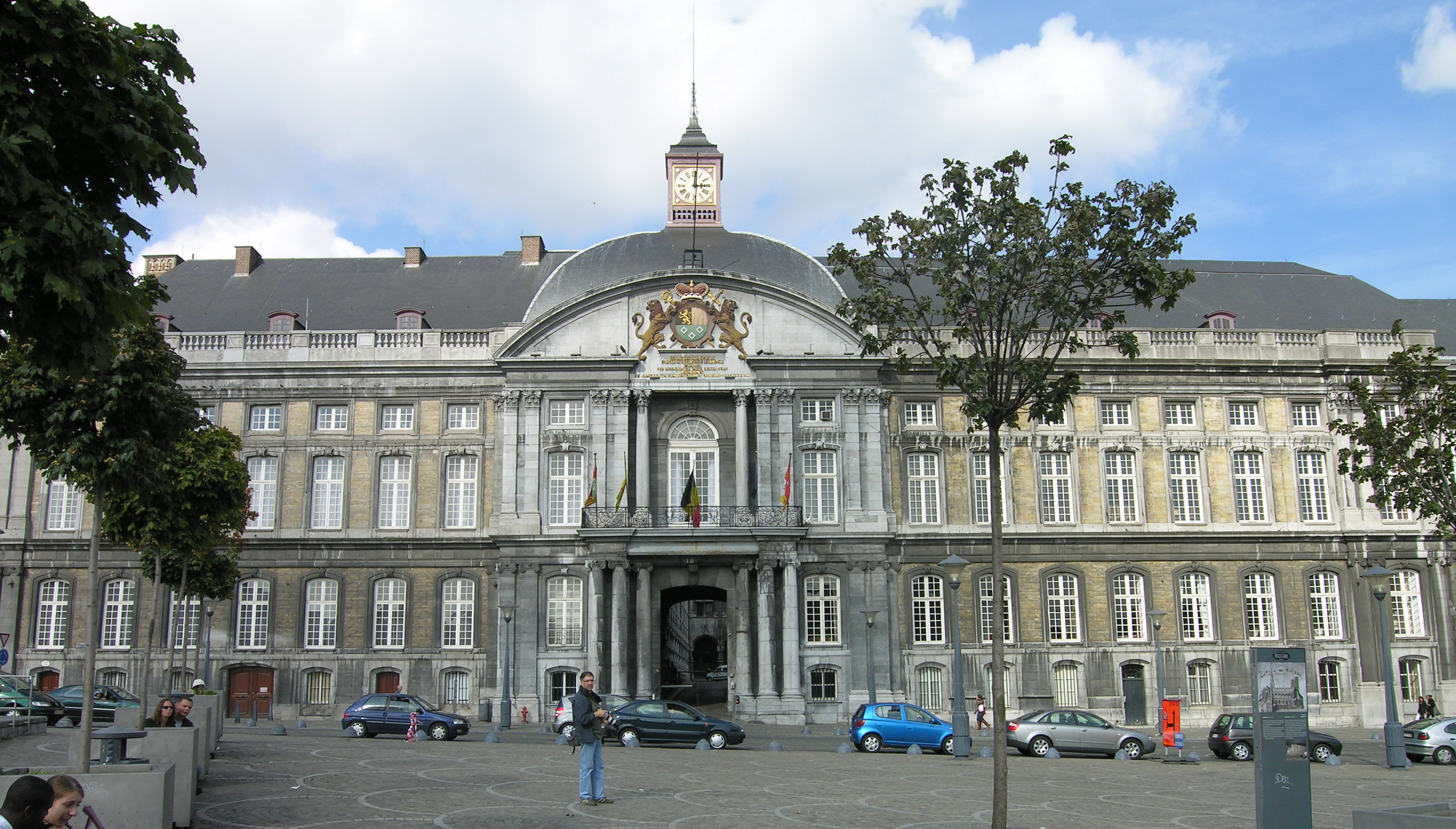
Zuidgevel Paleis van de Prins-bisschoppen in Luik (J.A. Anneessens, ca. 1735)

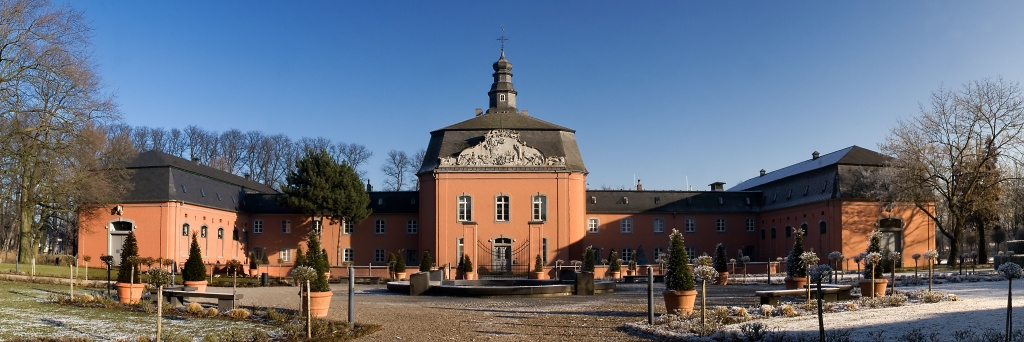
Kasteel Wickrath, oostelijke voorburcht (François en Matheius Soiron, 1746-72)

### Eerste helft achttiende eeuw: buitenlandse versterking
In de eerste helft van de 18e eeuw waren het veelal uit het buitenland afkomstige architecten die de rijpere barokstijl in het Luikerland introduceerden. In Aken en omstreken waren dat de van oorsprong Italiaanse bouwmeesters Laurenz (Lorenzo) Mefferdatis en Joseph (Giuseppe) Moretti. De bekende Oostenrijkse architect Johann Lukas von Hildebrandt maakte rond 1715 het nieuwe ontwerp voor de landcommanderij Alden Biesen, dat vervolgens door de Maastrichtse stadsbouwmeester Gilles Doyen werd uitgevoerd. Hetzelfde deed de uit Tessino afkomstige architect Gaetano Matteo Pisoni enkele decennia later: zijn ontwerp voor de nieuwe Luikse Sint-Jan Evangelistkerk werd gebouwd door de jonge Luikenaar Jacques-Barthélemy Renoz. De Franse architect D'Auberat was begin 18e eeuw werkzaam aan het hof van prins-bisschop Jozef Clemens van Beieren en bouwde onder andere het Luikse stadhuis. De Brusselse architect Johannes Andreas Anneessens kreeg rond 1735 de opdracht voor de vernieuwing van het Paleis van de Prins-bisschoppen in Luik. De Westfaalse bouwmeester Johann Conrad Schlaun werd omstreeks 1730 door de graaf van Wittem (beiden waren afkomstig uit het Münsterland) naar Wittem gehaald en bouwde daar verscheidene kerken, daarbij geassisteerd door de jonge Akense architect Johann Joseph Couven, die later de toonaangevende architect in de regio zou worden.

### Tweede helft achttiende eeuw: sterke uitstraling
In de loop van de 18e eeuw ontstond in het Prinsbisdom Luik, onder invloed van een geleidelijk verbeterende regionale economie, een ware bouwhausse. Zowel in de grotere steden Luik, Aken en Maastricht, als in de kleinere plaatsen Dinant, Spa, Verviers, Eupen, Monschau, Vaals, Tongeren, Hasselt en Maaseik, kwamen met name in de tweede helft van de eeuw een groot aantal kerken, kloosters, stadhuizen, militaire bouwwerken, burgerhuizen en stadspaleizen tot stand. Ook in de dorpen en op het platteland werd ge- en verbouwd aan kastelen, buitenverblijven en monumentale boerderijen. De architectuurstijl die daarbij de boventoon voerde was de Luikse barok.
Rond het midden van de 18e eeuw waren er in het prinsbisdom zeker vijftien met name bekende, lokale architecten werkzaam, die allen een substantieel oeuvre konden opbouwen en ook buiten de grenzen van het Luikse opdrachten kregen. Zo ontving de Akense bouwmeester Johann Joseph Couven rond 1748 de opdracht voor een lustslot voor keurvorst Karel Theodoor van Beieren in Düsseldorf. De Maastrichtse architecten François en Matheius Soiron begonnen rond dezelfde tijd aan de bouw van het Schloss Wickrath voor graaf Willem Otto Friedrich von Quadt nabij Mönchengladbach. De in Verviers geboren Laurent-Benoît Dewez (1731-1812) vertrok naar Brussel en werd daar de hofarchitect van gouverneur Karel van Lotharingen en ontwikkelde zich tot de belangrijkste barokarchitect van de Zuidelijke Nederlanden.
In de hiernavolgende paragrafen zal per regio vooral gekeken worden naar de kerkelijke en wereldlijke bouwkunst uit de tweede helft van de 18e eeuw, de bloeiperiode van de Luiks-Akense barok.

## Achttiende-eeuwse barok in Luik en omgeving
De belangrijkste architecten in de tweede helft van de 18e eeuw in het Franstalige deel van het prinsbisdom waren Jean-Gilles Jacob (1714-1781), Etienne Fayen (1720-1773), Barthélemy Digneffe (1729-1784), Jacques-Barthélemy Renoz (1729-1786) en, iets later, Ghislain-Joseph Henry (1754-1820).

### Kerken en kloosters in Luik en omgeving
De collegiale kerk van Sint-Jan Evangelist in Luik is gebouwd door de lokale architect Jacques-Barthélemy Renoz, naar een ontwerp van Gaetano Matteo Pisoni uit 1754. Renoz is ook de architect van de Augustijnenkerk, thans kerk van het H. Sacrament (ca. 1766), de Sint-Andreaskerk (1772) en het neoclassicistische portaal (1782) van de Sint-Bartholomeüskerk, allemaal in Luik. De Premonstratenzerkerk (1762) en een deel van het klooster, thans onderdeel van het bisschoppelijk paleis van Luik, zijn van Barthélemy Digneffe. Belangrijke 18e-eeuwse kerken in het Luikerland zijn de Sint-Appolinariskerk in Bolland (ontworpen door de priester-architect Antoine de Sarémont, 1714) en de Sint-Beggakerk in Andenne (waarschijnlijk ontworpen door Laurent-Benoît Dewez, 1764).

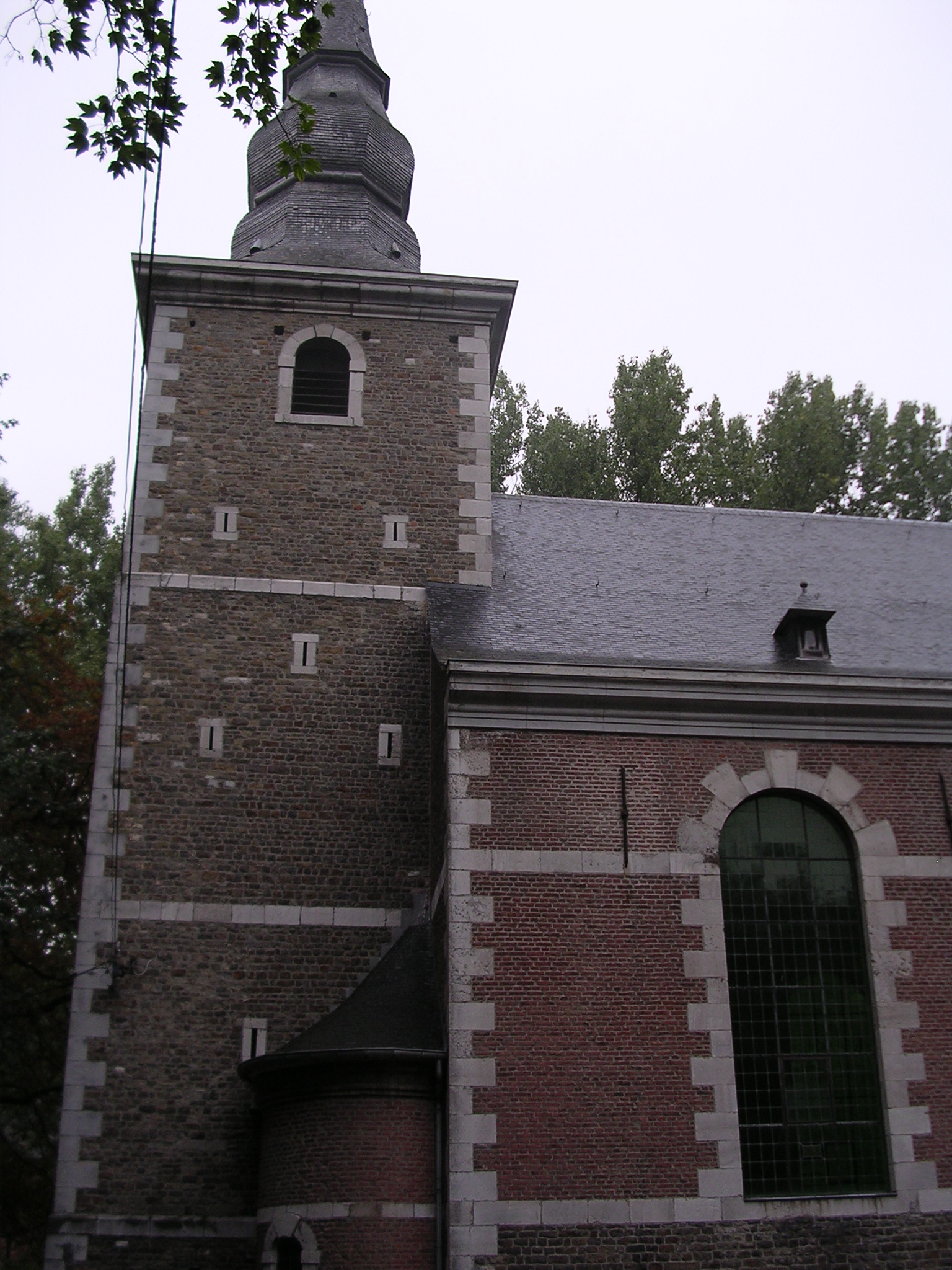
Sint-Appolinariskerk, Bolland
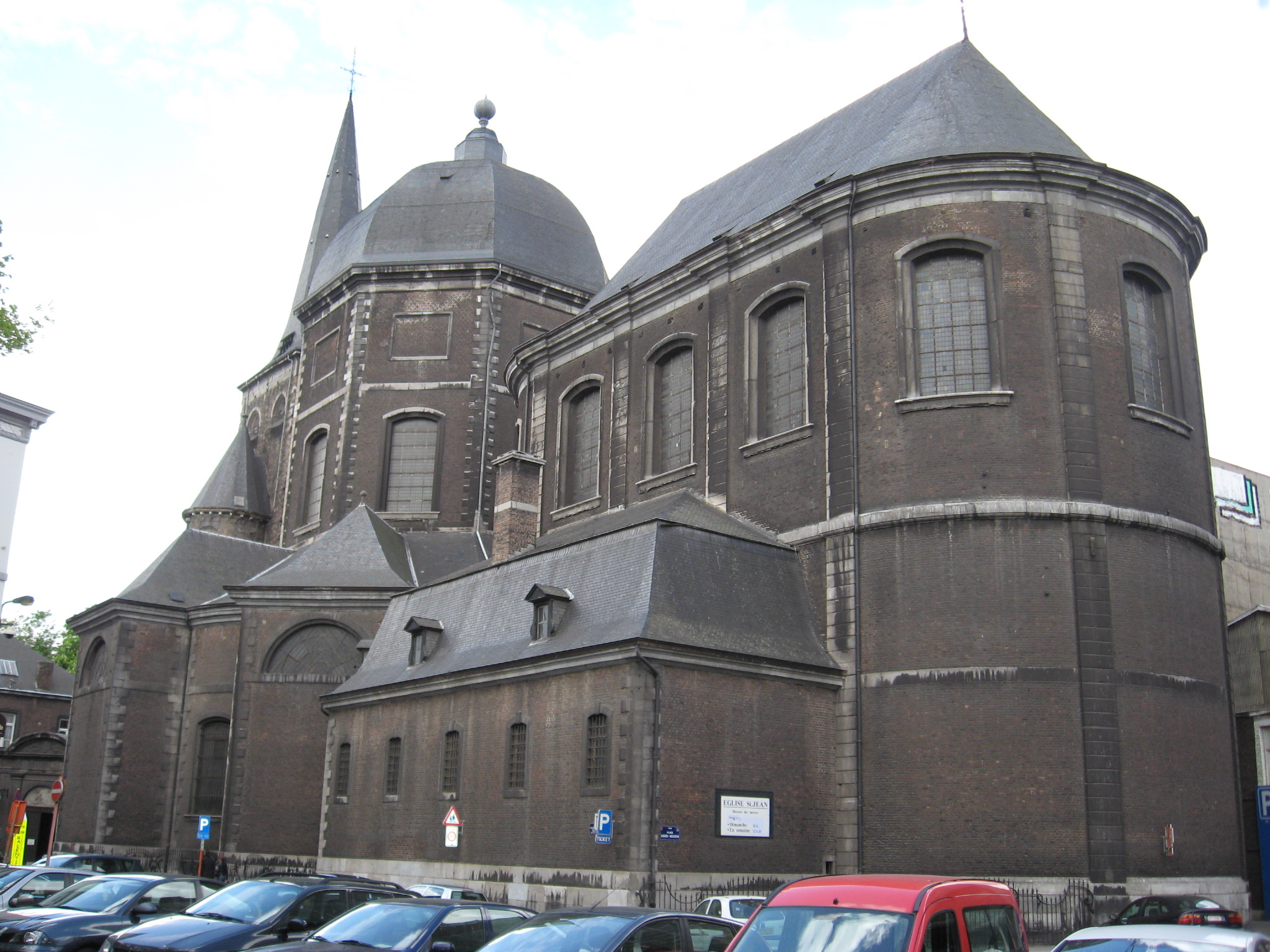
Sint-Janskerk, Luik
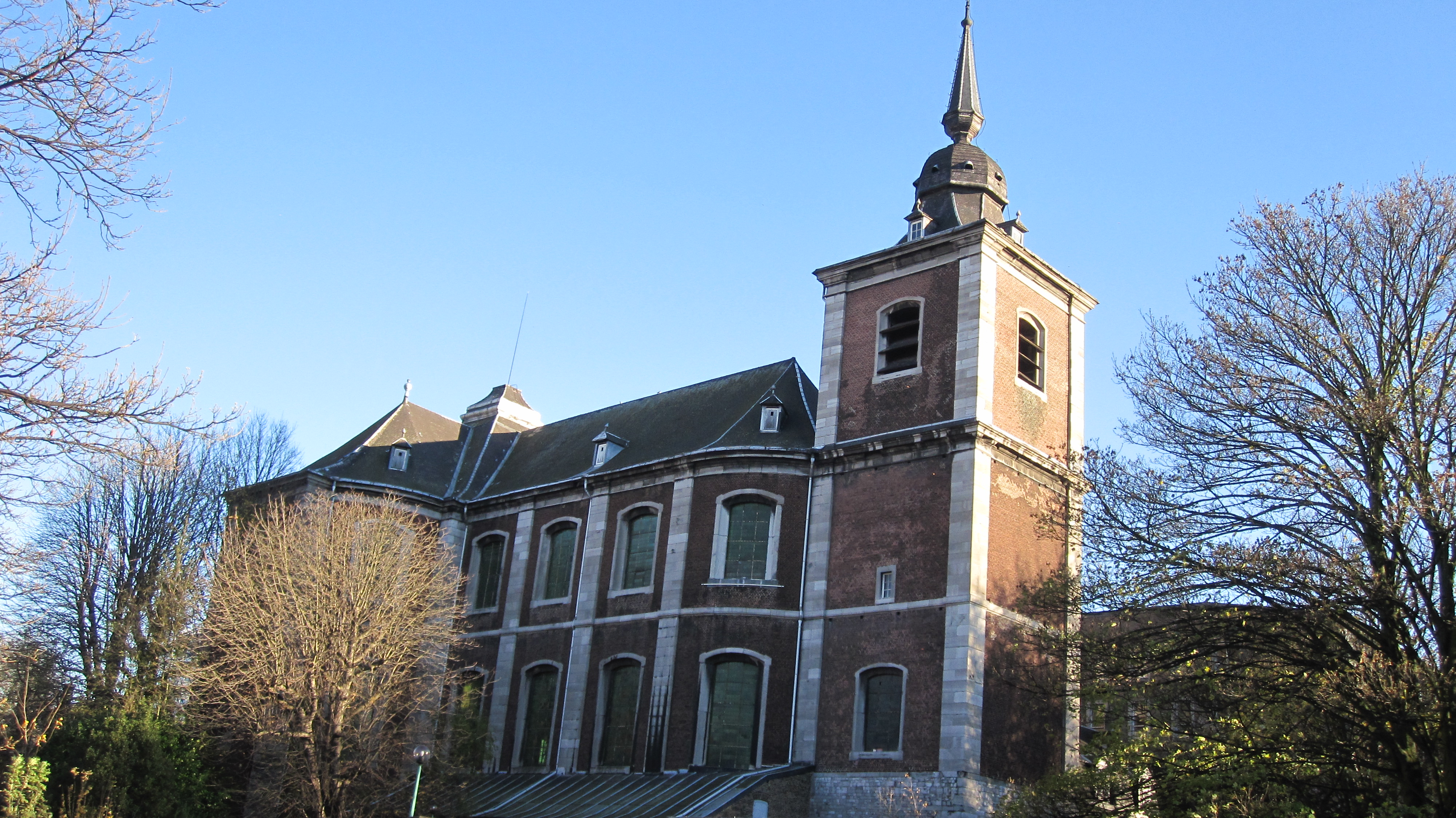
Premonstratenzerkerk, Luik
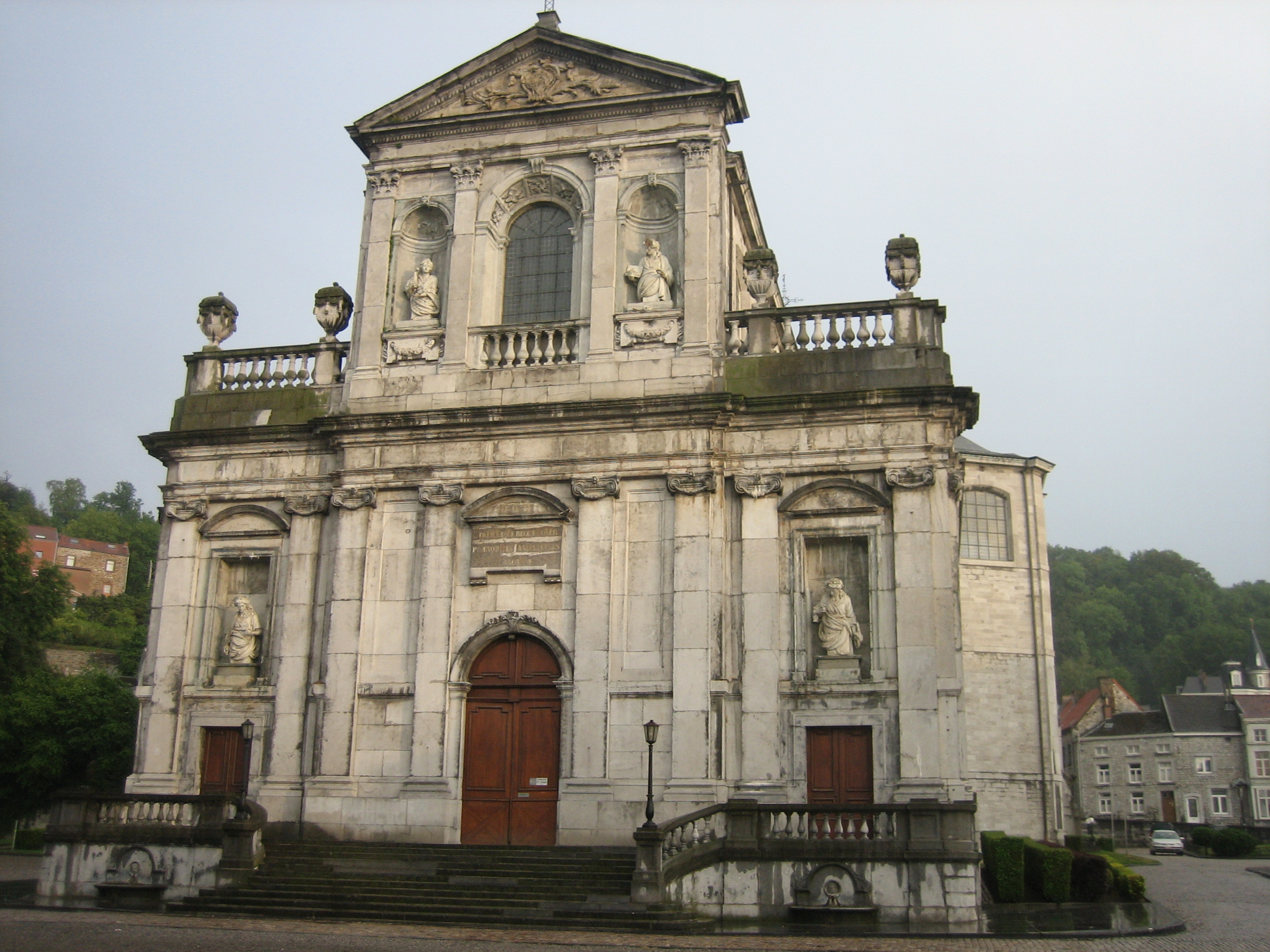
Sint-Beggakerk, Andenne

### Overheidsgebouwen in Luik en omgeving
Het stadhuis van Luik is een ontwerp van de Franse architect D'Auberat uit 1714. Voor het ontwerp van de zuidgevel van het Paleis van de Prins-bisschoppen (ca. 1735) tekende de Brusselse architect J.A. Anneessens. Barthélemy Digneffe ontwierp de Redoute, tegenwoordig het casino van Spa (1762) en in hetzelfde jaar het stadhuis van Spa. Het stadhuis van Hoei (1766) werd gebouwd naar een ontwerp van Jean-Gilles Jacob. Van Jacques-Barthélemy Renoz zijn het Waux-Hall in Spa (1769-79) en het stadhuis van Verviers (1775-80).

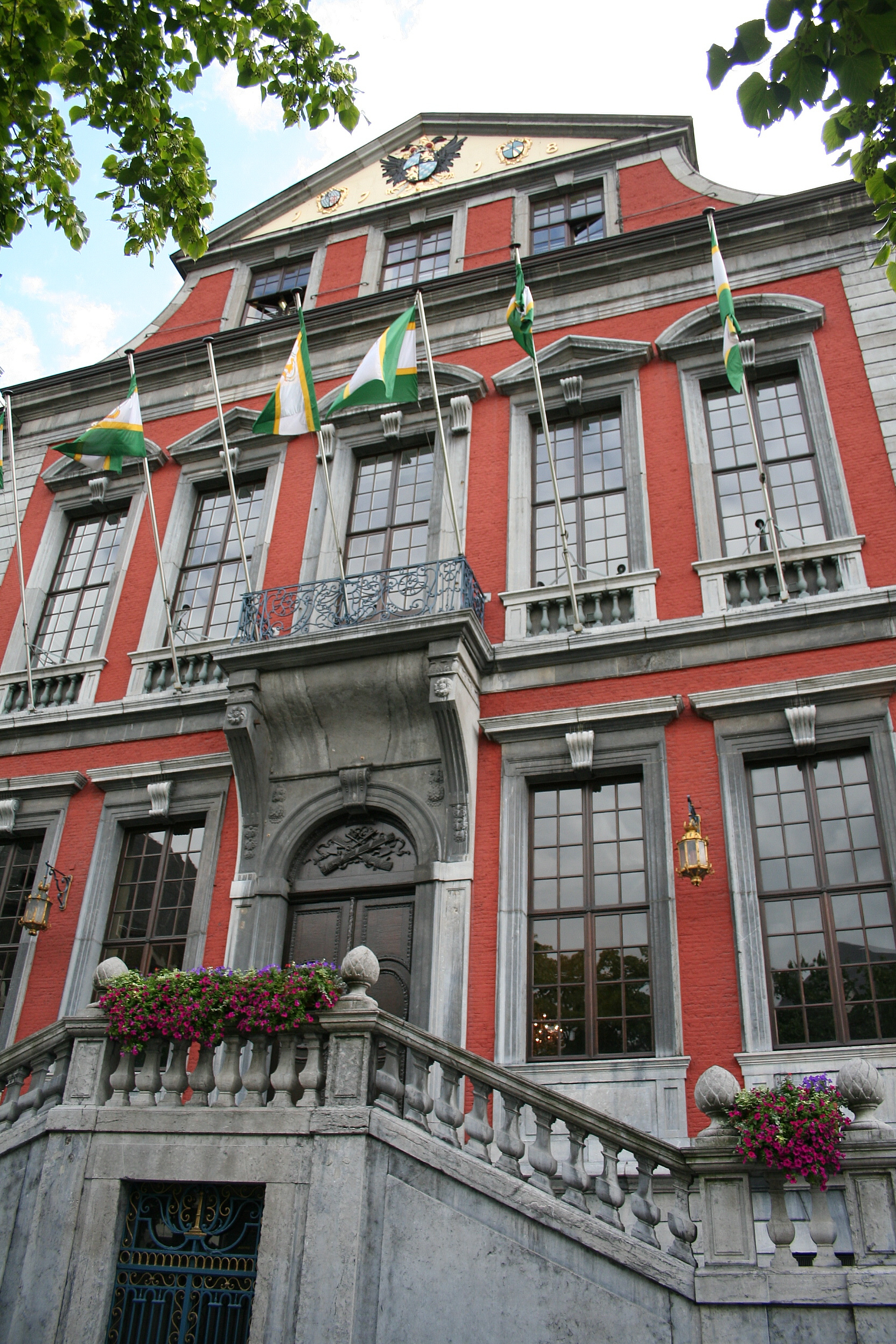
Stadhuis van Luik
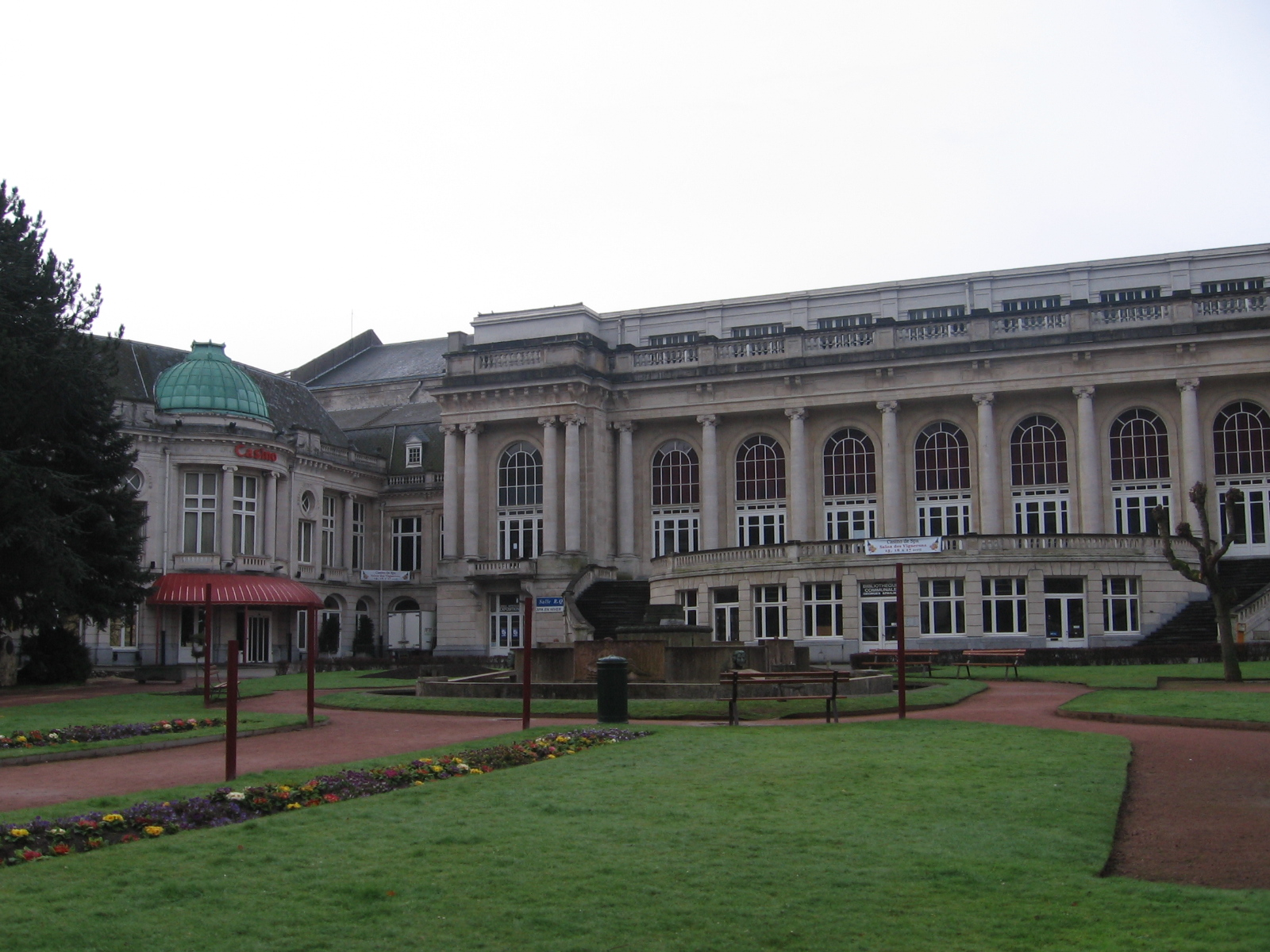
Casino van Spa
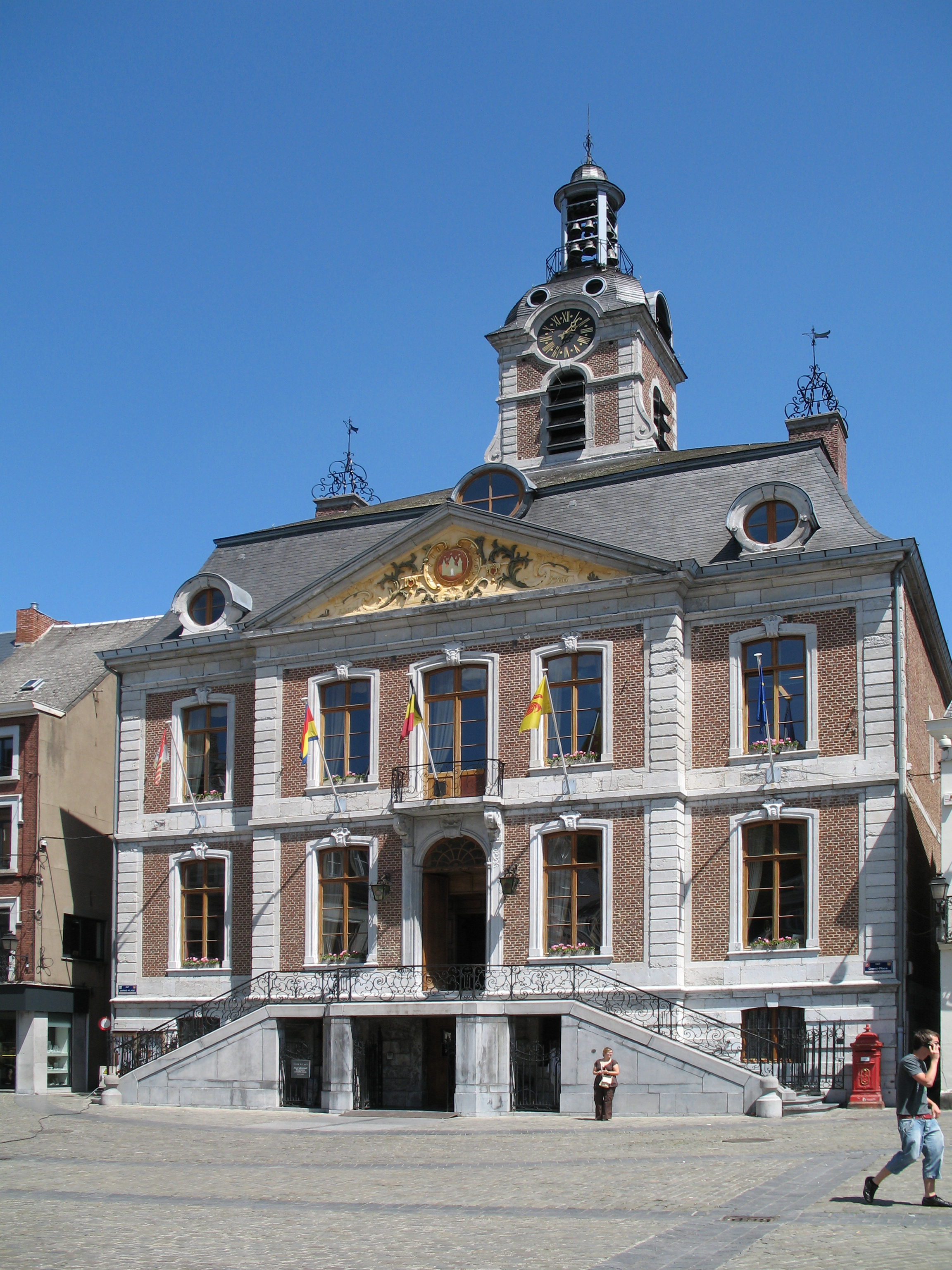
Stadhuis van Huy
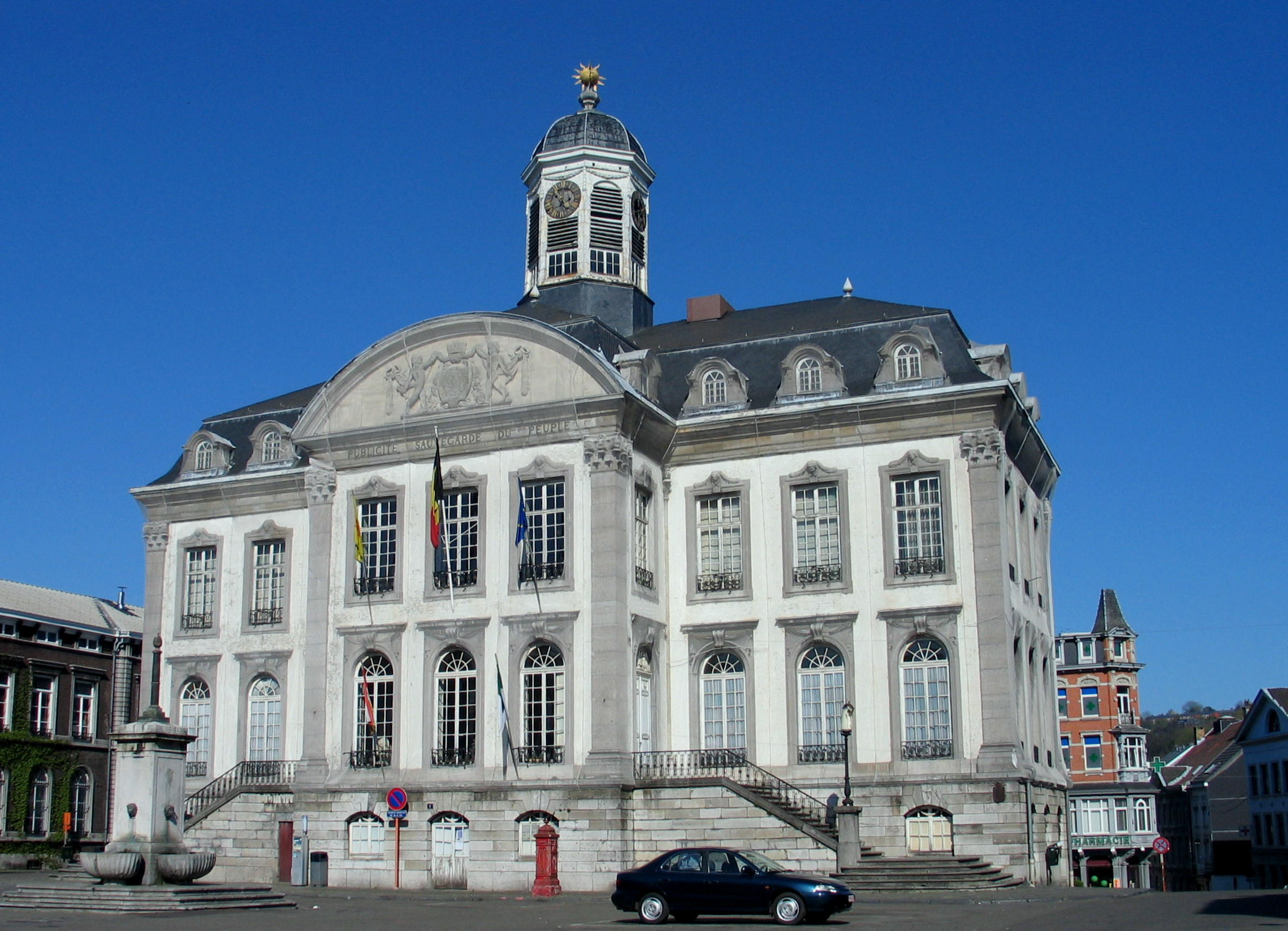
Stadhuis van Verviers

### Burgerhuizen in Luik en omgeving
In de stad Luik verrezen in de loop van de 18e eeuw enkele luxueus ingerichte stadspaleizen (hôtels). De Akense architect Johann Joseph Couven bouwde er rond 1740 het Hôtel d’Ansembourg (met stucwerk van Tomaso Vasalli en plafondschilderingen van Jean-Baptiste Coclers). Het Hôtel de Hayme de Bomal (tegenwoordig onderdeel van museum Grand Curtius) is een ontwerp van Barthélemy Digneffe uit 1775-78. Jacques-Barthélemy Renoz ontwierp de villa die bekendstaat als het Kasteel van Beaumont (1775-76) en het gebouw van de Société Littéraire de Liège in Luik (1779).

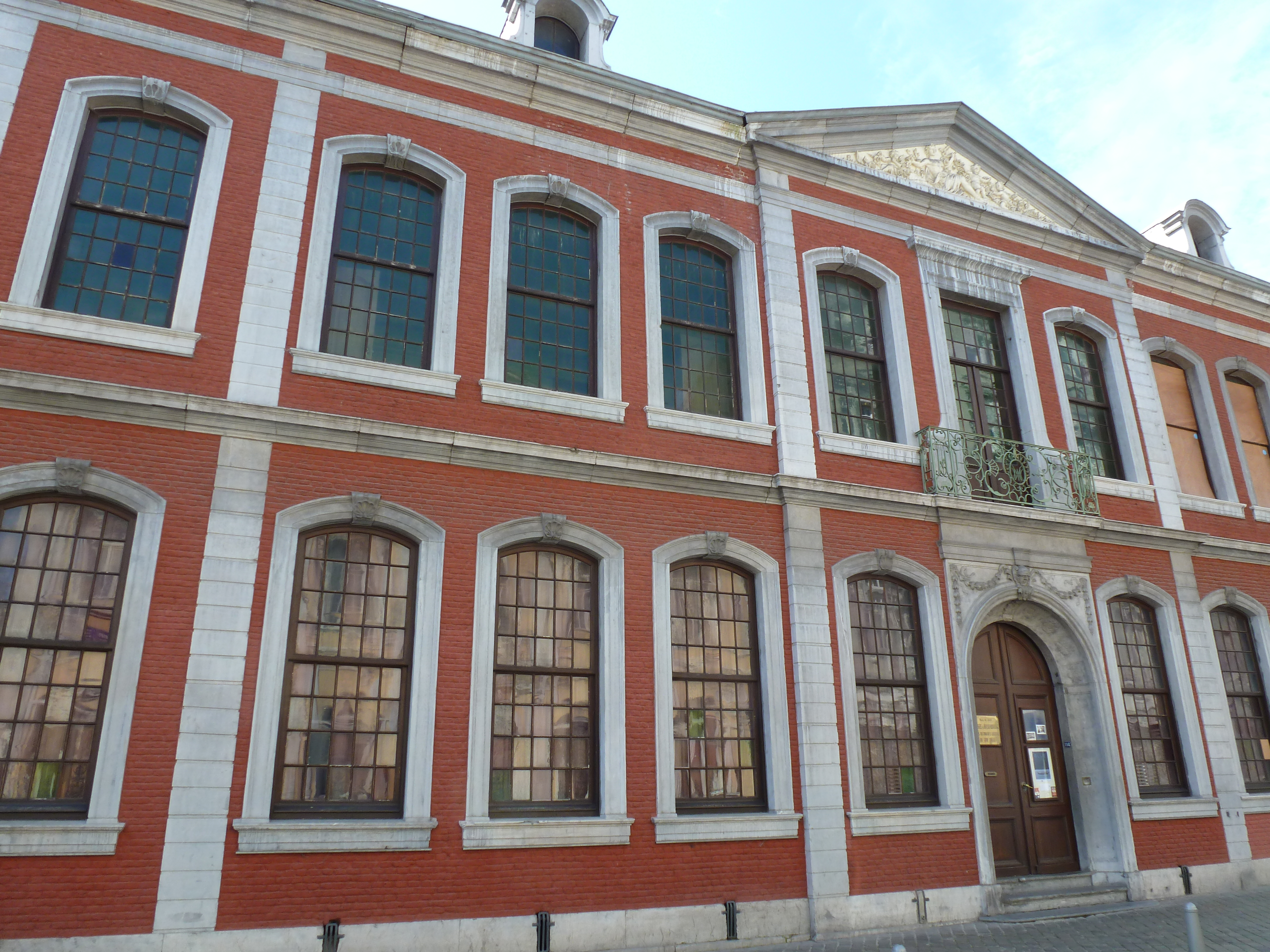
Hôtel d'Ansembourg, Luik
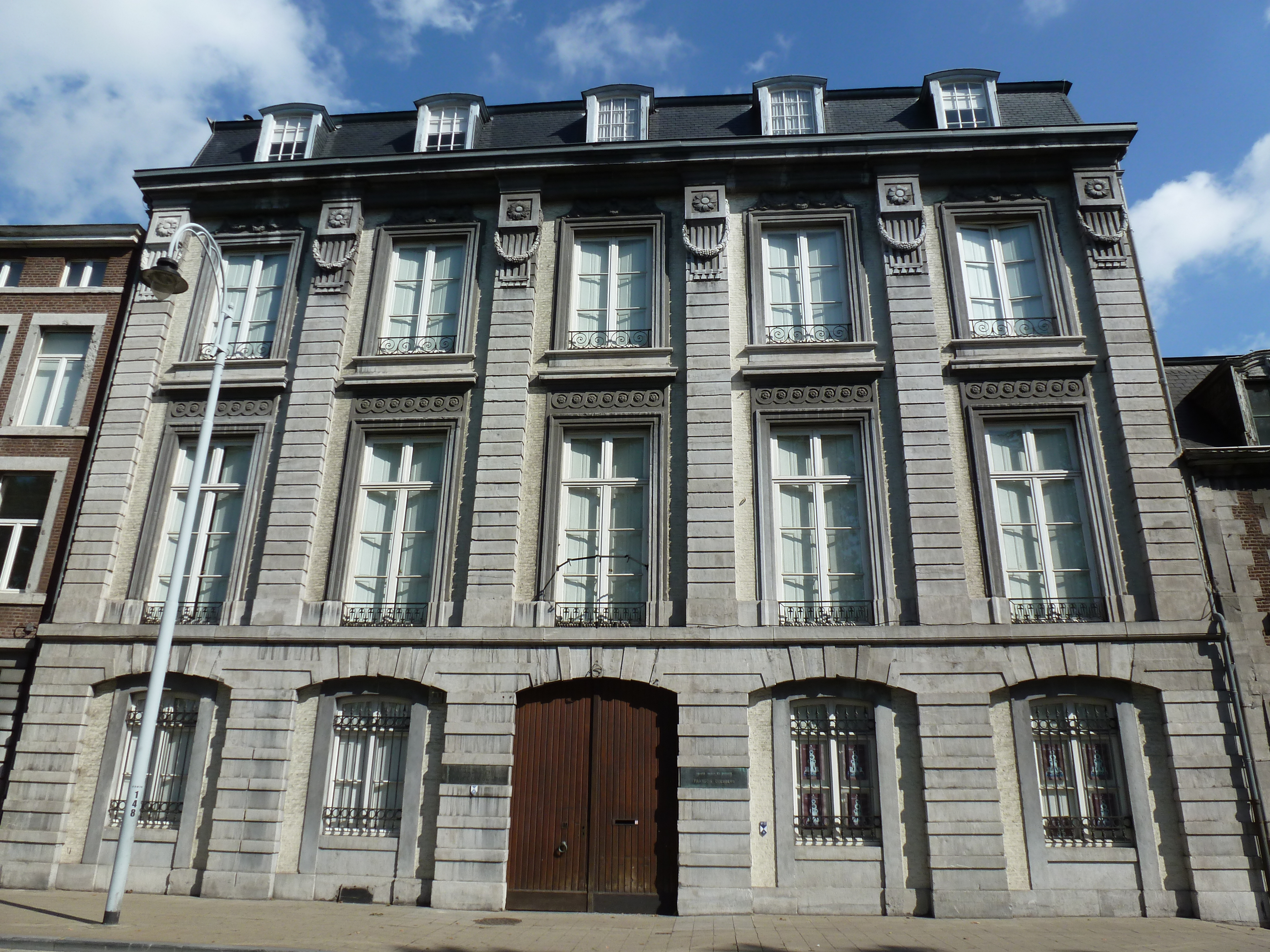
Hôtel de Hayme de Bomal, Luik
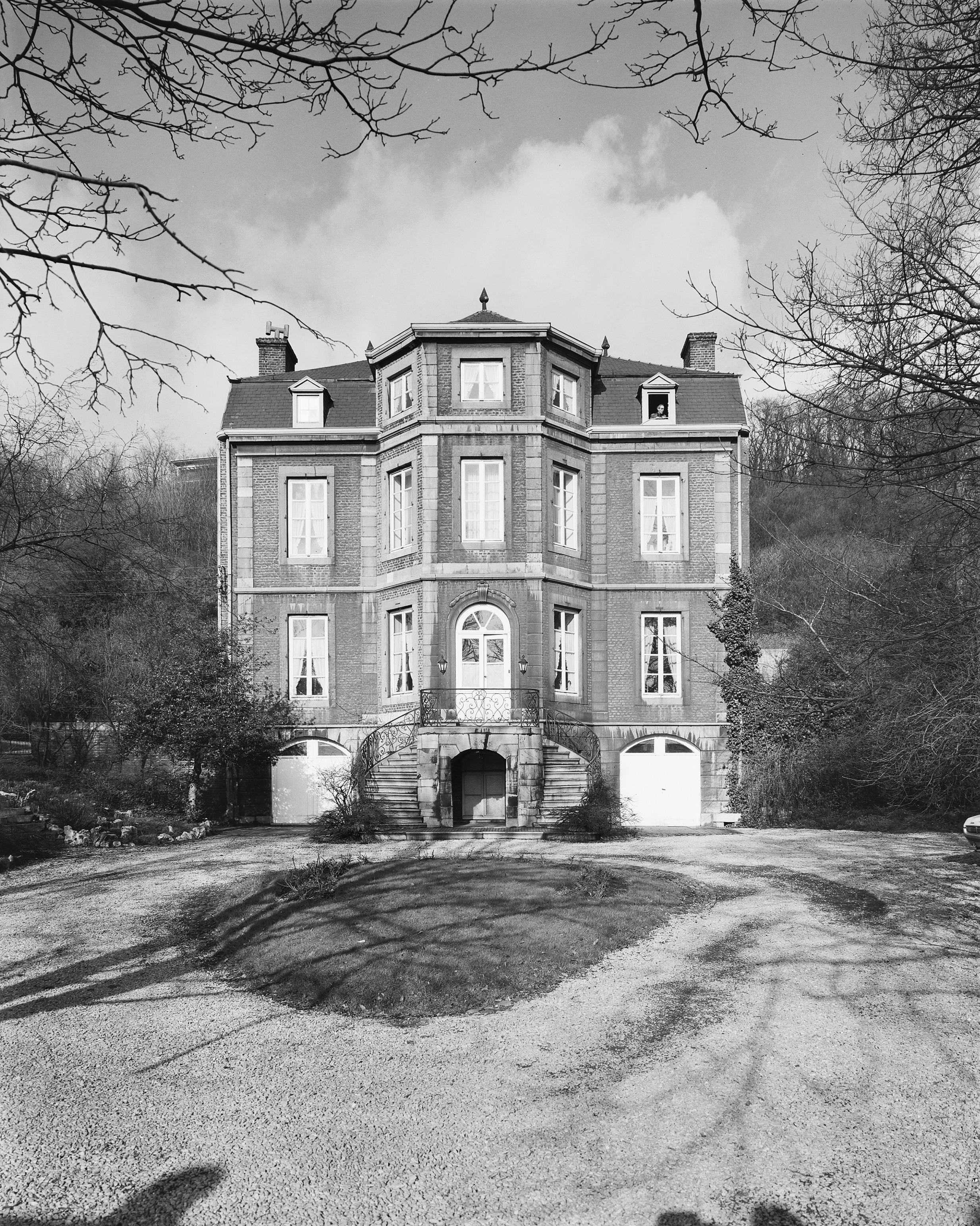
Château de Beaumont, Luik
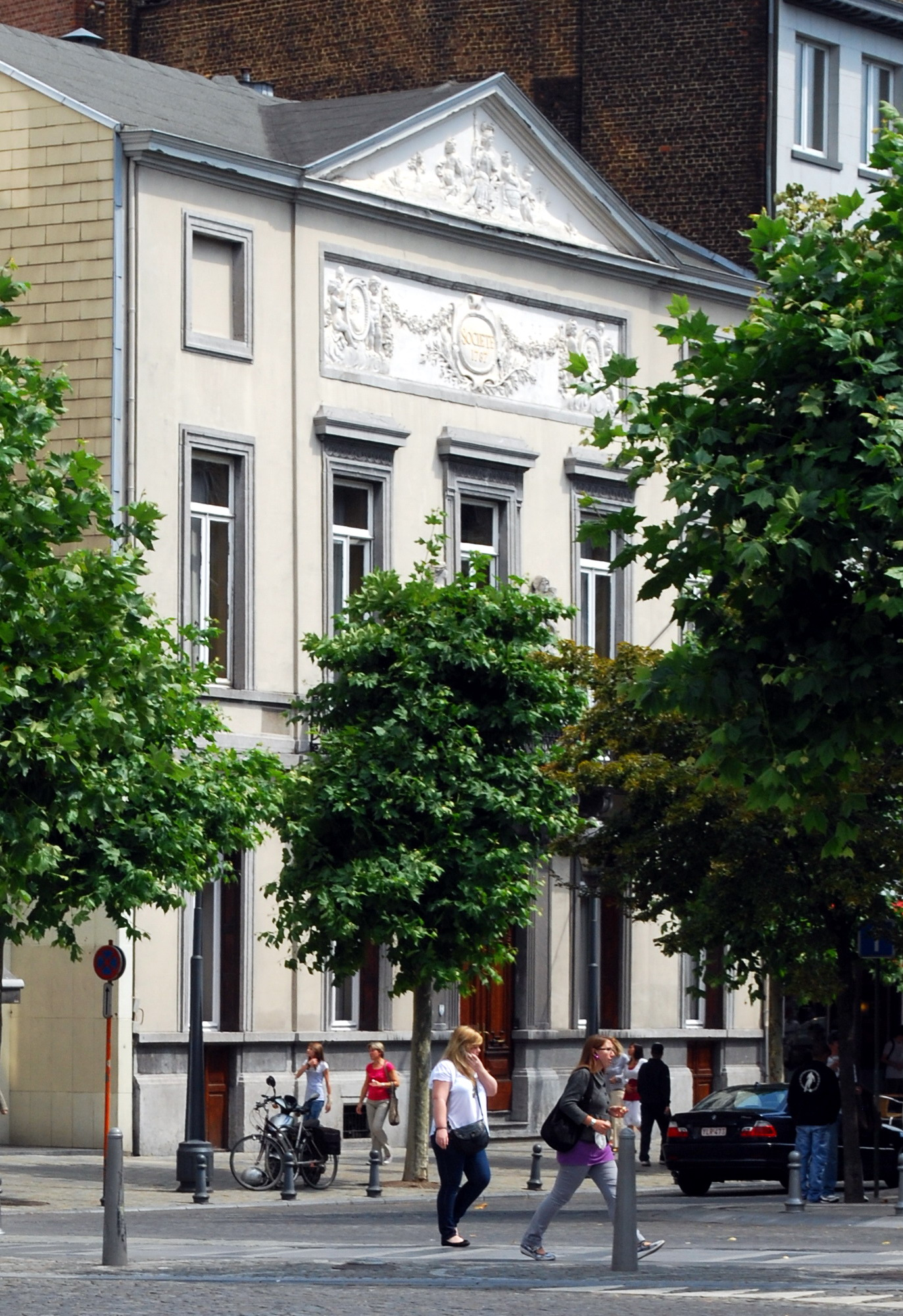
Gebouw Société Littéraire, Luik

### Kastelen en landhuizen in de omgeving van Luik
Johann Joseph Couven leidde in 1735 de verbouwing van de Abdij van Val-Dieu in Charneux. Jean-Gilles Jacob bouwde het Kasteel van Warfusée (1754-55) en verbouwde de abdij van Val-Saint-Lambert tot een paleis voor de abt (1762-65). Het Kasteel van Deulin in Hotton wordt toegeschreven aan Etienne Fayen (1758-86), die samen met Jacques-Barthélemy Renoz aan het zomerpaleis van de prins-bisschoppen in Seraing werkte.

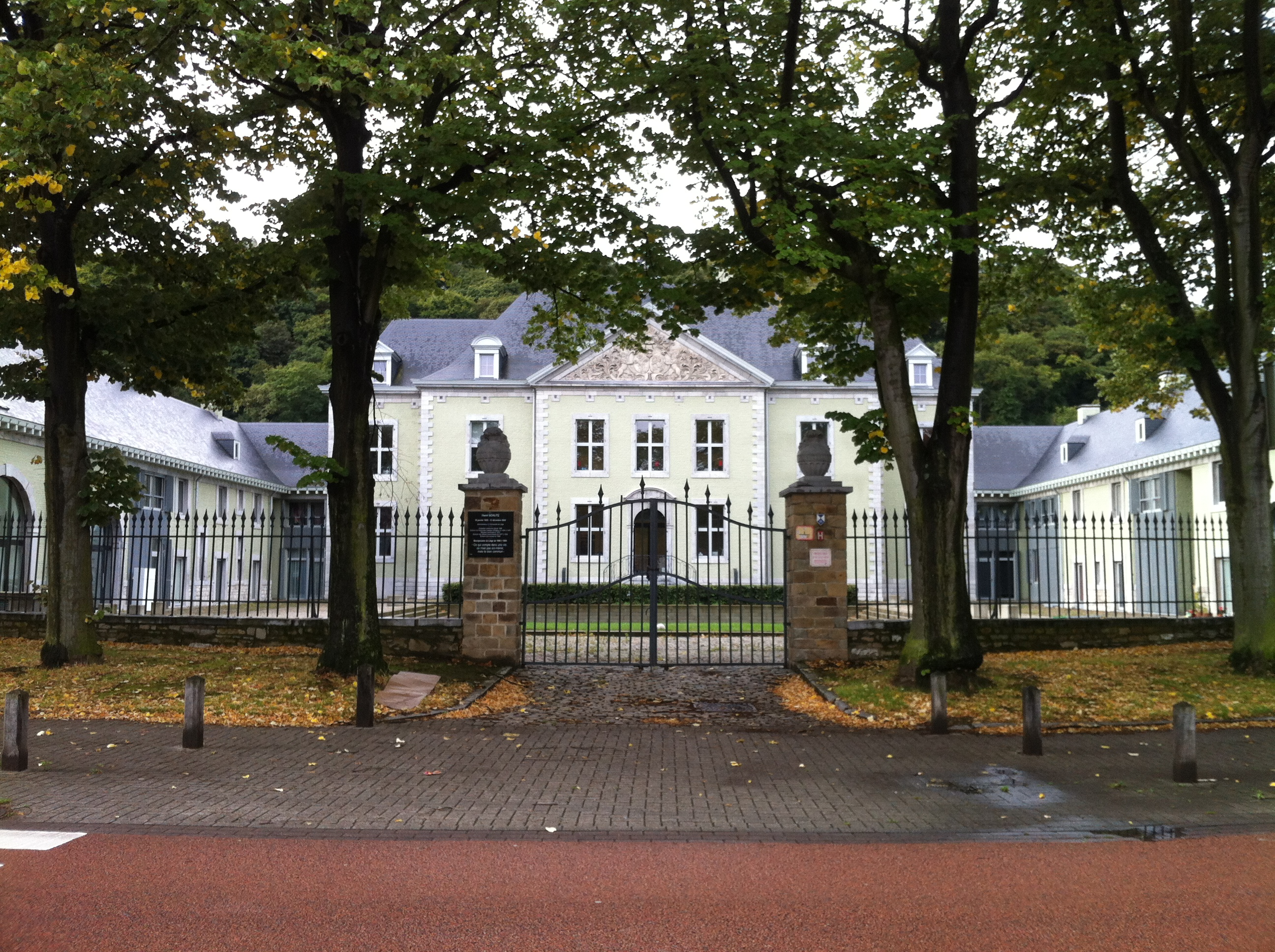
Château Nagelmackers, Angleur
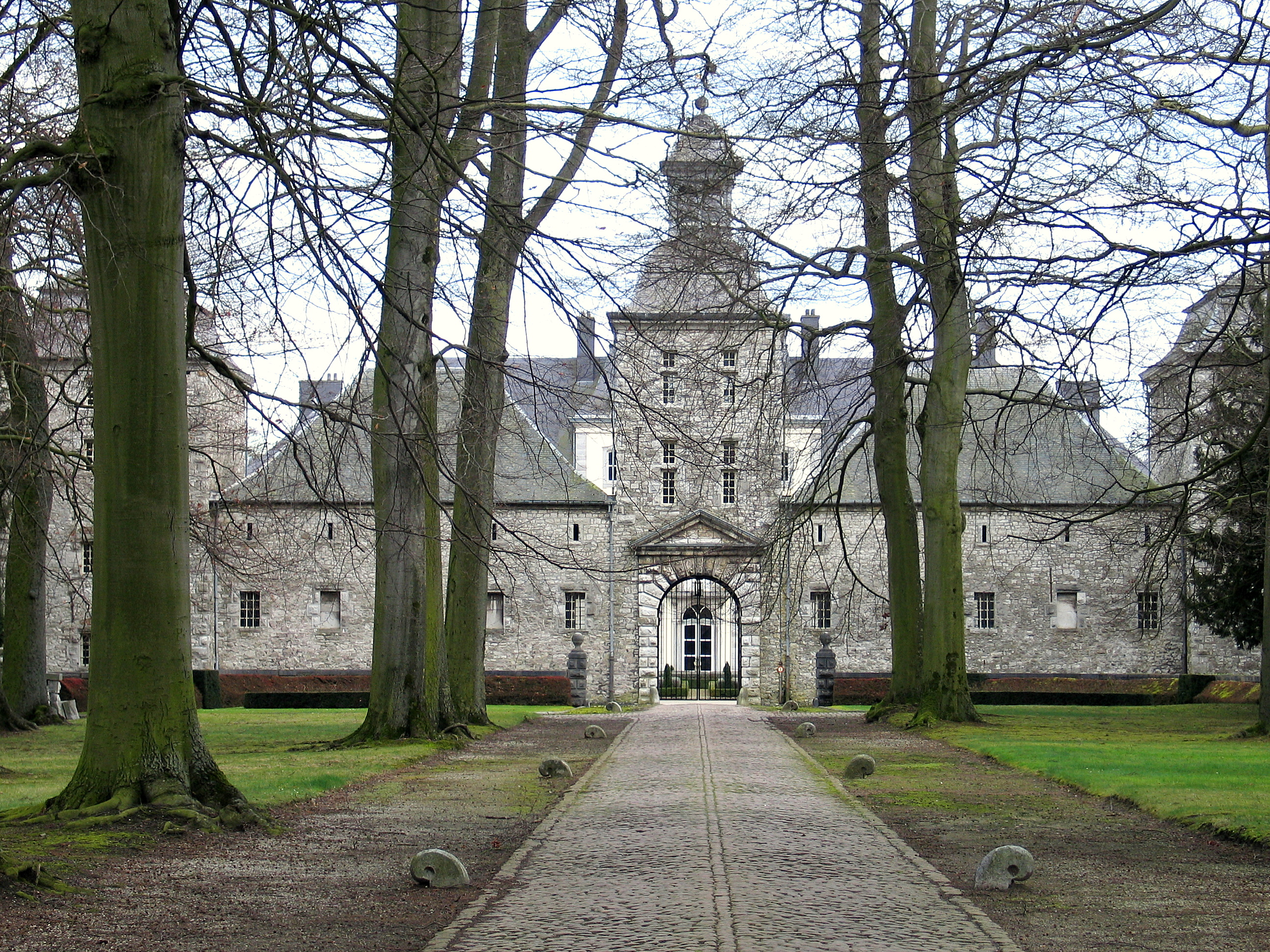
Kasteel van Warfusée
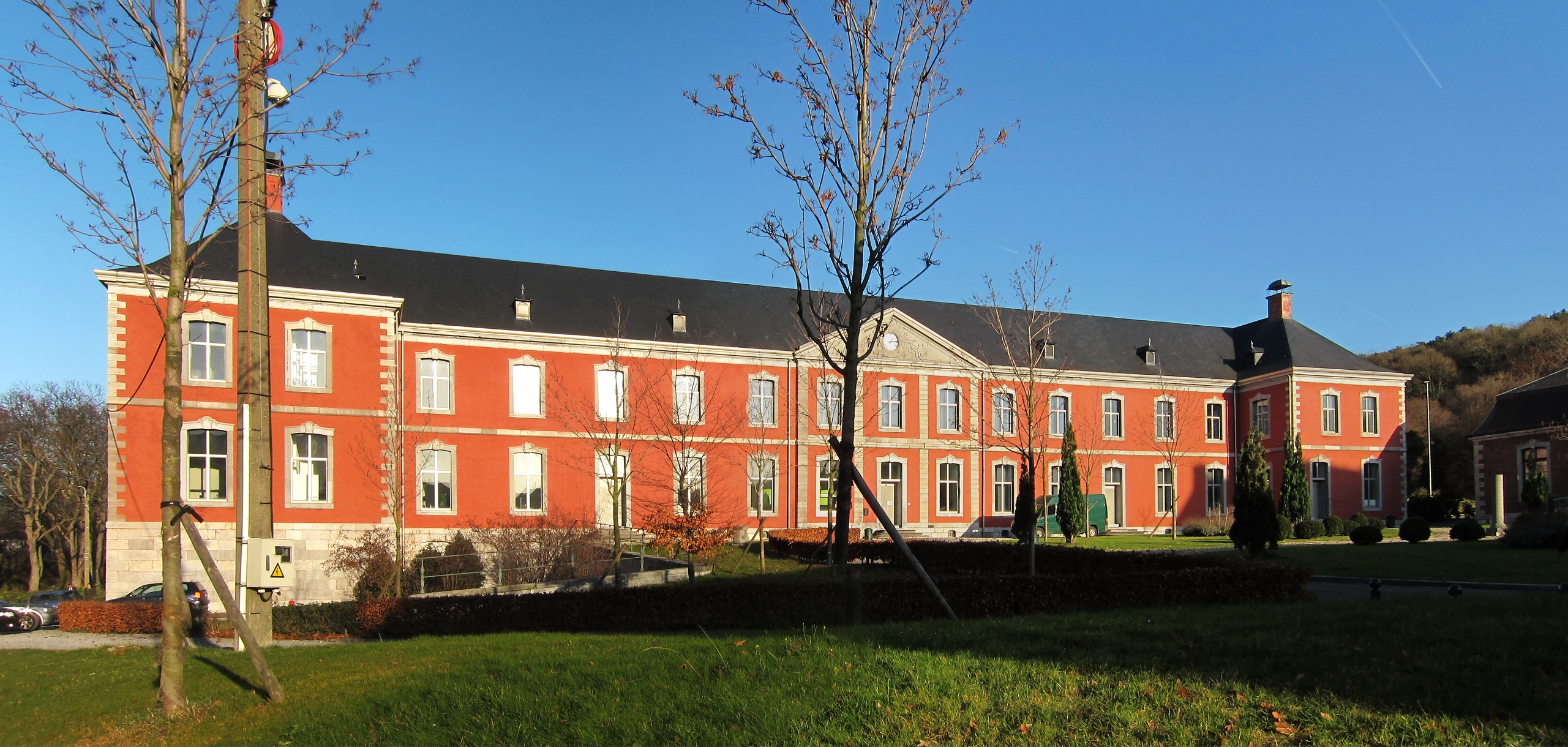
Val-St.-Lambert, Seraing
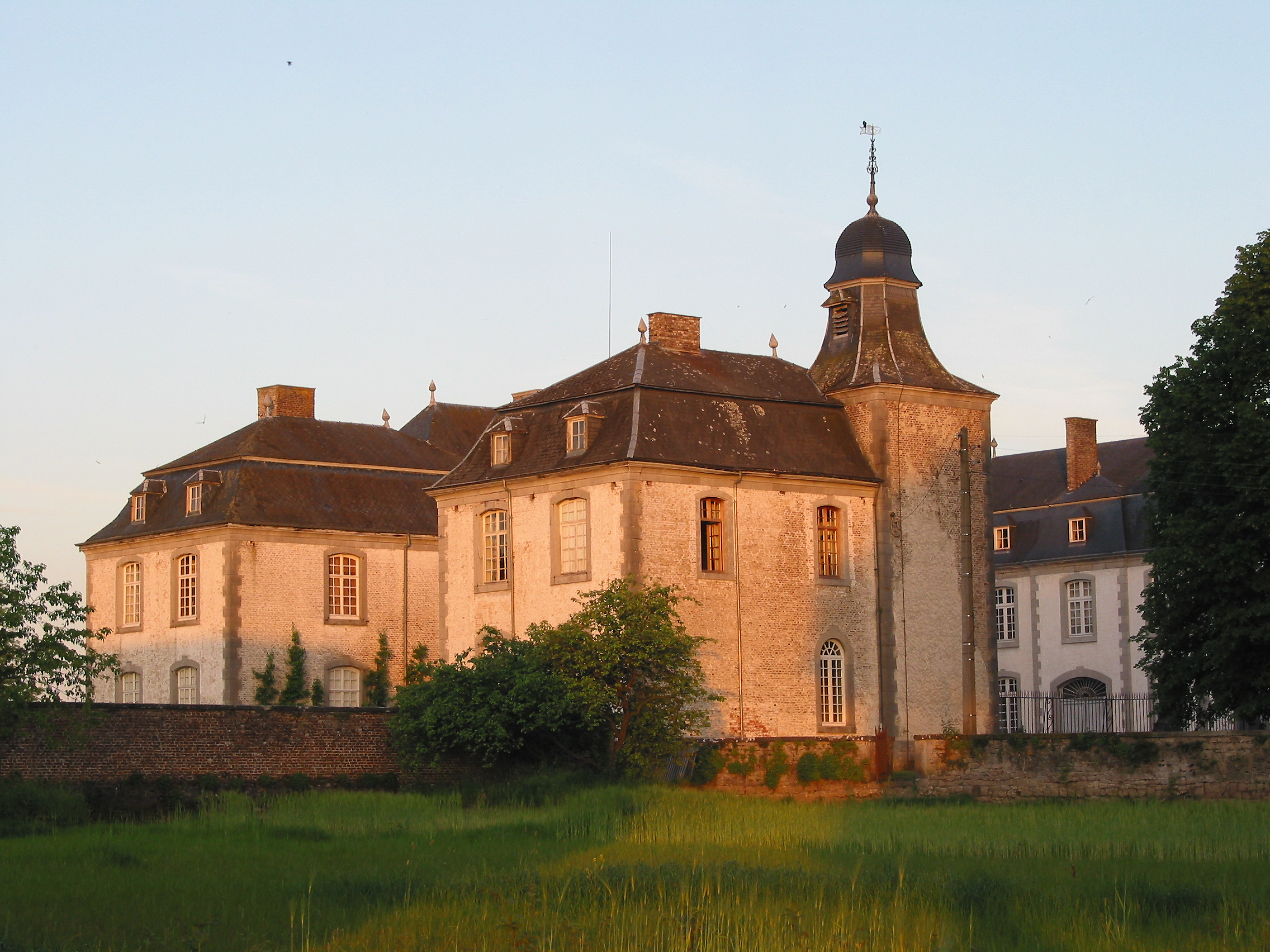
Kasteel van Deulin, Hotton

## Achttiende-eeuwse barok in Aken en omgeving
De voornaamste architecten in de vrije rijksstad Aken en het Duitstalige deel van het prinsbisdom Luik waren Laurenz Mefferdatis (1677-1748), Joseph Moretti (? -1793), Johann Joseph Couven (1701-1763) en Jakob Couven (1735-1812). Met name J.J. Couven was in zijn tijd een beroemd bouwmeester, die werkte in een groot gebied, van Luik tot Düsseldorf en van Maaseik tot Eupen.

### Kerken en kapellen in Aken en Burtscheid
Laurenz Mefferdatis was de architect van de Sint-Peterskerk (1714, verbouwd 1748) en de Sint-Theresiakerk (1739). Die laatste kerk had een interieur van Johann Joseph Couven, dat echter in de Tweede Wereldoorlog grotendeels werd verwoest. J.J. Couven ontwierp ook de Annakerk (1748) en de beide kerken van Burtscheid: de abdijkerk (1730, 1748) en de parochiekerk Sint-Michael (1747). De Ungarnkapelle, naast de Dom van Aken, is een zeldzaam voorbeeld van rococo in deze regio (Joseph Moretti, 1756).

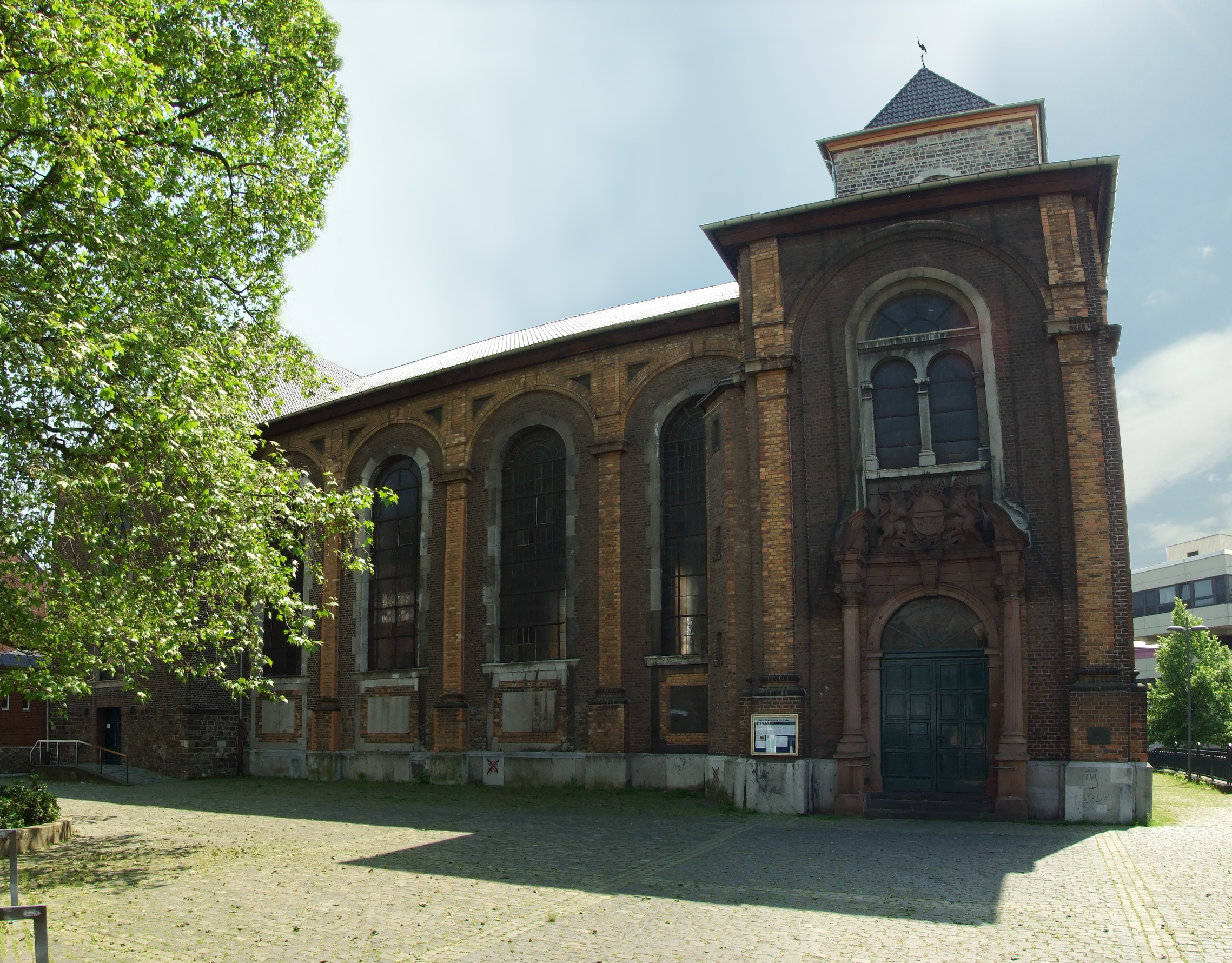
Sint-Petruskerk, Aken
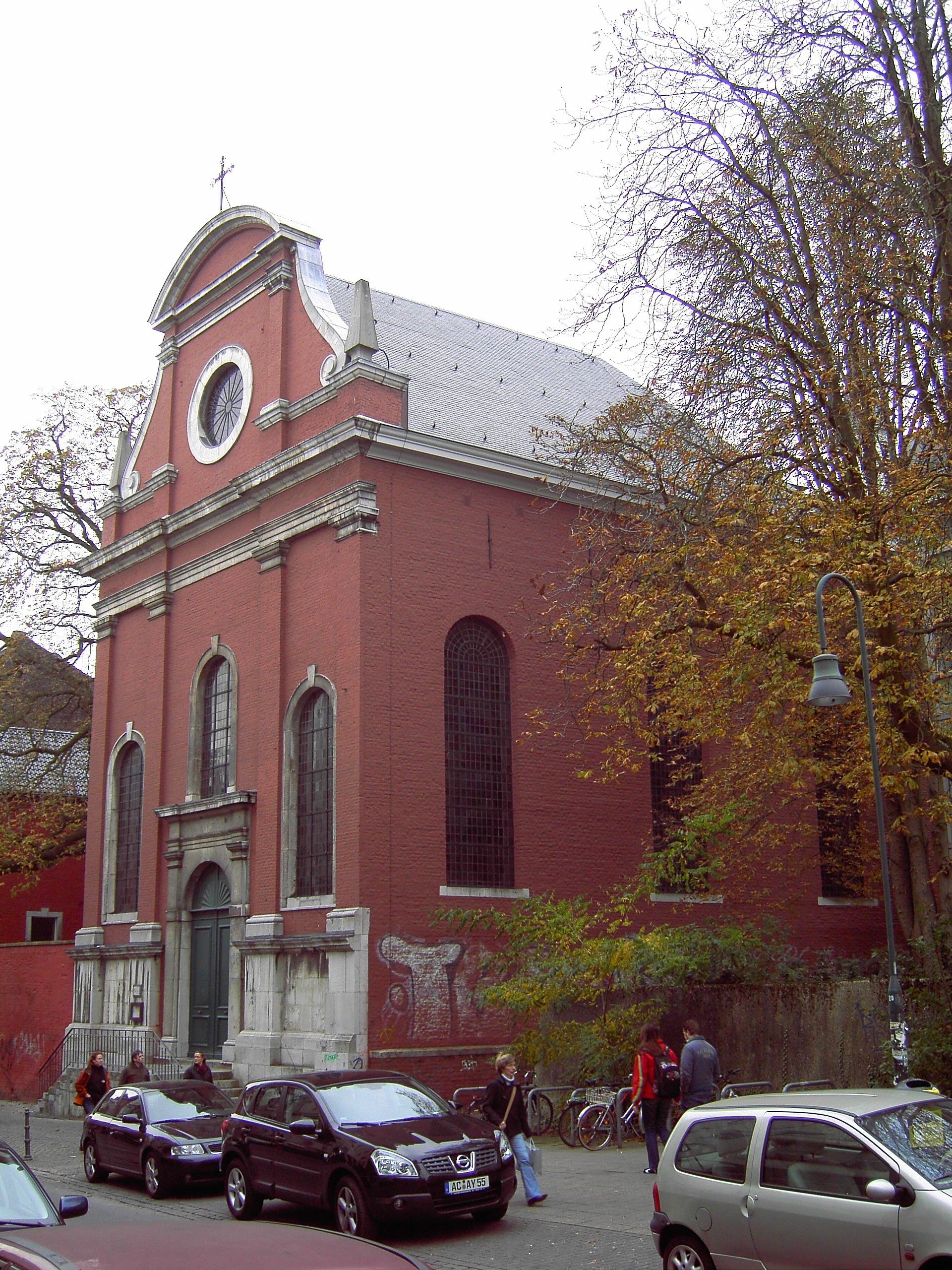
Sint-Theresiakerk, Aken
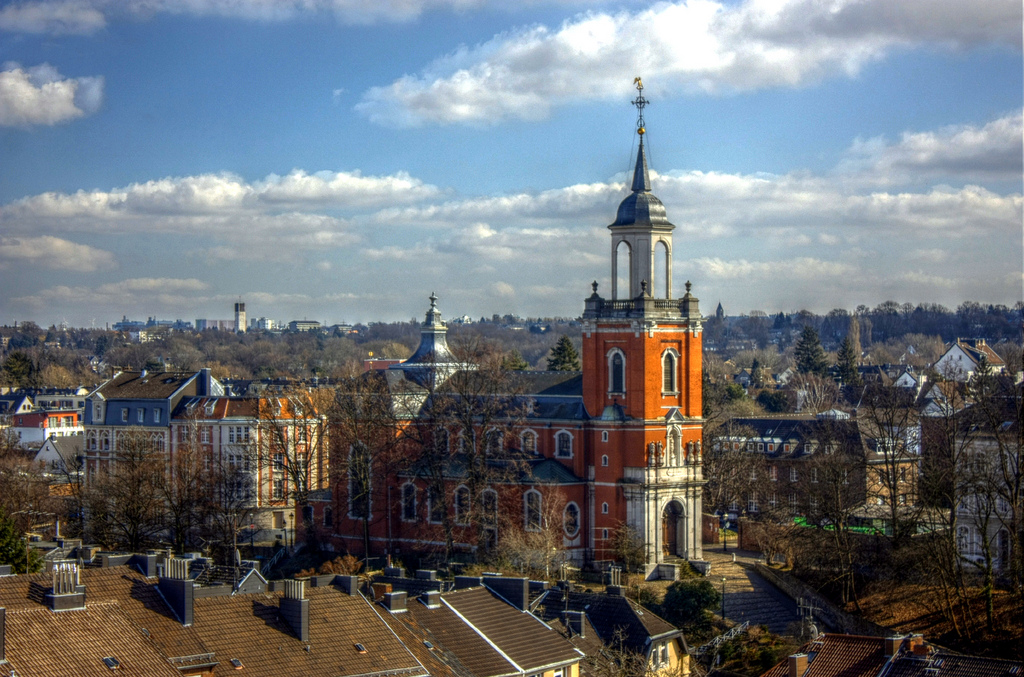
Sint-Michaëlkerk, Burtscheid
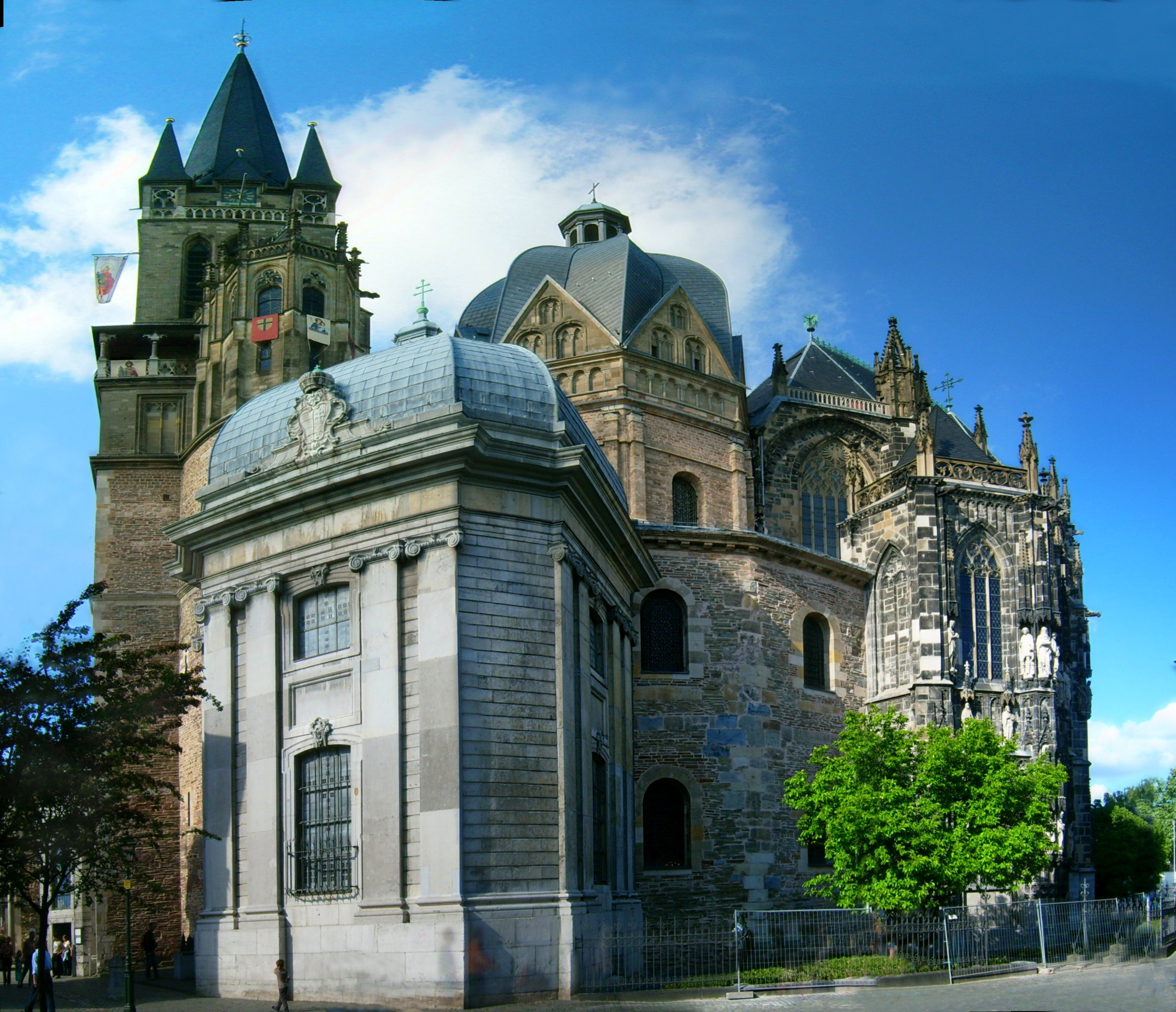
Ungarnkapelle, Aken

### Dorpskerken in de regio Aken
Dezelfde Akense architecten bouwden ook in de omgeving van Aken: Laurenz Mefferdatis ontwierp de parochiekerken van Raeren (1719), Eupen (1721) en Würselen (1722). Johann Joseph Couven werkte aanvankelijk samen met de Westfaalse architect Johann Conrad Schlaun, onder andere bij de kloosterkerk van het Redemptoristenklooster Wittem (1729) en de Sint-Agathakerk in Eys (1732). De Johannes-de-Doperkapel (1747) in Eupen, naast het Haus Fettweiss, bouwde hij zelfstandig. De uit Maastricht afkomstige broers François en Matheius Soiron bouwden de kerk van Mönchengladbach-Odenkirchen (1755) en de toren van de kerk van Hückelhoven-Ratheim (vóór 1756). Iets later werkte de van oorsprong Italiaanse architect Joseph Moretti. Hij ontwierp de kloosterkerk van Eupen (slechts ten dele gerealiseerd, 1773) en de dorpskerken van Lontzen (1768) en Montzen (1780).

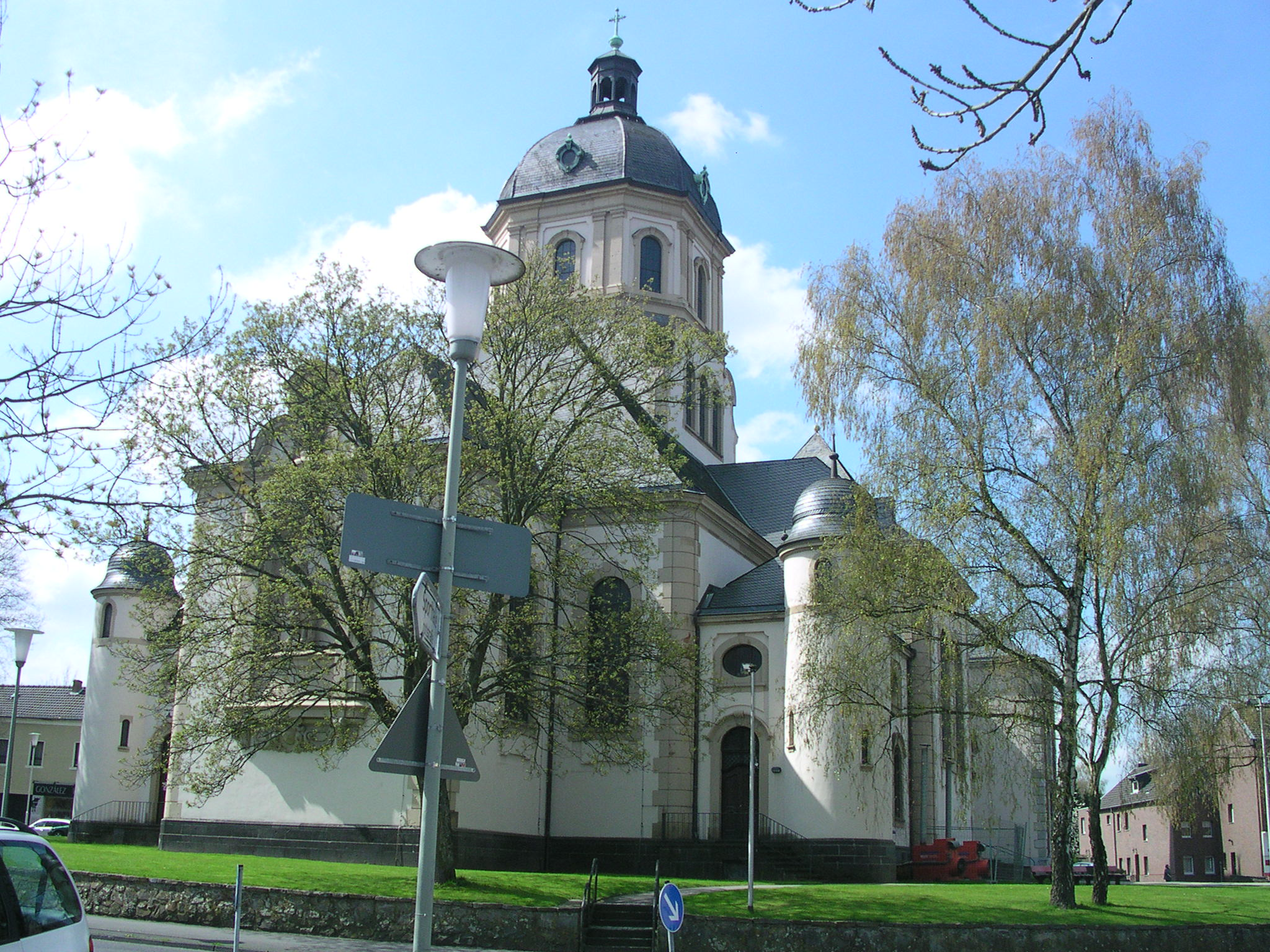
Sint-Sebastiaanskerk, Würselen
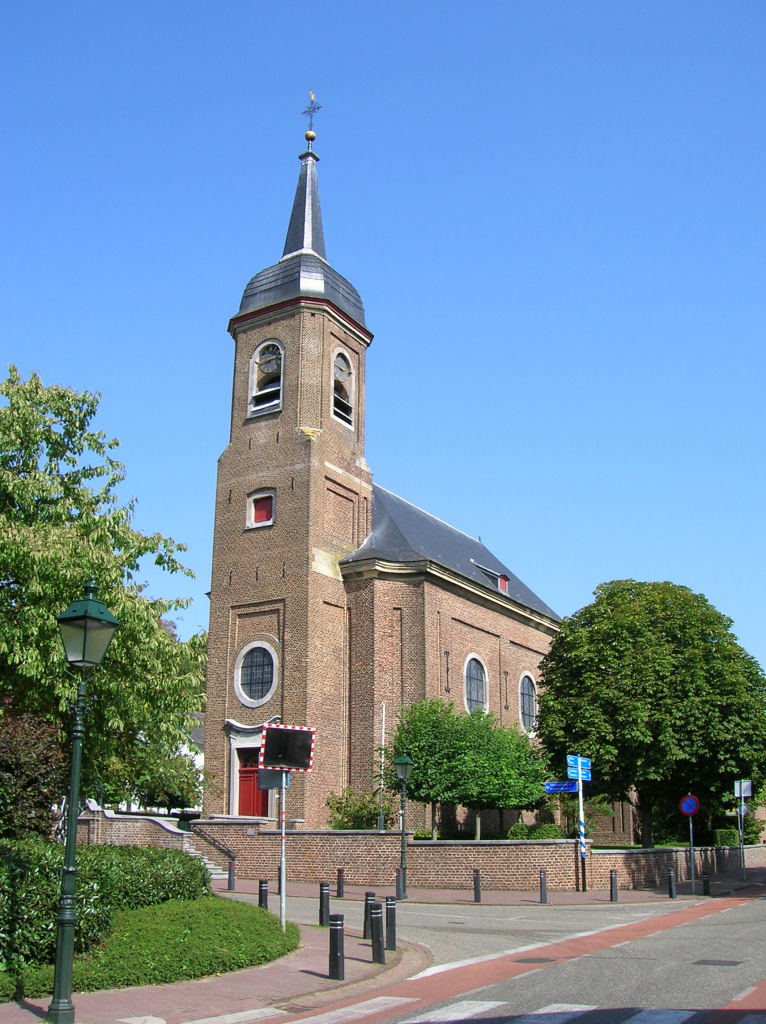
Sint-Agathakerk, Eys
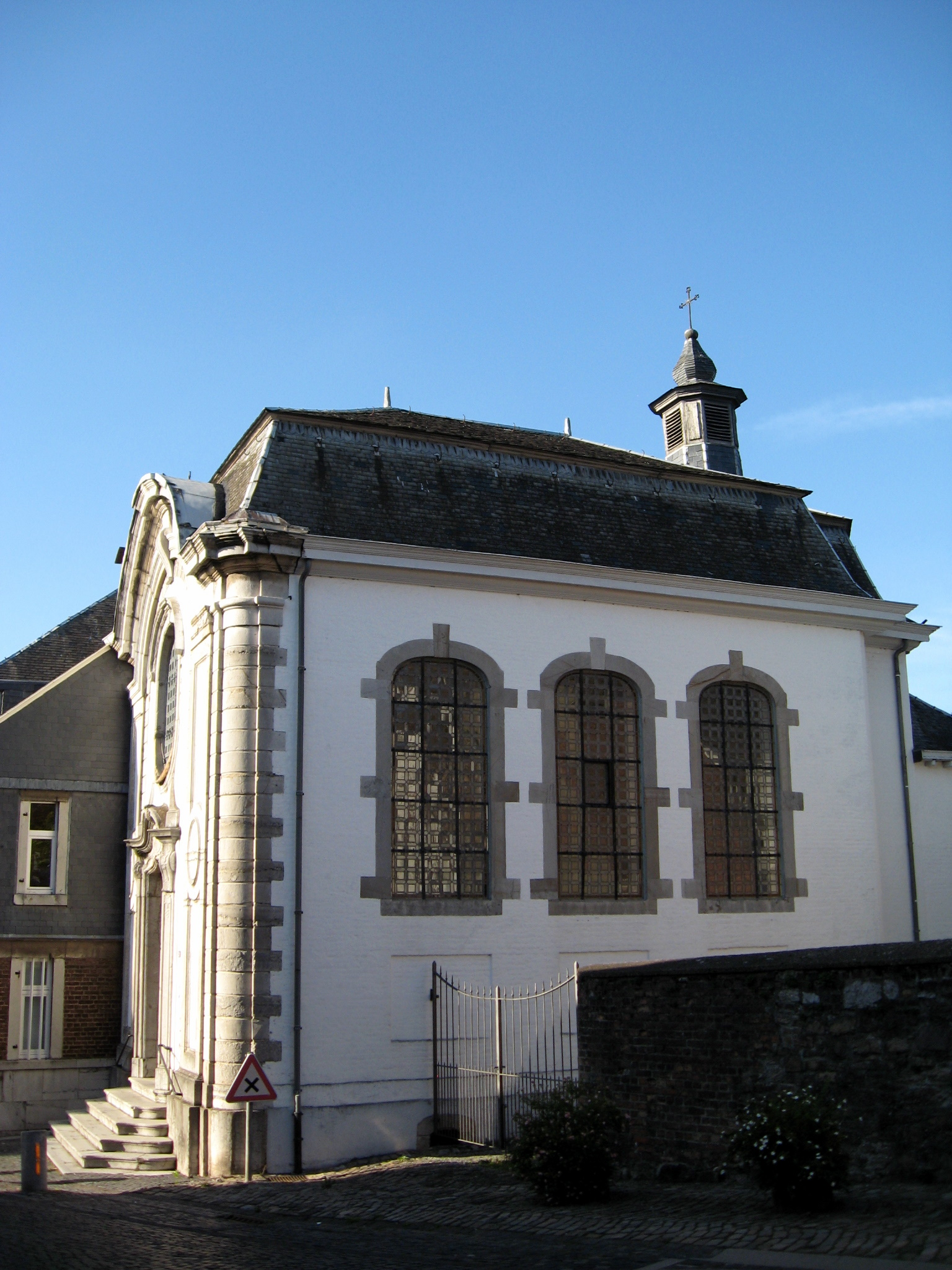
Johannes-de-Doperkapel, Eupen
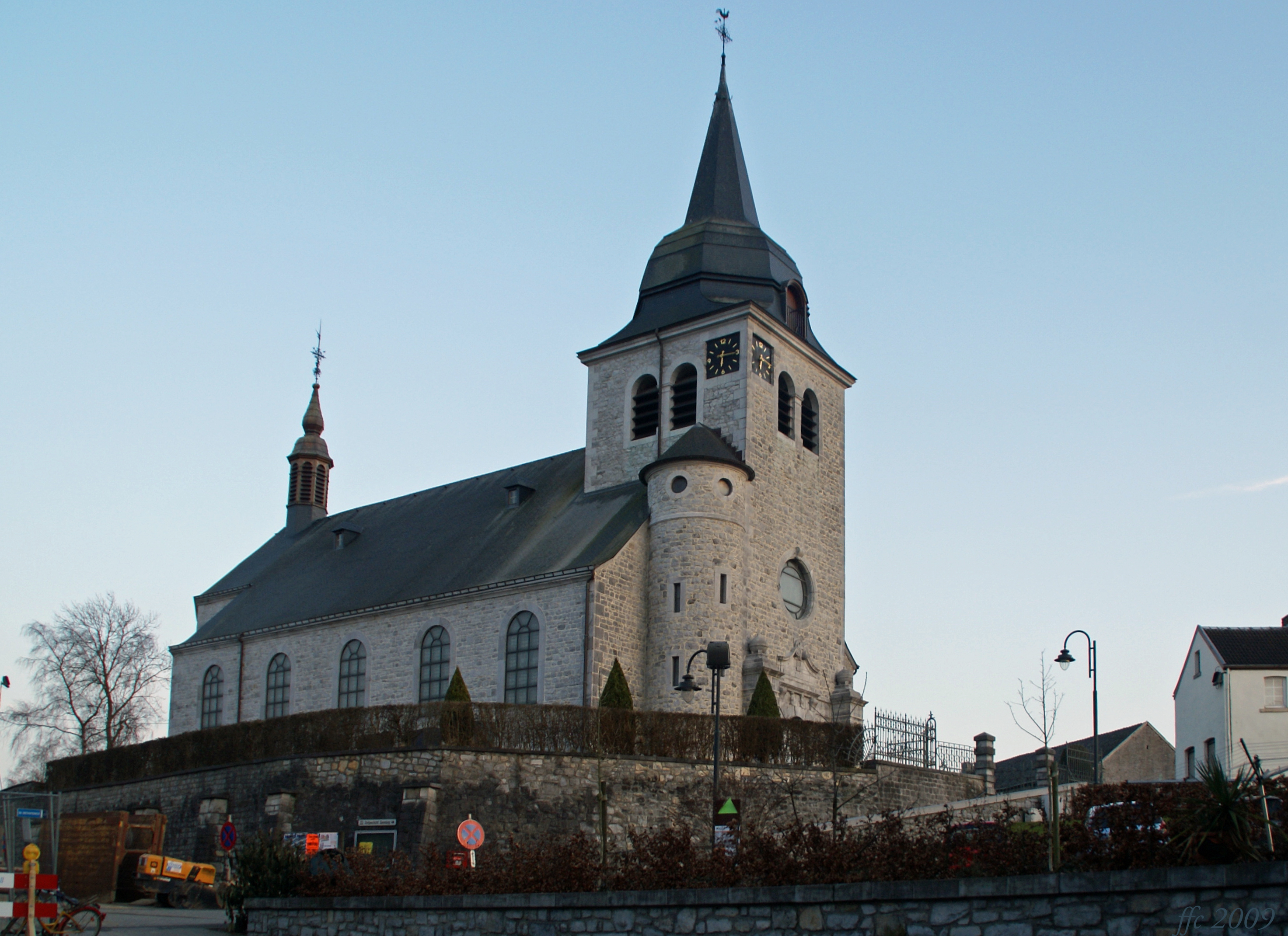
Sint-Hubertuskerk, Lontzen

### Burgerhuizen in Aken
Aken maakte in de 18e eeuw een periode van welvaart door en dat is te zien aan het grote aantal stadspaleizen, waarvan een deel tijdens de Tweede Wereldoorlog werd verwoest. Dat gebeurde ook met het grootste deel van het huis Londoner Hof aan de Kleinkölnstrasse (Laurenz Mefferdatis, 1713/1739). Mefferdatis was in 1725 de architect van het Wylre'sches Haus, ook Palais Heusch genoemd, dat echter in 1735 door Johann Joseph Couven werd verbouwd (en opnieuw door zijn zoon Jakob Couven rond 1785). Twee andere gebouwen van J.J. Couven staan niet meer op hun oorspronkelijke plaats. Het Kerstenscher Pavillon (1737), ook Gartenhaus Mantels genoemd, stond oorspronkelijk aan de Annuntiatenbach, maar werd in 1905 verplaatst naar de Lousberg. Het Gartenhaus Nuellens (1740) stond aanvankelijk aan de Friedrich-Wilhelm-Platz, verhuisde later naar de Seilgraben, werd aldaar op 14 juli 1943 verwoest door een bom, werd vervolgens in 1961 opnieuw opgebouwd in het Kurpark van Burtscheid en heet sindsdien Pavillon Burtscheid. Het Gut Kalkofen (1750) en het Haus Zum Horn (uitbreiding door J.J. Couven in 1757) staan beide nog op hun oorspronkelijke locatie. Van J.J. Couven's zoon Jakob Couven zijn het Altes Kurhaus (Neue Redoute) met balzaal (1782-86; na de oorlog opnieuw opgebouwd), de verbouwing van het huis Monheim (ca. 1786), tegenwoordig Couvenmuseum, en het huis Zum Brüssel (1789) aan de Markt. Jakob Couven is ook de architect van de Guaita'sche Treppenanlage in de Rosstrasse, een rococo-trappartij uit omstreeks 1780, later overgebracht naar het Aachener Kurpark. Van de Hof van Kloosterrade, het refugiehuis van de abdij Rolduc in Aken, is alleen het poortgebouw behouden (Joseph Moretti, 1786).

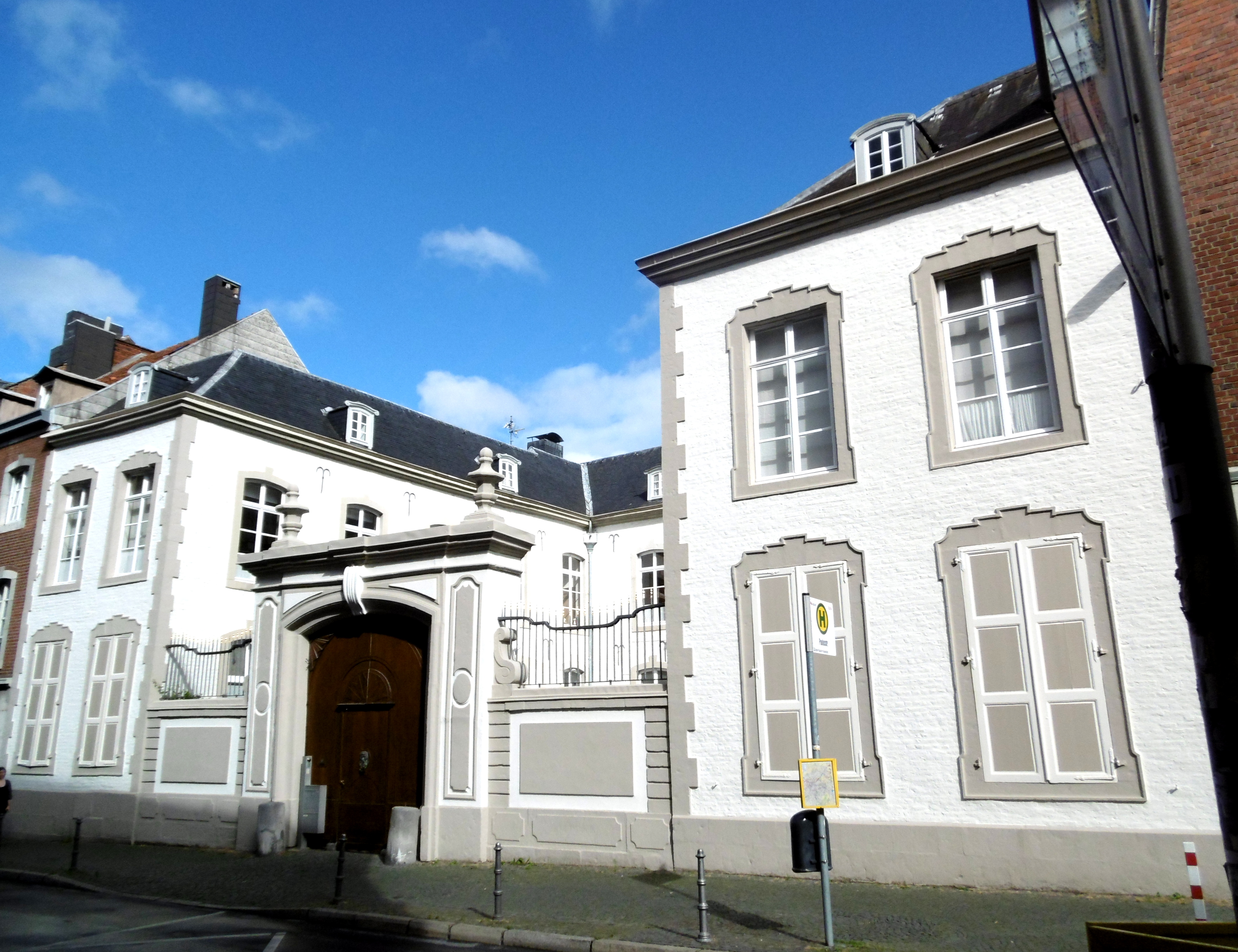
Wylre'sches Haus, Aken
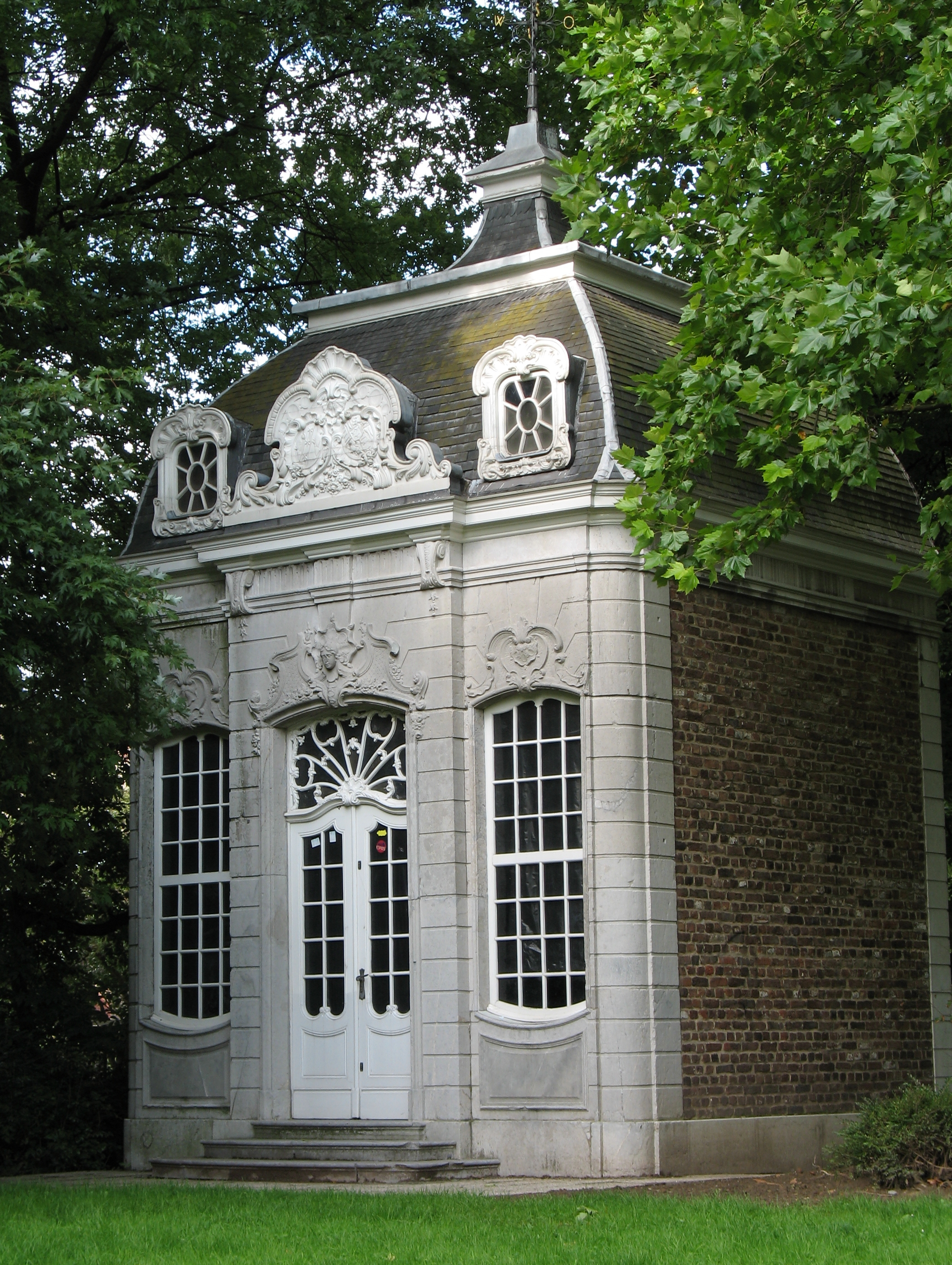
Pavillon Burtscheid
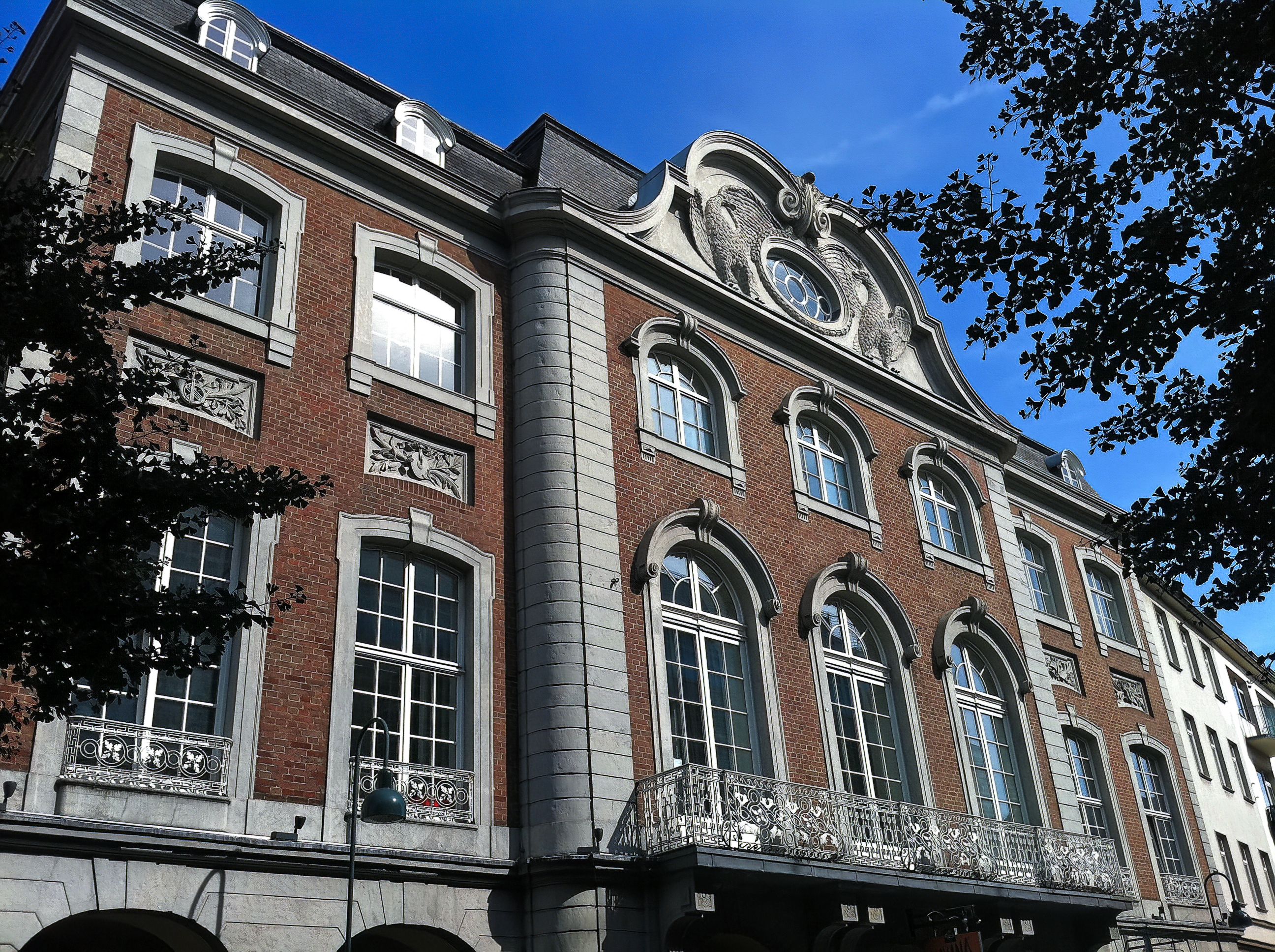
Altes Kurhaus, Aken
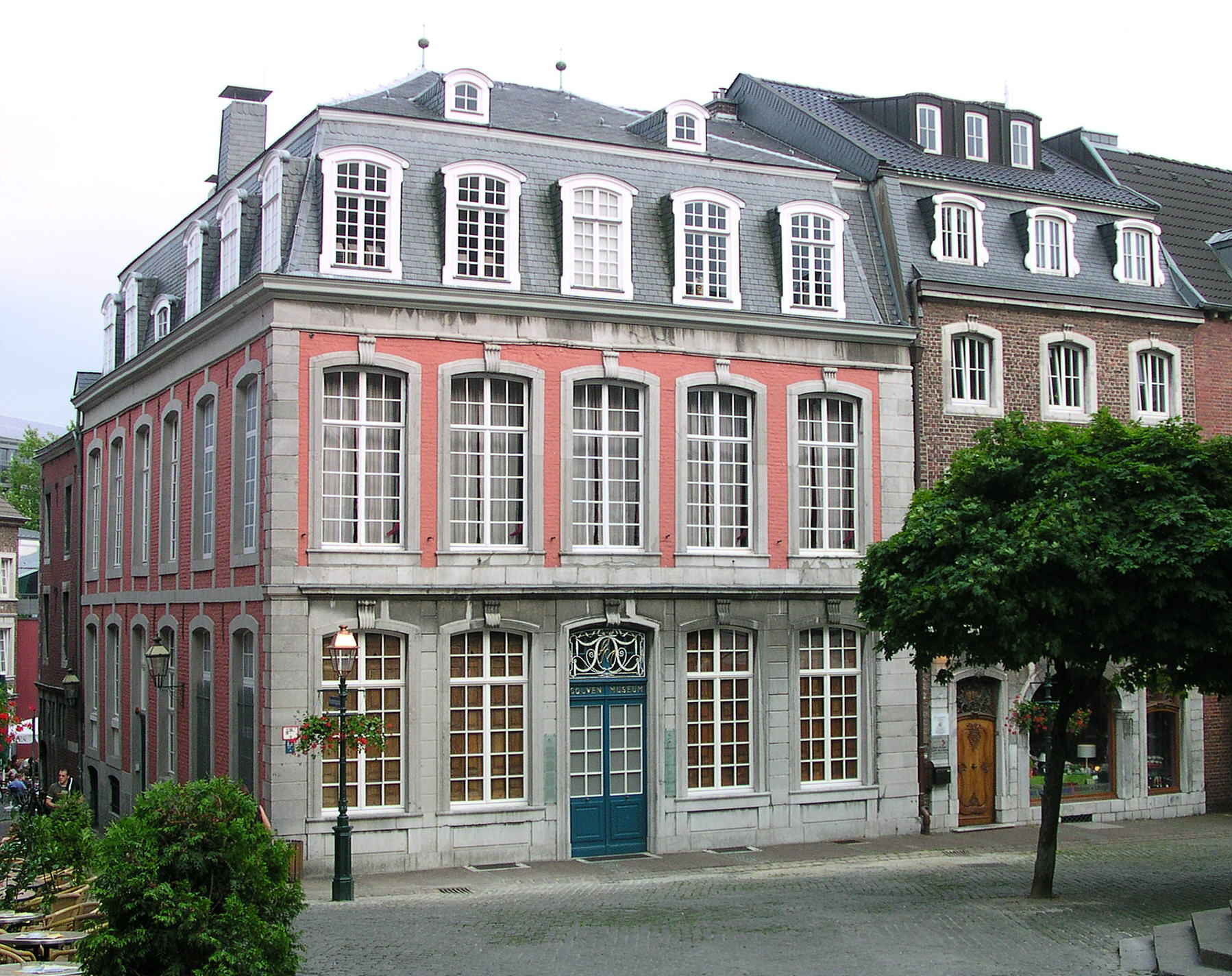
Haus Monheim, Aken

### Burgerhuizen in Malmedy, Eupen en Monschau
Ook in de omgeving van Aken werd dankzij de bloeiende textielindustrie veel gebouwd. Van Laurenz Mefferdatis zijn onder andere het huis Villers in Malmedy (vóór 1724) en een drietal huizen in Eupen: Haus Rehrmann (1724), Haus Nyssen (1730) en het weeshuis aan de Rothenberg (1748). Johann Joseph Couven bouwde in Eupen het Haus Vercken, ook Klösterchen genoemd (1752), en het Maison de Grand Ry (ca. 1760), tegenwoordig zetel van de Duitstalige Gemeenschap België. In Monschau bouwde Couven het Haus Troistorff (1783). Van het bekende Rotes Haus in Monschau zijn geen architect en bouwjaar bekend.

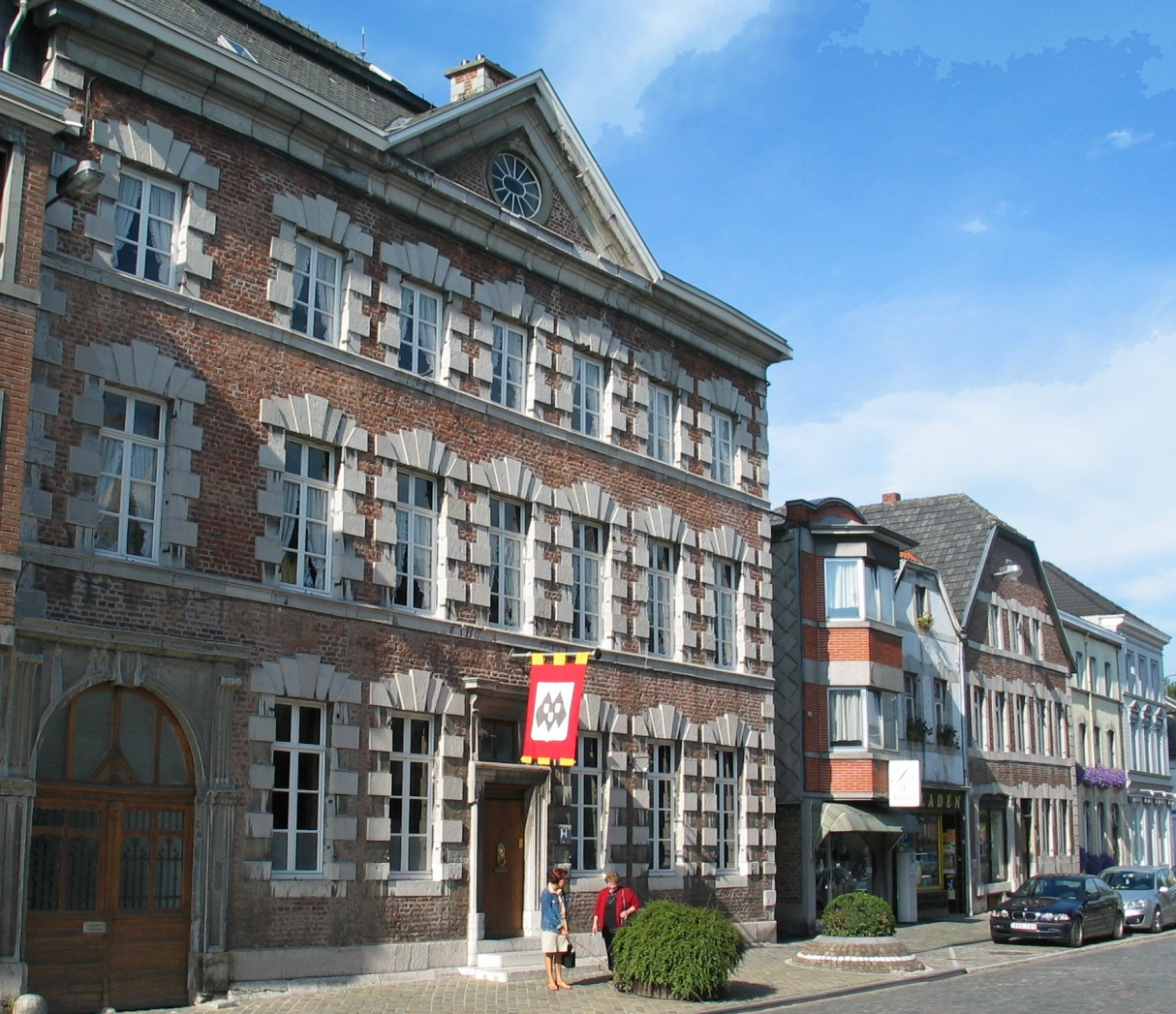
Haus Nyssen, Eupen
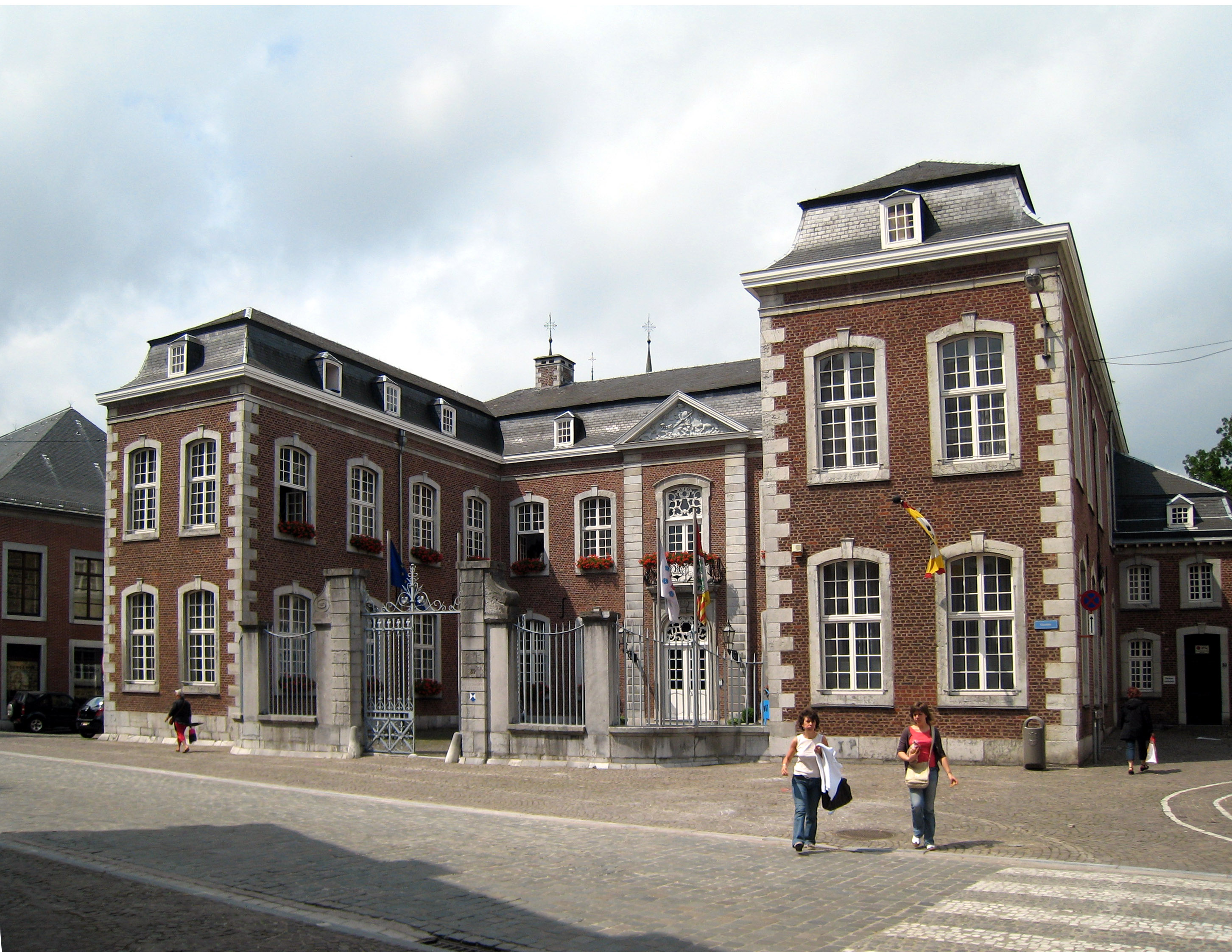
Maison de Grand Ry, Eupen
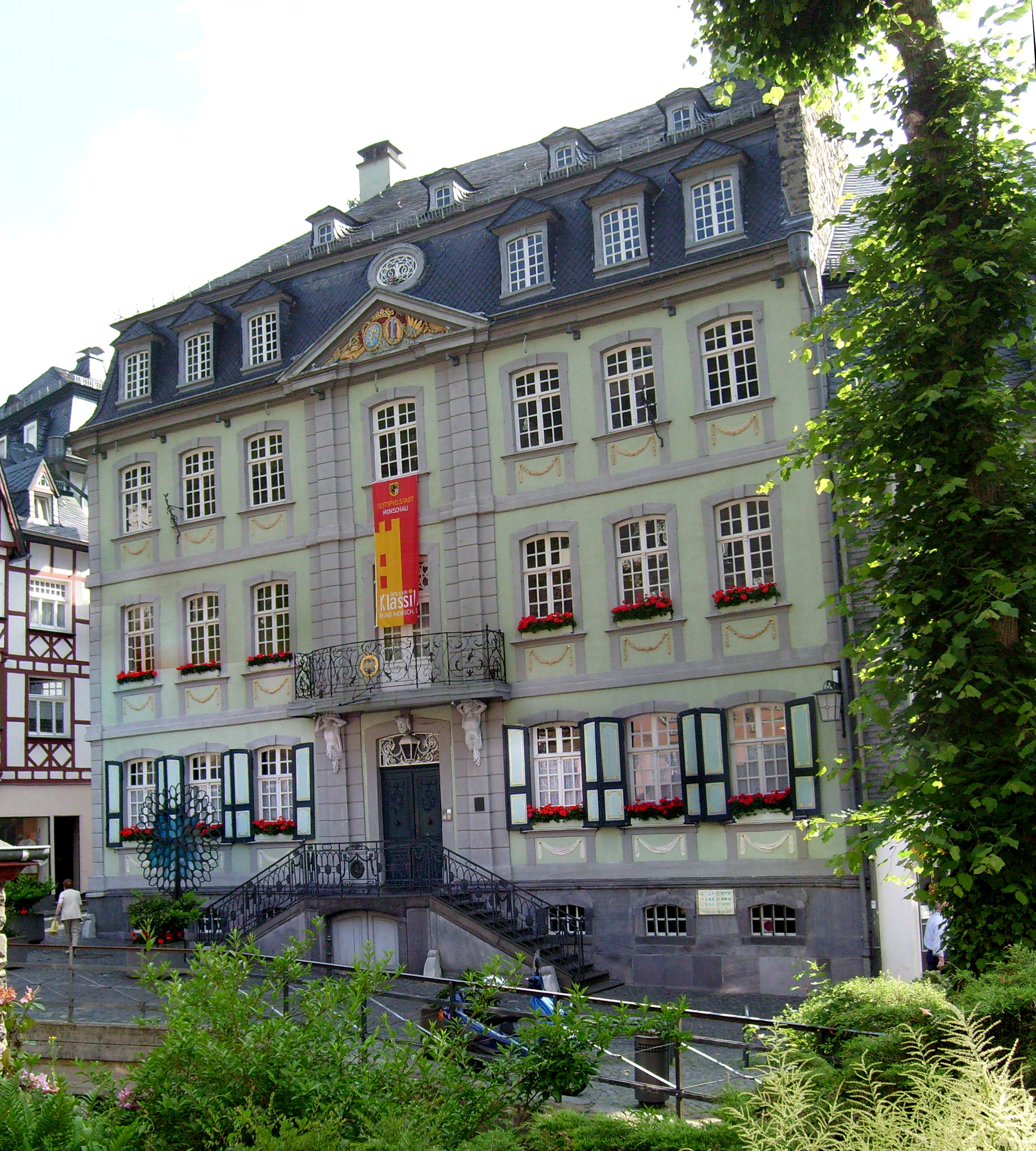
Haus Troistorff, Monschau
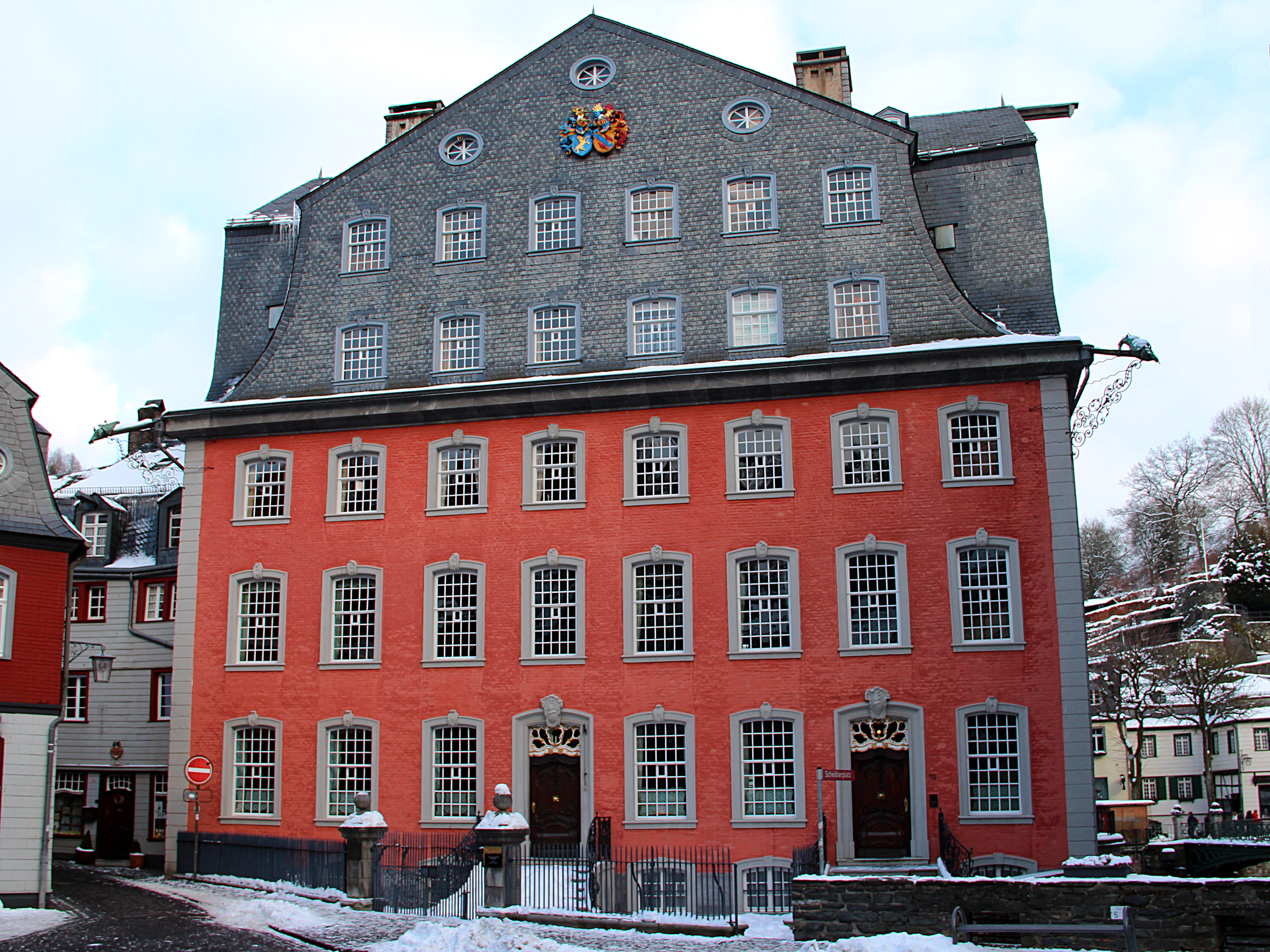
Rotes Haus, Monschau

### Burgerhuizen en kastelen in Vaals
Ook Vaals maakte in de 18e eeuw een bloeitijd door, vooral na de komst van de Akense textielfabrikant Johann Arnold von Clermont, die in Vaals een ware bouwhausse ontketende en daarbij vooral zijn 'huisarchitect' Joseph Moretti inzette. De belangrijkste gebouwen van Moretti in Vaals zijn: het Von Clermonthuis (1761-65), het Huis D'r Bau met Cereshoeve (toeschrijving Moretti, 1777), het Kasteel Bloemendal (1786), het mausoleum Von Clermont (1788), de Obelisk van Vaals (1790) en het Huis Kirchfeld, ook Altes Kurhaus genoemd (toeschrijving Moretti, 1790). Verder verbouwde Moretti Kasteel Vaalsbroek en zou hij ook het landhuis De Esch hebben gemoderniseerd; dat laatste was enkele decennia eerder door Laurenz Mefferdatis gebouwd. De poort, de tuinmuur en de brug over de slotgracht van Kasteel Lemiers zijn waarschijnlijk door J.J. Couven ontworpen.

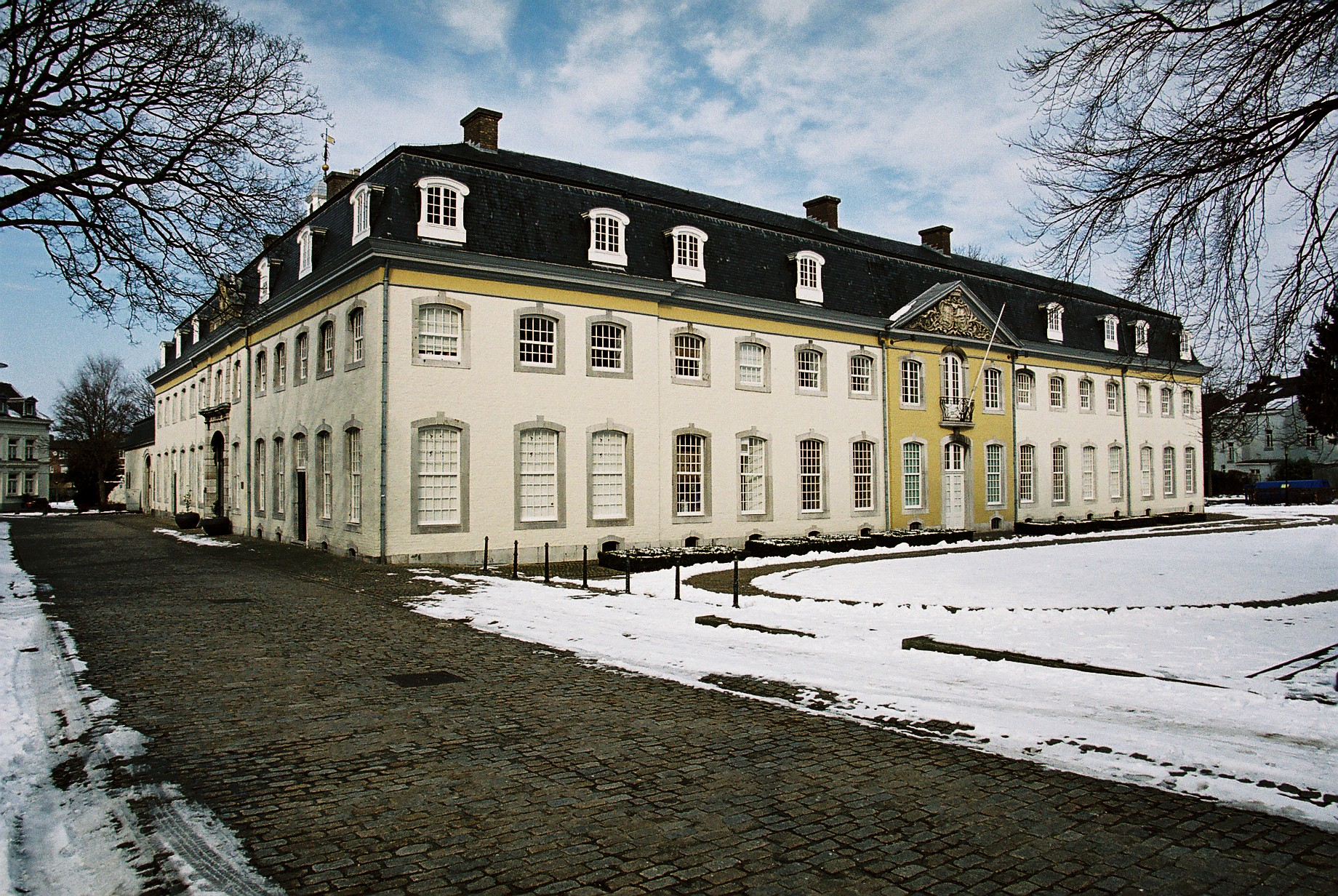
Von Clermonthuis, Vaals
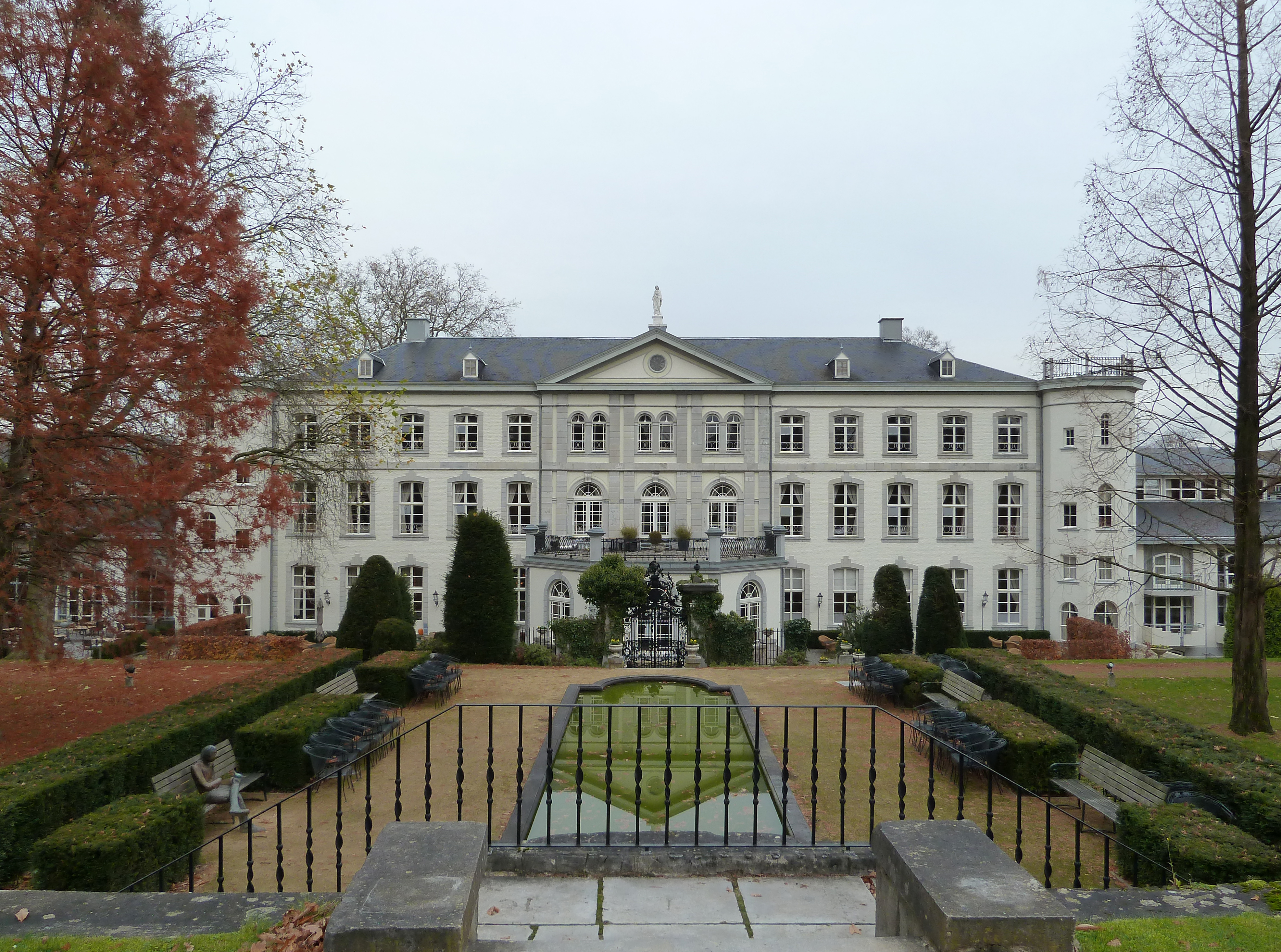
Kasteel Bloemendal, Vaals
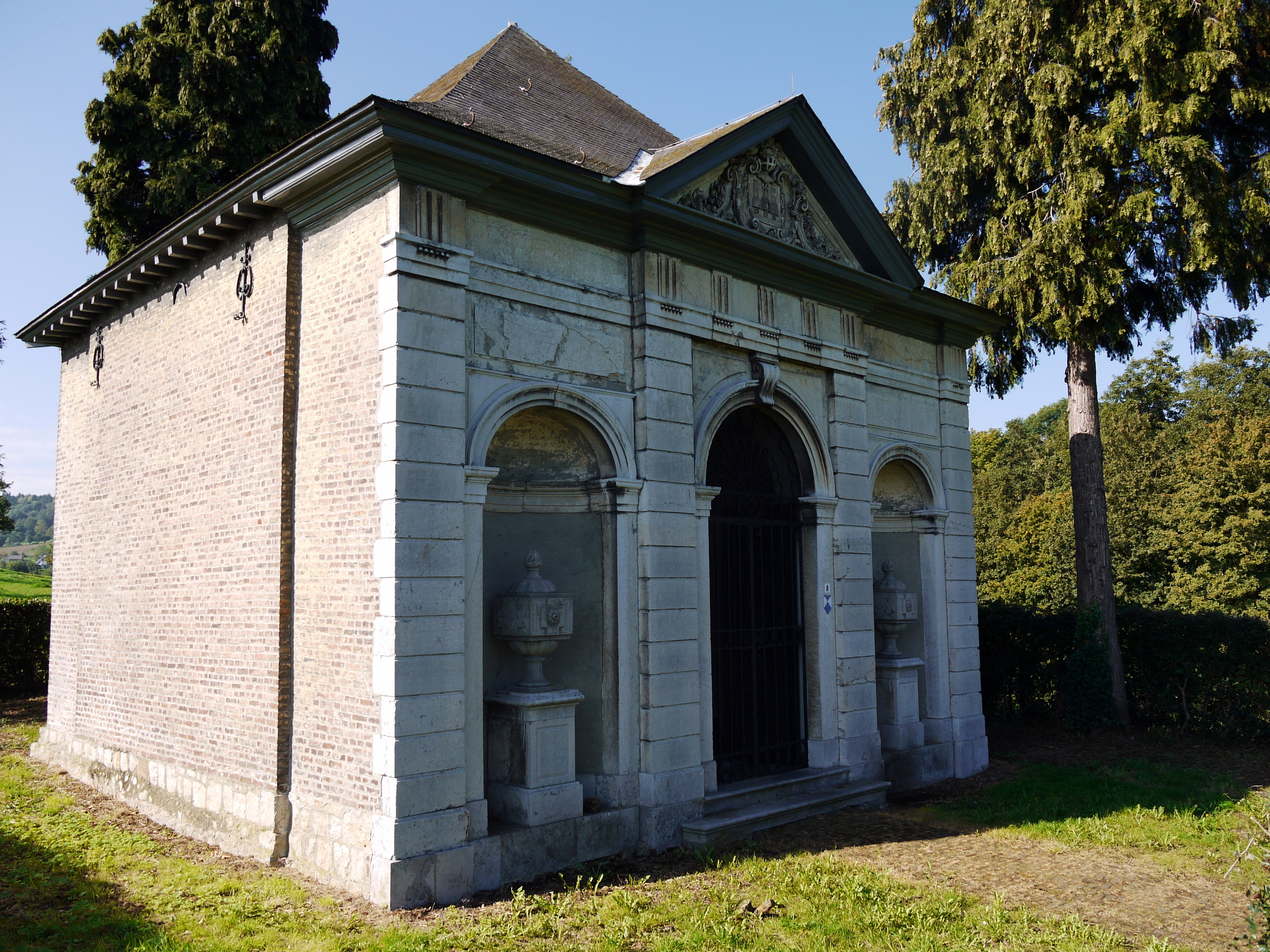
Von Clermont mausoleum, Vaals
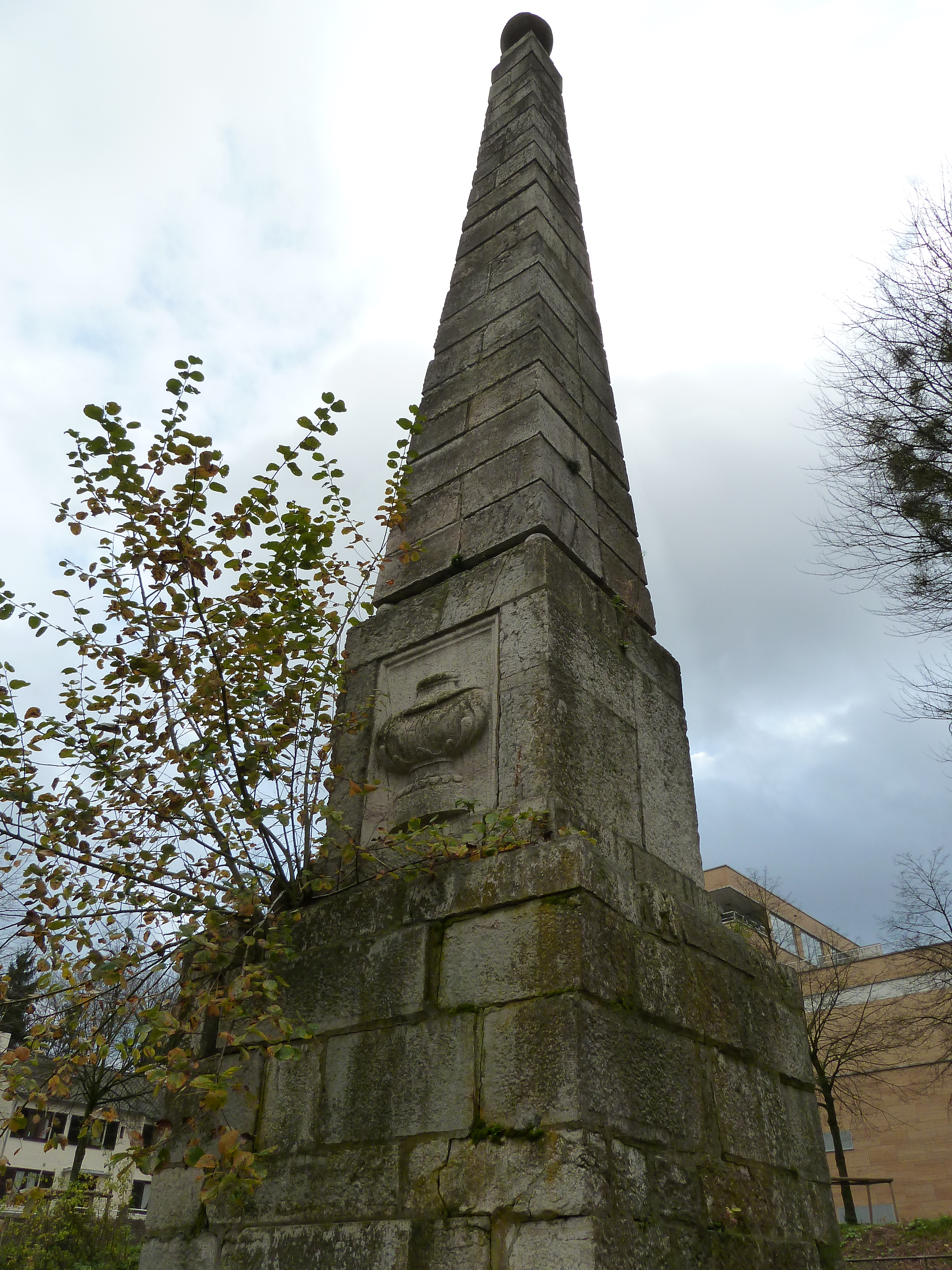
Obelisk, Vaals

## Achttiende-eeuwse barok in Maastricht en omgeving
Maastricht was in de 18e eeuw minder welvarend dan Luik en Aken, waar de industrialisatie al veel vroeger op gang was gekomen. Toch getuigen ook hier veel gevels in Lodewijk XV- of Lodewijk XVI-stijl van een zeker elan. Belangrijke opdrachtgevers waren de militaire gouverneurs en de proosten van Sint-Servaas. In de tweede helft van de eeuw was de van oorsprong Luikse architectenfamilie Soiron toonaangevend: de broers François en Matheius Soiron bouwden vooral in de Duitse grensregio. De zoon van Matheius, Mathias Soiron, was vooral actief in Maastricht en directe omgeving.

### Kerken in Maastricht en omgeving
De Waalse Kerk in Maastricht is een ontwerp van de Luikse architect Nicolas Comhaire uit 1732. De barokke torens op het westwerk van de Sint-Servaaskerk waren door Etienne Fayen in 1767 ontworpen, maar werden door Pierre Cuypers rond 1887 verwijderd. Het koor en de sacristie van de Johannes de Doperkerk in Oud-Valkenburg zijn een ontwerp van Johann Joseph Couven uit 1757. Mathias Soiron ontwierp de eenvoudige dorpskerken van Vreren (1779), Itteren (1784) en Heer (1786, deels bewaard). De architect van de Sint-Gerlachuskerk in Houthem (ca. 1720), wellicht de meest barokke kerk van Nederland, is onbekend. Hetzelfde geldt voor de Virga Jessebasiliek (1727) in Hasselt en de Kruisherenkerk in Maaseik (1767).

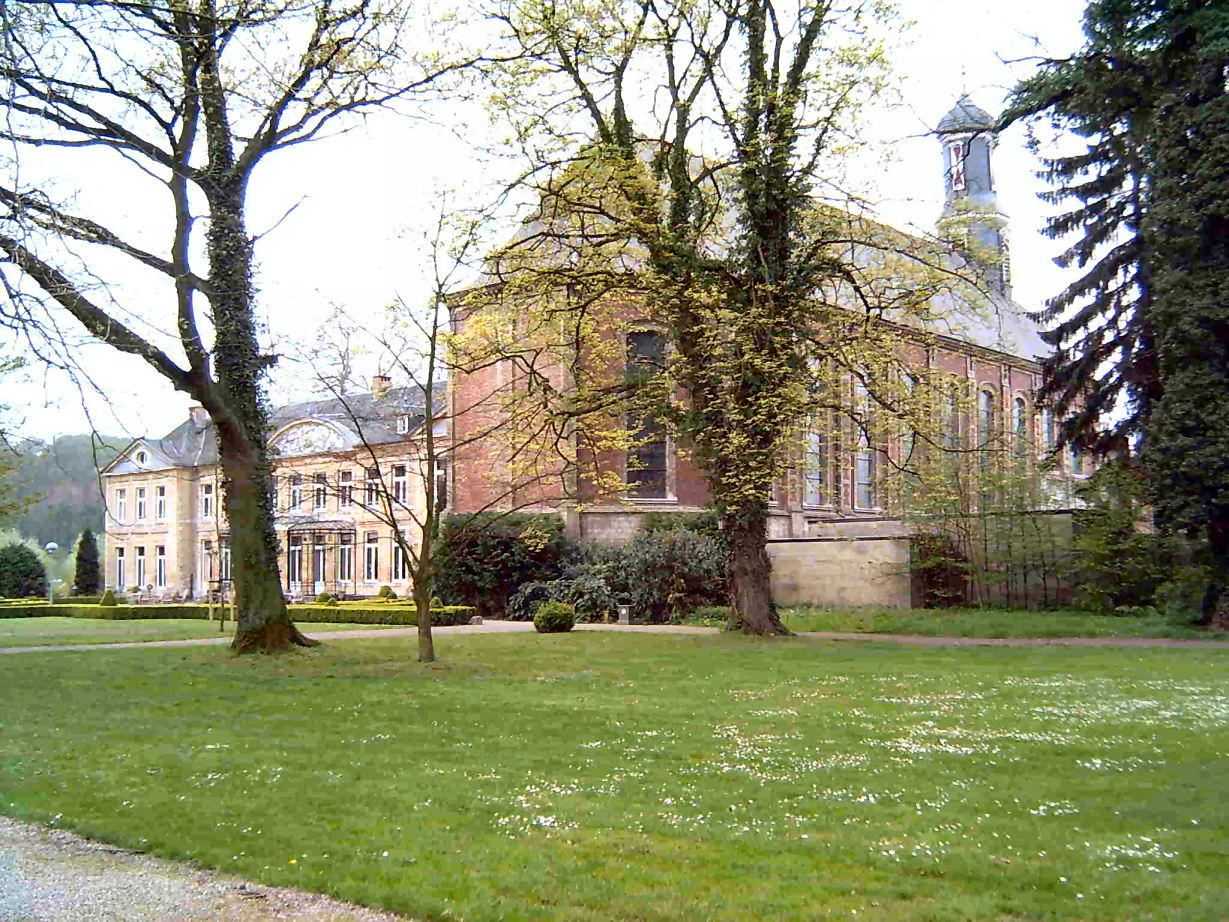
Sint-Gerlachuskerk, Houthem
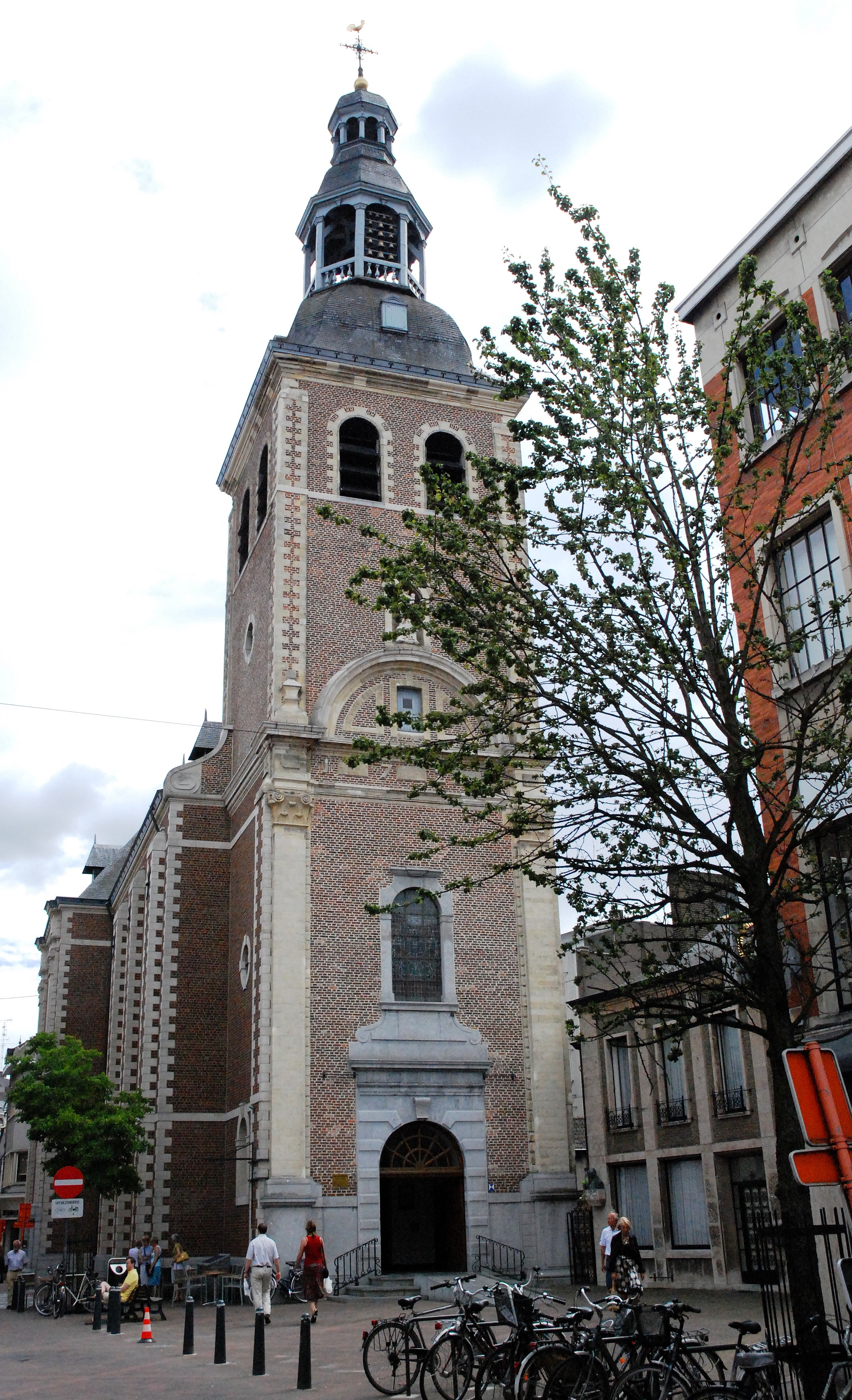
Virga Jessebasiliek, Hasselt
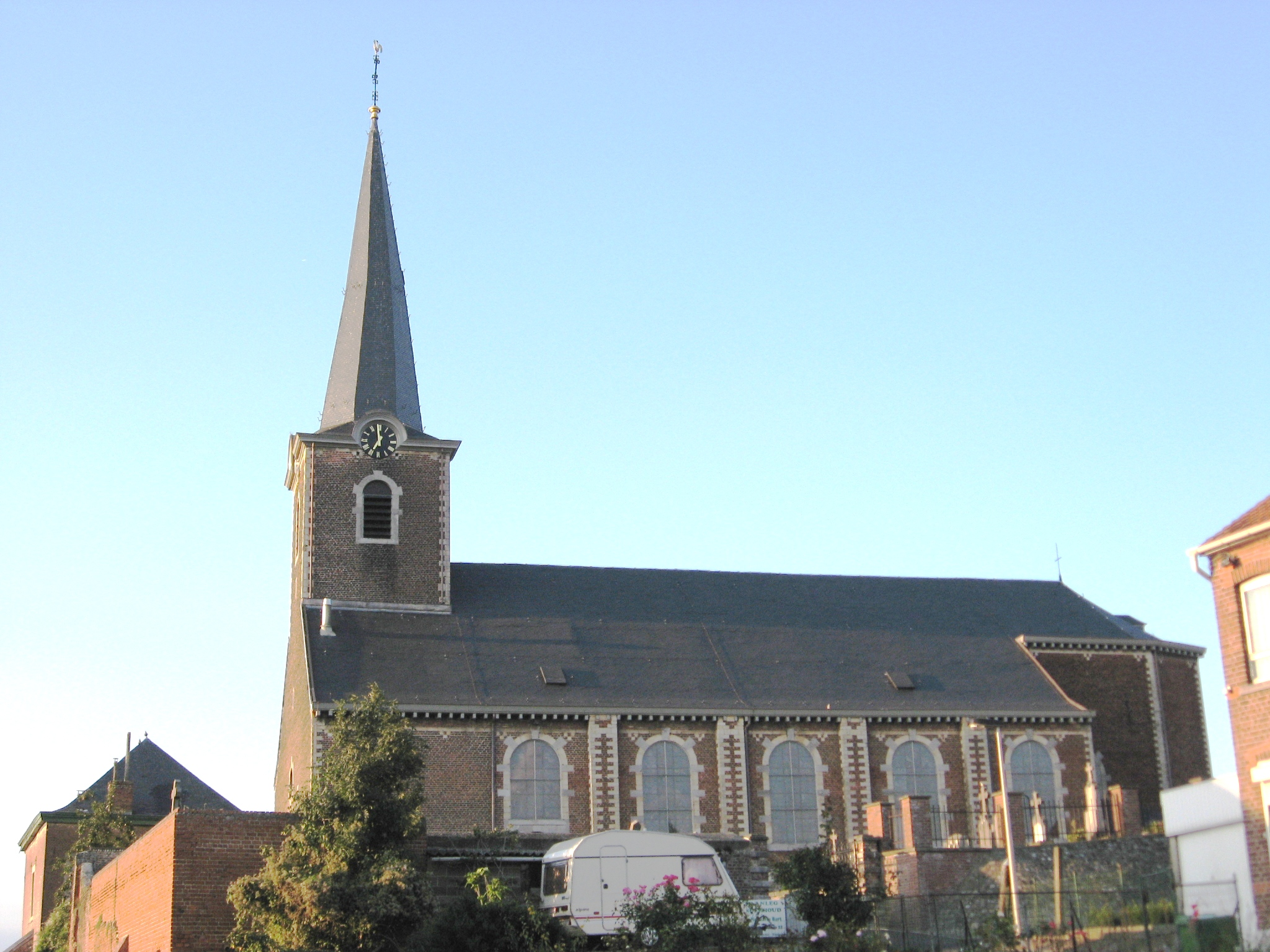
Sint-Medarduskerk, Vreren
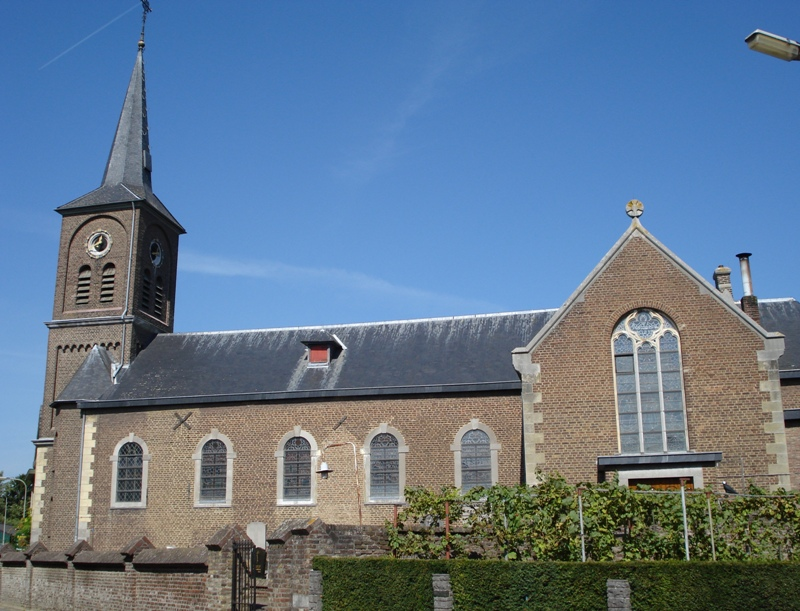
Sint-Martinuskerk, Itteren

### Civiele bouwwerken en burgerhuizen in Maastricht en omgeving
Wie de architect is van het stadhuis van Tongeren (1737), is niet bekend. Van het kanunnikenhuis Henric van Veldekeplein 29-31 in Maastricht (het vermeende 'paleis van de hoogproost') is noch de architect, noch de opdrachtgever, noch het bouwjaar bekend (2e kwart 18e eeuw?). François Soiron begeleidde rond 1750 de verbouwing van het Oud Gouvernement in Maastricht, dat vervolgens door zijn neef Mathias Soiron werd uitgebreid en verfraaid (1777). Het gebouw is in 1929 gesloopt. Mathias Soiron bouwde verder enkele pastorieën, onder andere in Slenaken en Zutendaal (1783) en verder een groot aantal huizen in Maastricht, waarvan het Huis Soiron (1785) aan de Grote Gracht en enkele huizen aan de Markt en Boschstraat de voornaamste zijn. Vermeldenswaardig zijn verder het ontwerp voor het wachthuis bij de voormalige Onze-Lieve-Vrouwepoort uit 1787 en de verbouwing van de Jezuïetenkerk tot Bonbonnière in 1788.

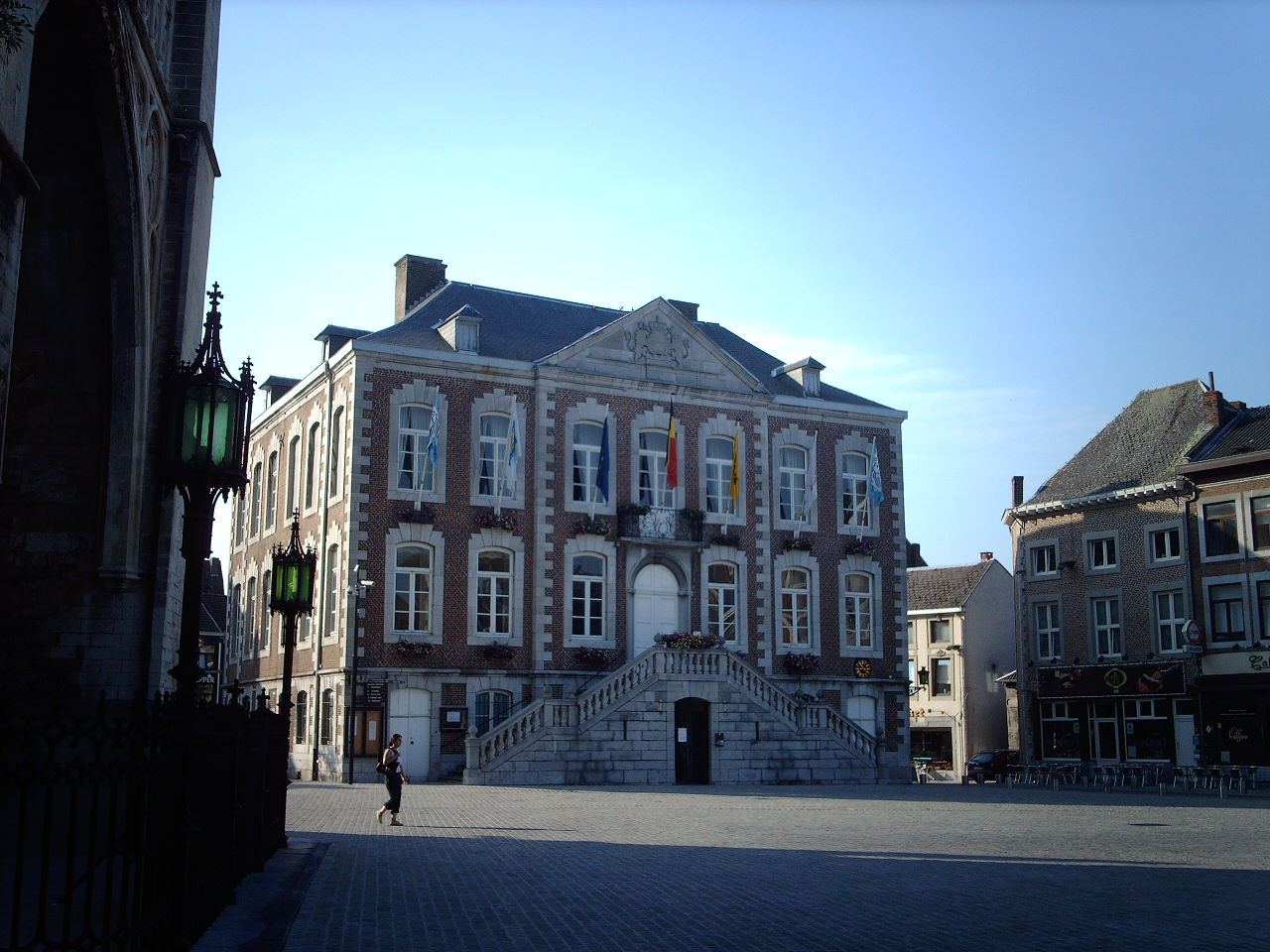
Stadhuis van Tongeren
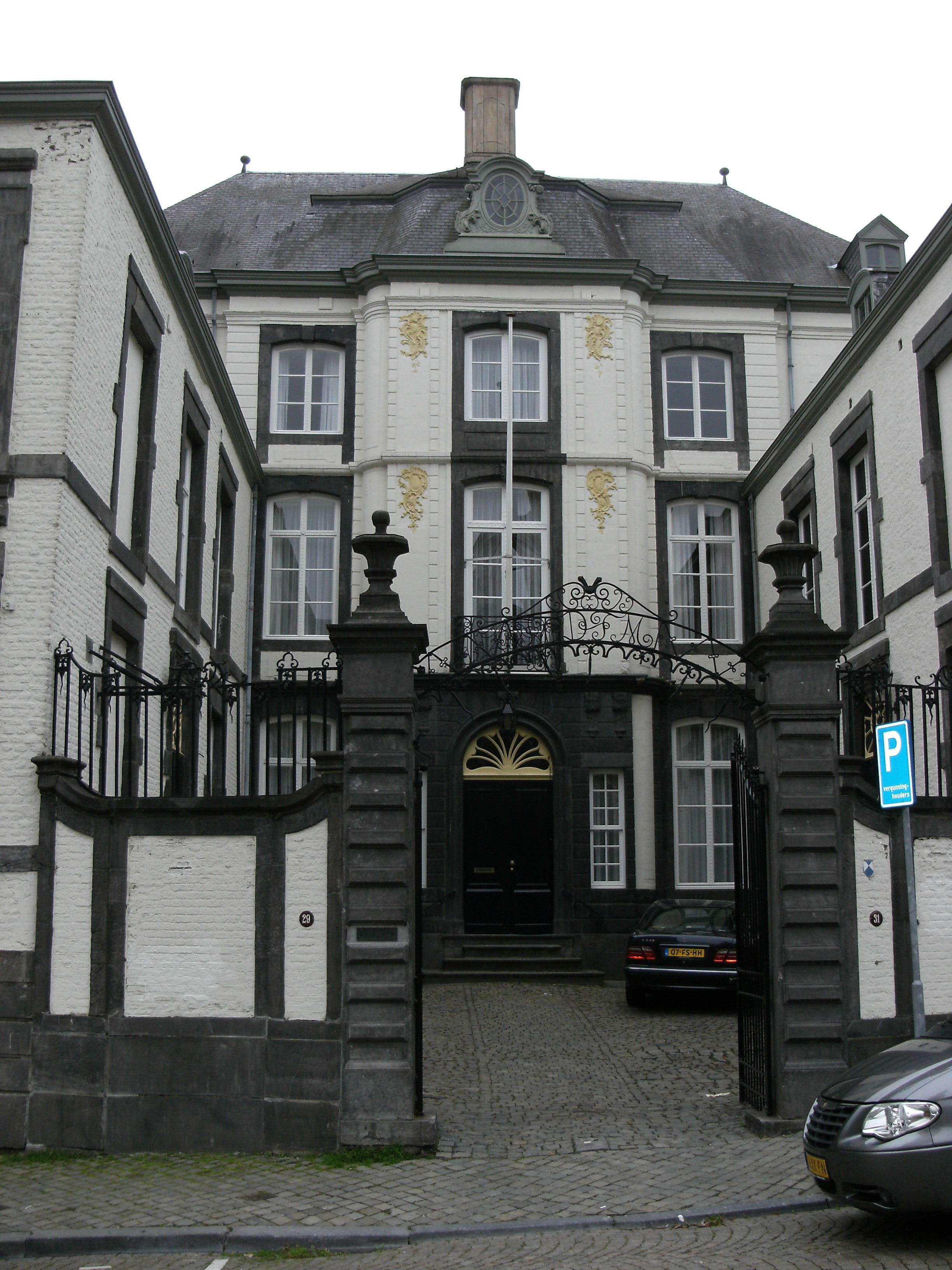
Kanunnikenhuis, Maastricht
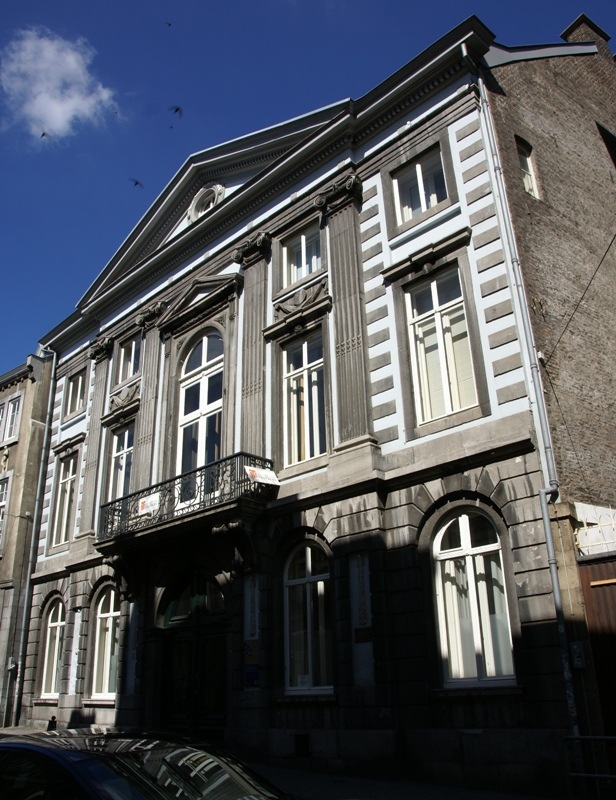
Huis Soiron, Maastricht
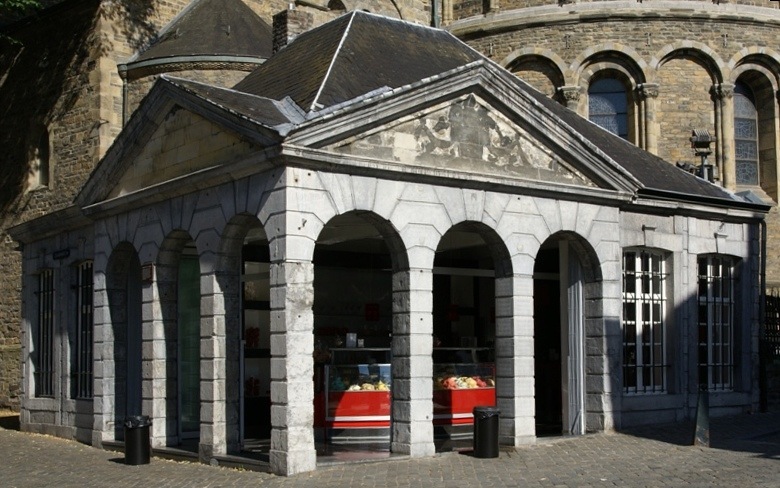
Wachthuis, Maastricht

### Kastelen en landhuizen in de omgeving Maastricht-Hasselt
Het voornaamste ontwerp van de gerenommeerde architect Johann Joseph Couven in de omgeving van Maastricht was het jachtslot voor prins-bisschop Johan Theodoor van Beieren in Maaseik (1752), dat in 1798 geheel werd verwoest. Verder realiseerde Couven een uitbreiding van de Abdij van Munsterbilzen (1757), de pachthof van het Stift Sint-Gerlach in Houthem (1759) en de bijgebouwen van het Kasteel Genhoes in Oud-Valkenburg (ca. 1750). Het Kasteel van Heks wordt toegeschreven aan de Luikse architect Etienne Fayen (ca. 1770). Een andere Luikse architect, Jacques-Barthélemy Renoz, ontwierp het Kasteel van Hasselbroek in Jeuk (1770). Ghislain-Joseph Henry was de bouwmeester van het Kasteel van Duras in Sint-Truiden (1787). Dichter bij Maastricht was Mathias Soiron een veelgevraagd architect. Hij ontwierp onder andere het hekwerk en de neoclassicistische voorgevel van Kasteel Borgharen (1776, 1785), de kasteelboerderij Wiegershof in Itteren (1793) en het huis Withuishof (ca. 1800) in Amby. Van een aantal kastelen en landhuizen is de architect onbekend. Voorbeelden daarvan zijn Kasteel Oost in Valkenburg en Kasteel Vliek in Ulestraten.

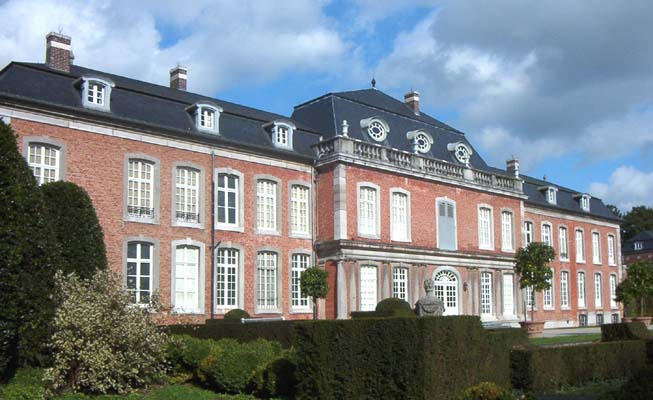
Kasteel van Heks
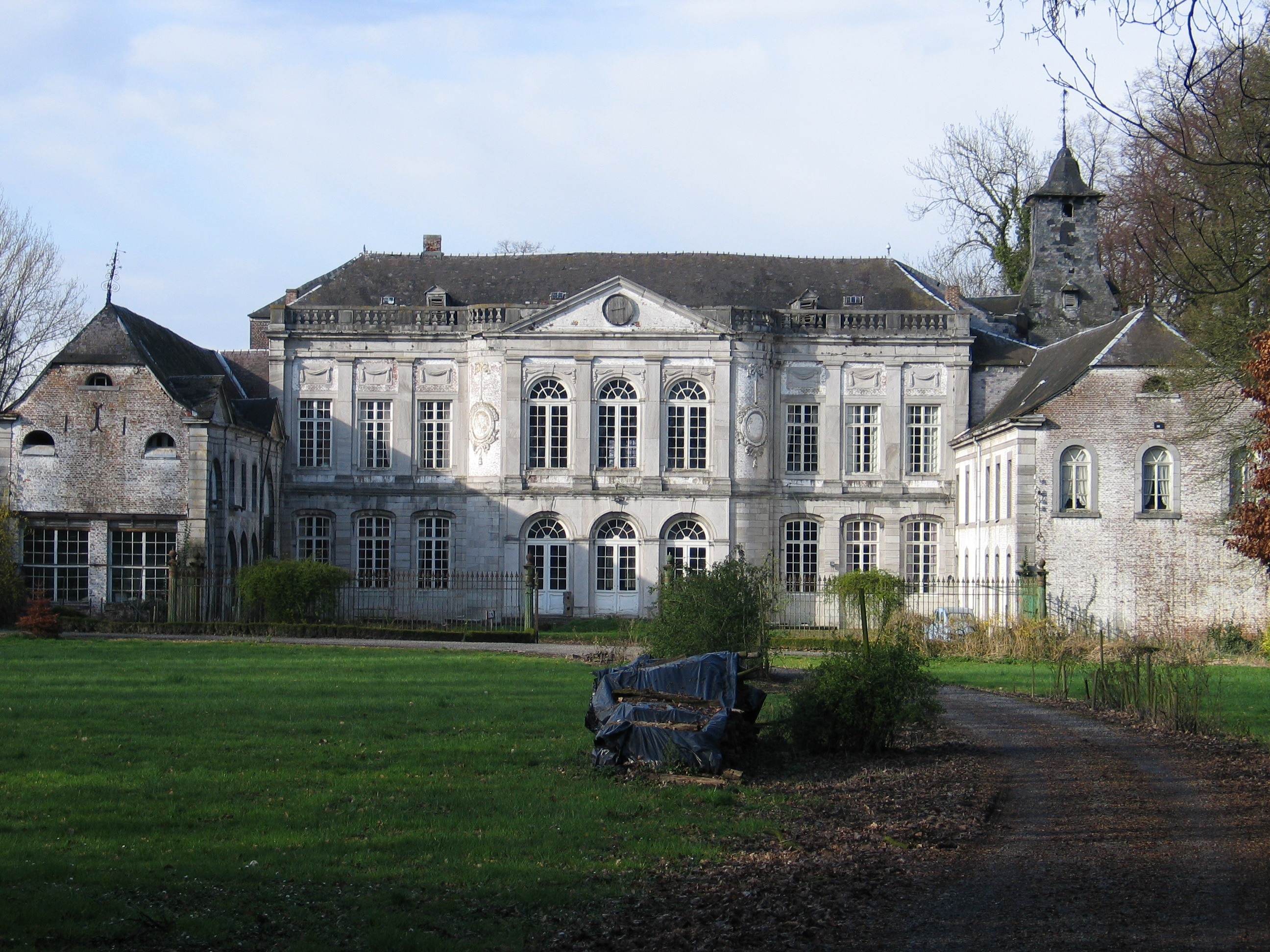
Kasteel van Hasselbroek, Jeuk
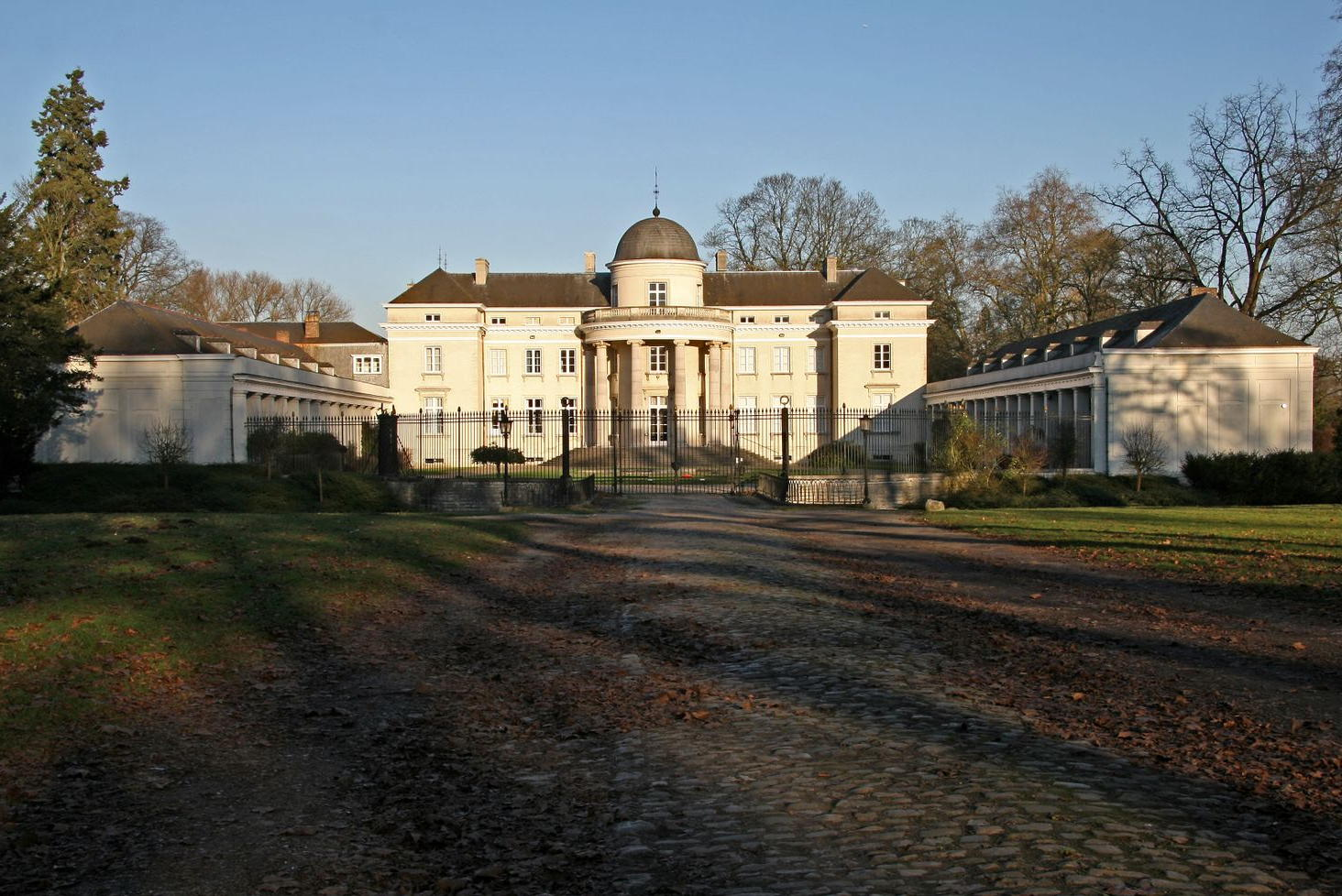
Kasteel van Duras, Sint-Truiden
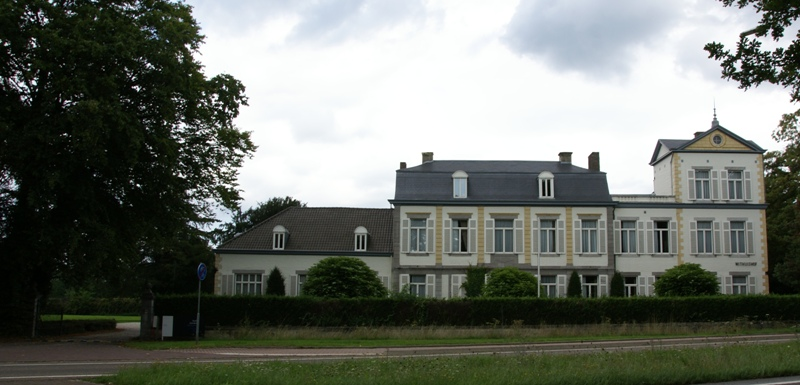
Withuishof, Maastricht

### Kastelen en landhuizen in de omgeving Maastricht-Aken
De verbouwing van Kasteel Neubourg in Gulpen werd achtereenvolgens ter hand genomen door Laurenz Mefferdatis (1717), Johann Joseph Couven met Johann Conrad Schlaun (na 1732) en Mathias Soiron (ca. 1800). Schloss Schönau in Richterich en Haus Drimbornshof in Eschweiler-Dürwiß, beide door Mefferdatis ontworpen, moesten beide na 1945 herbouwd worden. J.J. Couven ontwierp het poorthuis van Kasteel Thor in Lontzen-Astenet (1733), de Abdij van Sinnich in Teuven (1754) en leidde de verbouwing van Kasteel Breill in Geilenkirchen (1754), waarvan alleen het portaal is bewaard. Het Kasteel Wickrath bij Mönchengladbach is het chef-oeuvre van François en Matheius Soiron (1746-72). Het Haus Schlickum in Korschenbroich werd door Matheius na 1755 gebouwd. Kasteel Obbicht is een ontwerp van Jacques-Barthélemy Renoz uit 1780 en Kasteel Amstenrade een onvoltooid ontwerp van Barthélemy Digneffe uit 1781. De architecten van Kasteel Wijnandsrade (1717) en Kasteel Goedenraad (1777) in Eys zijn onbekend gebleven.

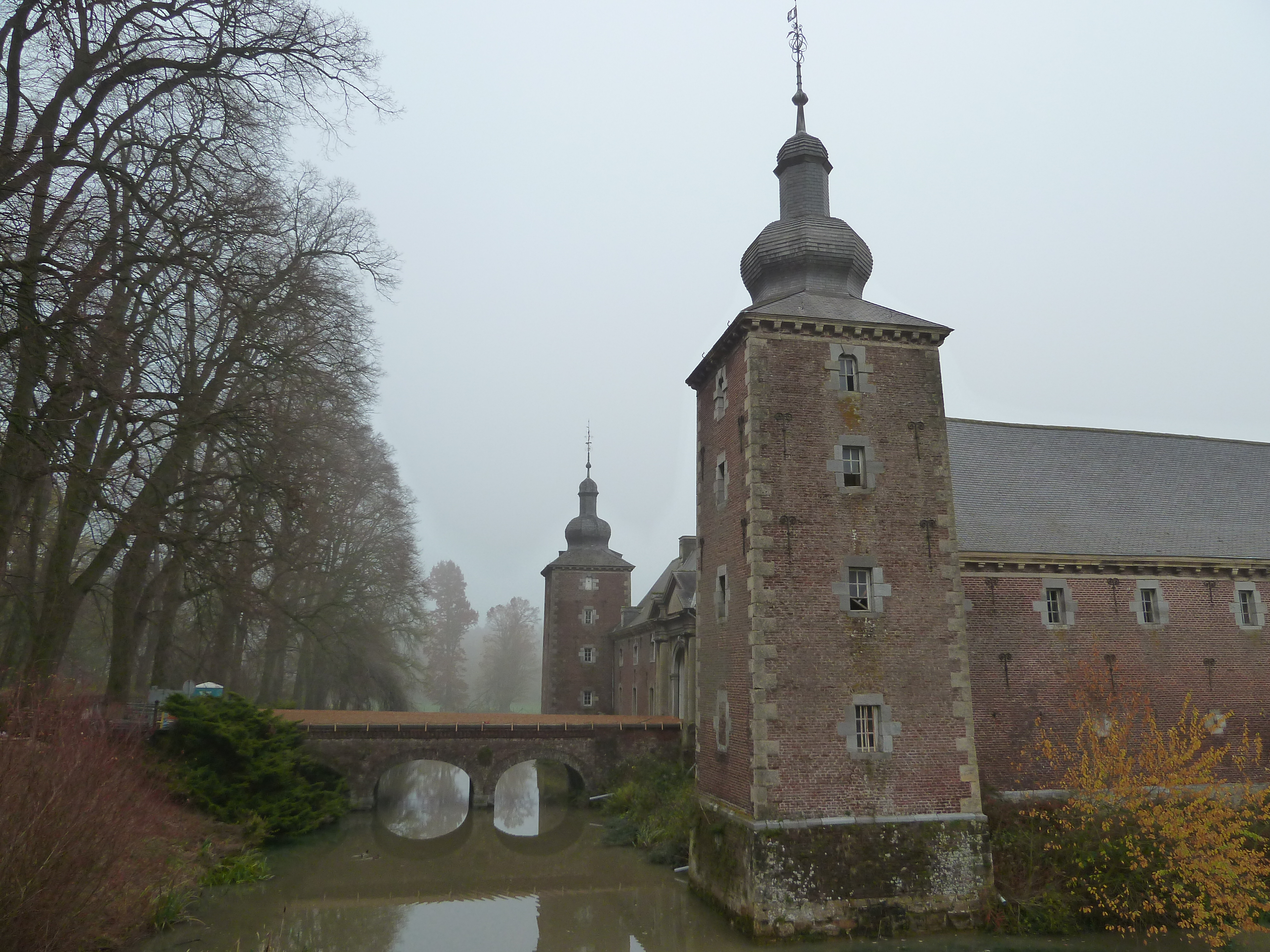
Kasteel Neubourg, Gulpen
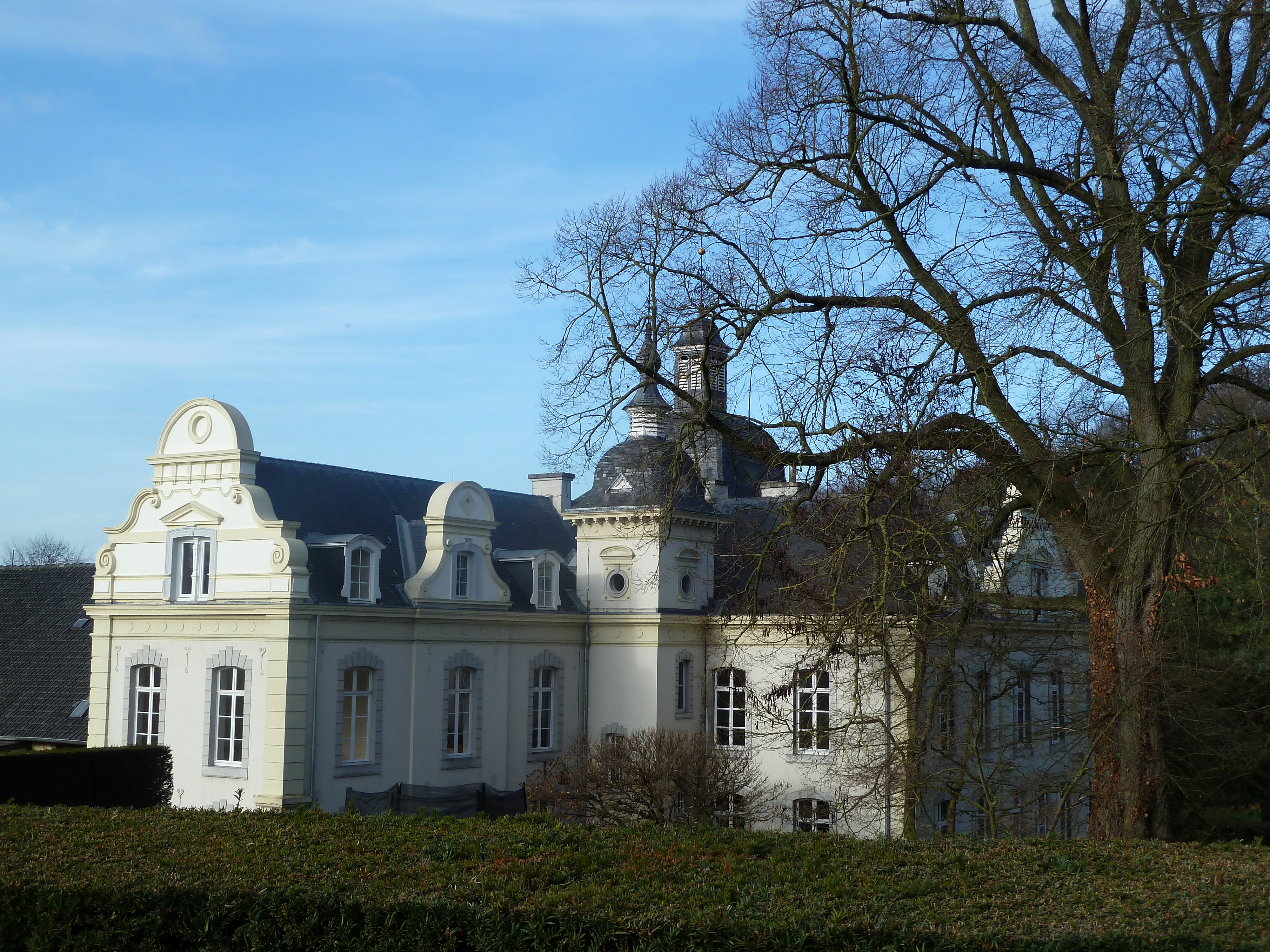
Kasteel Goedenraad, Eys
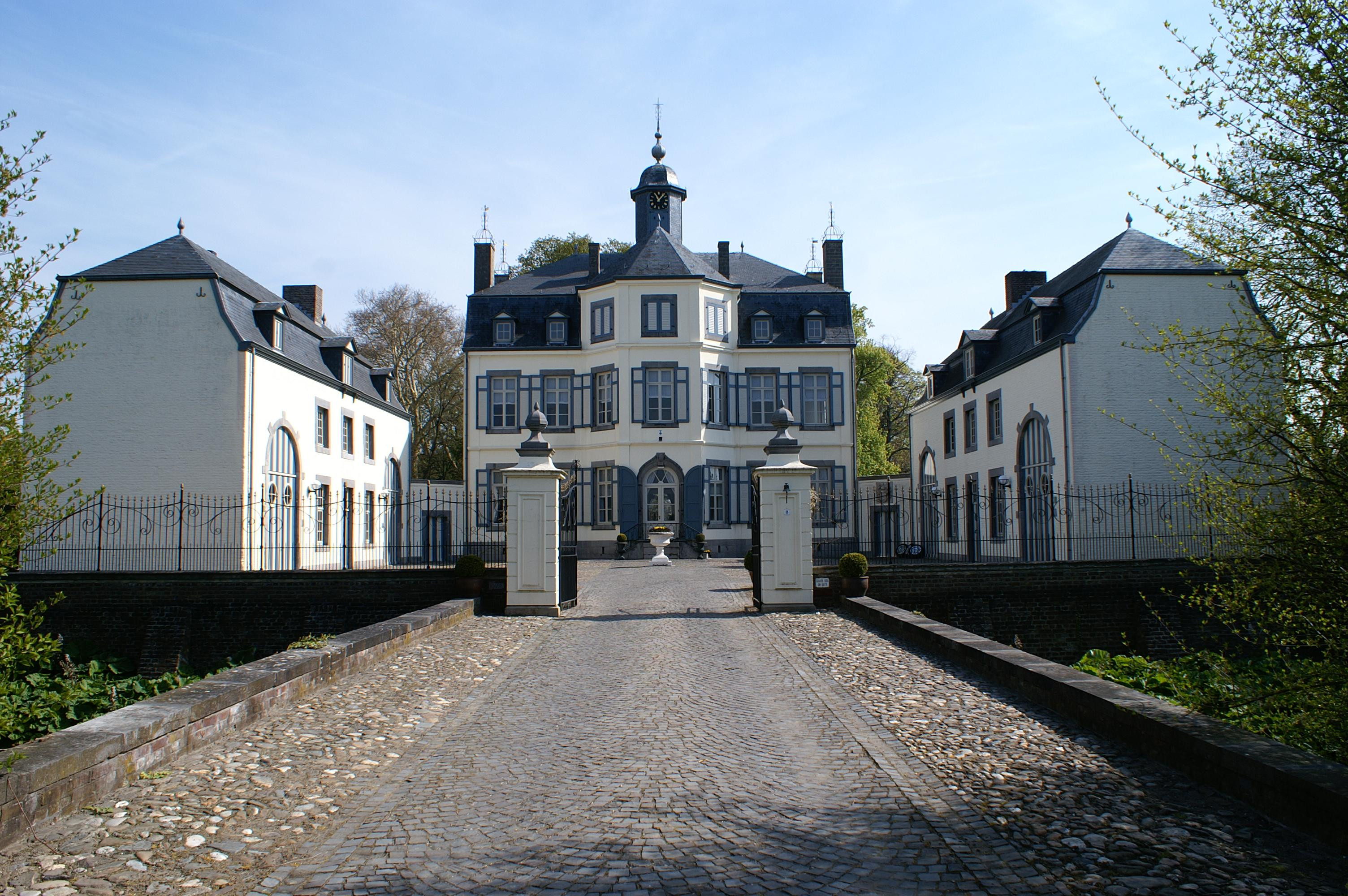
Kasteel Obbicht
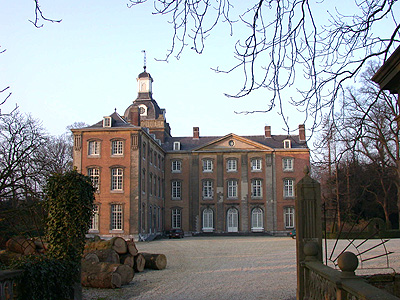
Kasteel Amstenrade